# Chaïm Soutine
Vous lisez un « article de qualité » labellisé en 2017.
Chaïm Soutine (en russe : Хаим Соломонович Сутин, Khaïm Solomonovitch Sutin ; en yiddish : חײם סוטין, Ḥaïm Soutin) est un peintre juif biélorusse émigré en France, né en 1893 ou 1894 dans le village de Smilovitchi, à cette époque dans l'Empire russe, et mort le 9 août 1943 à Paris.
Il semble qu'il ait eu une enfance difficile dans les ghettos de l'ancienne Russie mais sa vie est mal connue avant son arrivée à Paris, probablement en 1912. Souvent décrit comme très timide voire insociable, il traverse plusieurs années de misère parmi la bohème de Montparnasse, la reconnaissance n'arrivant que dans les années 1920, après sa « découverte » par le collectionneur américain Albert Barnes. Soutine a toujours entretenu des relations compliquées avec ses mécènes ainsi qu'avec l'idée même de succès ou de fortune. Quoique très tôt miné par l'ulcère à l'estomac qui devait l'emporter, il a peint énormément, habité par une énergie étonnante. Son exigence l'a conduit en revanche à détruire beaucoup de ses œuvres. Les quelque cinq cents tableaux dont l'authenticité a été établie sont le plus souvent signés mais jamais datés.
Soutine, qui s'est très peu exprimé sur ses conceptions picturales, est l'un des peintres rattachés habituellement, avec Chagall ou Modigliani, à ce qu'il est convenu d'appeler l'École de Paris. Il se tenait cependant à l'écart de tout mouvement et a développé en solitaire sa technique et sa vision du monde. Tout en se référant volontiers aux grands maîtres, à commencer par Rembrandt, et en se cantonnant à trois genres canoniques de la peinture figurative — portraits, paysages, natures mortes —, il a créé une œuvre singulière, difficilement classable. D'une palette vive et contrastée, violente même, qui peut rappeler celle d'Edvard Munch ou d'Emil Nolde, émergent des formes convulsives, des lignes tourmentées jusqu'à la déformation du sujet, suscitant une ambiance dramatique. Mais les toiles de Soutine se signalent plus encore par un travail en épaisseur qui pousse toujours plus loin l'expérience de la peinture en tant que matière, dans le sillage d'un Van Gogh et ouvrant la voie aux expériences artistiques de la seconde moitié du XXe siècle. Les couleurs flamboyantes et l'aspect torturé de ses œuvres les ont souvent fait rapprocher de l'expressionnisme, bien qu'elles soient déliées de leur époque et ne traduisent aucun engagement. Dans les années 1950, les expressionnistes abstraits de l'École de New York reconnaissent en Soutine un précurseur.
Dans cette œuvre à l'esthétique déroutante, certains commentateurs ont voulu voir le miroir de la personnalité de son auteur, dont la vie — avec ses zones d'ombre et même ses légendes — se prêtait à revivifier le mythe de l'artiste maudit : il s'agissait d'expliquer la manière du peintre par sa maladie, ses inhibitions, ses difficultés matérielles ou d'intégration sociale, voire une forme de folie. Mais un tel lien de cause à effet n'a rien d'évident. Si on peut déceler une influence de ses origines et de son vécu, ce serait plutôt sur le rapport de Soutine à la peinture elle-même. Il s'est en tout cas donné tout entier à son art comme s'il y cherchait une forme de salut.

## Biographie
Très farouche et plutôt introverti, Chaïm Soutine n’a tenu aucun journal, a laissé peu de lettres et s'est peu confié, même à ses proches. Le peu que ses biographes savent de lui provient des témoignages, parfois divergents, de ceux qui l’ont rencontré ou côtoyé — amis, autres peintres ou artistes, marchands d'art — et des femmes qui ont partagé sa vie. Il est d'autant plus malaisé à saisir que, « peintre du mouvement et de l'instable », toujours à l'écart des autres et des écoles, il n'a cessé durant toute sa vie de déménager, de vivre en vagabond sans jamais s'installer durablement nulle part.
Il est en outre avéré que Soutine a contribué à brouiller les pistes, concernant sa jeunesse notamment : peut-être par besoin de refouler un passé douloureux, peut-être aussi — c'est l'hypothèse de l'historien de l'art Marc Restellini qui distingue en cela Soutine de Modigliani — pour se forger déjà de son vivant toute l'aura d'un peintre maudit. Sans nier qu'il ait pu cultiver « cette légende noire — ou dorée ? » d'une vocation contrariée puis d'un destin tragique, Marie-Paule Vial relativise toutefois l'étiquette d'artiste maudit : enfance misérable, exil, débuts difficiles, incompréhension de la critique ou du public, ne sont pas propres à Soutine, pas plus que ne se reflètent dans son œuvre ses souffrances d'homme malade puis pourchassé en tant que Juif.

### Naissance d'une vocation (1893-1912)

#### Entre Smilovitchi et Minsk

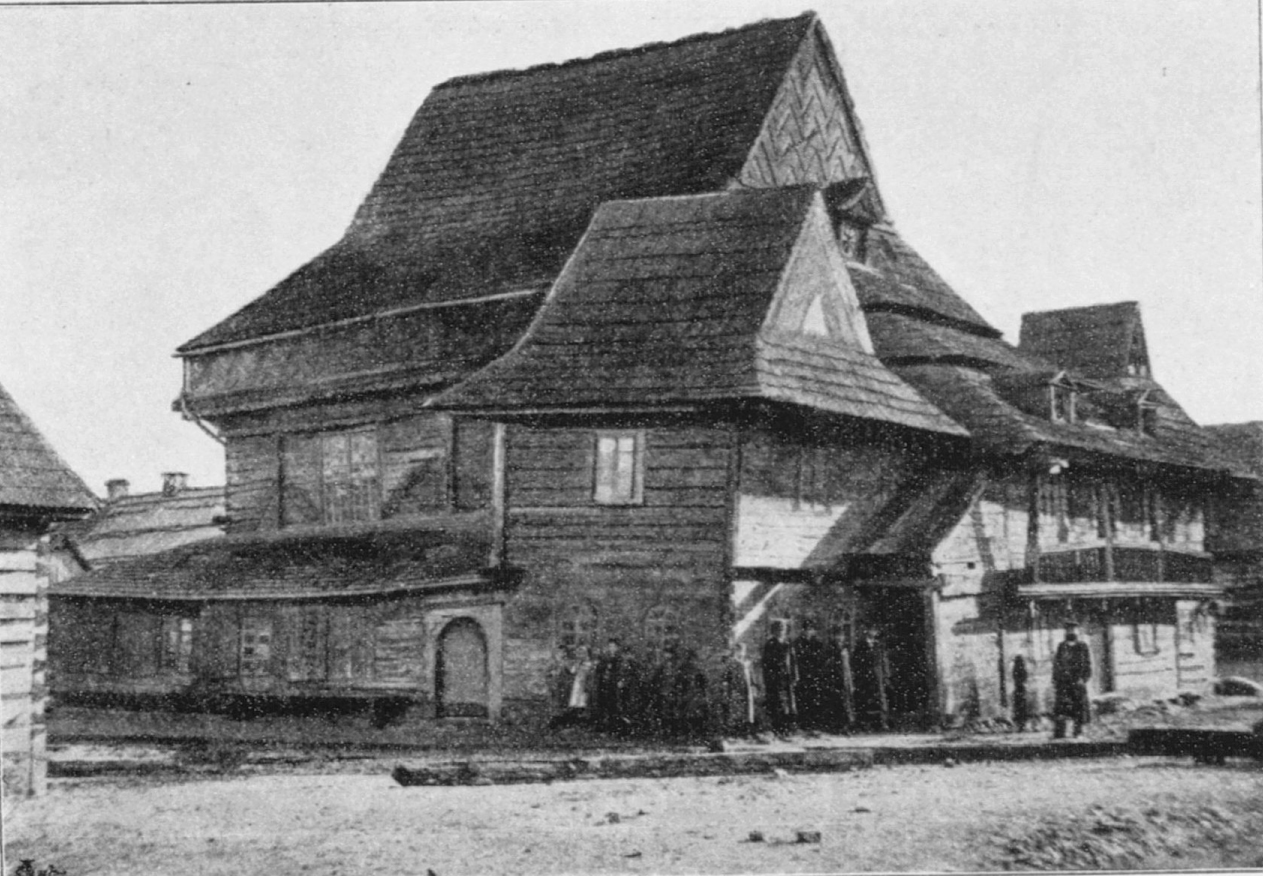
Synagogue en bois dans un shtetl. Soutine quitte sans regret sa famille, son village et les pratiques juives.

Chaïm Soutine naît en 1893 ou 1894 — la première date est retenue par convention — dans une famille lituanienne juive orthodoxe de Smilavitchy, un shtetl de quatre cents habitants situé à une vingtaine de kilomètres au sud-est de Minsk. Cette région à l'ouest de l'Empire, aux confins de la Biélorussie et de la Lituanie, fait alors partie du « ghetto de la Russie tsariste », l'immense Zone de Résidence où le pouvoir impérial contraint les Juifs à une vie quasi-autarcique.
Pour certains, Soutine était le fils de commerçants assez fiers de ses talents. Il semble plutôt que le père, Salomon, était raccommodeur chez un tailleur, et gagnait à peine deux roubles par semaine. Sarah, la mère, a eu onze enfants : Chaïm (« vies » en hébreu) serait le dixième de cette fratrie. La famille vit dans une grande pauvreté, comme presque toutes celles du shtetl, ce qui génère des violences s'ajoutant à l'angoisse des pogroms : la sauvagerie de Soutine adulte, ainsi que sa peur viscérale de l'autorité, s'enracinent très sûrement dans des traumatismes enfantins.
La famille observe les principes religieux de la Torah et le jeune garçon fréquente l'école talmudique. Mais, aussi obstiné que taciturne, il préfère de très loin le dessin à l'étude, prêt à tout pour se procurer du matériel (selon une rumeur peut-être due à Michel Kikoïne, il aurait un jour subtilisé pour les revendre les ustensiles de sa mère ou les ciseaux de son père). Il dessine tout ce qui lui tombe sous les yeux : « avec du charbon, sur des morceaux de papier récupéré, il n'en finit pas de faire le portrait de ses proches ». Or la loi hébraïque, suivant le troisième commandement du décalogue, frappe d'interdit toute représentation humaine ou animale : aussi Chaïm est-il souvent battu par son père ou ses frères. Vers l'âge de neuf ans, on l'envoie en apprentissage chez son beau-frère tailleur à Minsk. C'est là qu'il va se lier durablement avec Kikoïne, qui partage la même passion que lui, et avec qui il suit en 1907 des cours de dessin — auprès de l'unique professeur de la ville, M. Kreuger — tout en travaillant comme retoucheur chez un photographe.
Peut-être lors d'un séjour avec Kikoïne dans son village natal, Soutine fait le portrait d'un vieil homme, sans doute un rabbin, en un acte où Clarisse Nicoïdski voit, au-delà de la simple transgression, une volonté de profanation. Mais le fils du rabbin, boucher de son état, entraîne l'adolescent au fond de sa boutique pour le rosser d'importance. La biographe — et elle n'est pas la seule — fait un récit romanesque de cette scène brutale, pour ne pas dire sanglante ; Olivier Renault en retient du moins que certains « éléments annoncent l'œuvre à venir : fascination pour les carcasses d'animaux, la mort à l'œuvre, les couleurs, la violence ». Cet épisode va jouer en quelque sorte le rôle de « mythe fondateur » dans la carrière d'artiste de Soutine. Toujours est-il que Chaïm ne pouvant plus marcher pendant une semaine, ses parents portent plainte et obtiennent gain de cause : une partie des quelque vingt-cinq roubles de dédommagement finance son départ pour Vilnius, autour de l'année 1909 — toujours en compagnie de Kikoïne, de fait un des seuls témoins de ses années de jeunesse.

#### Vilnius, première rupture

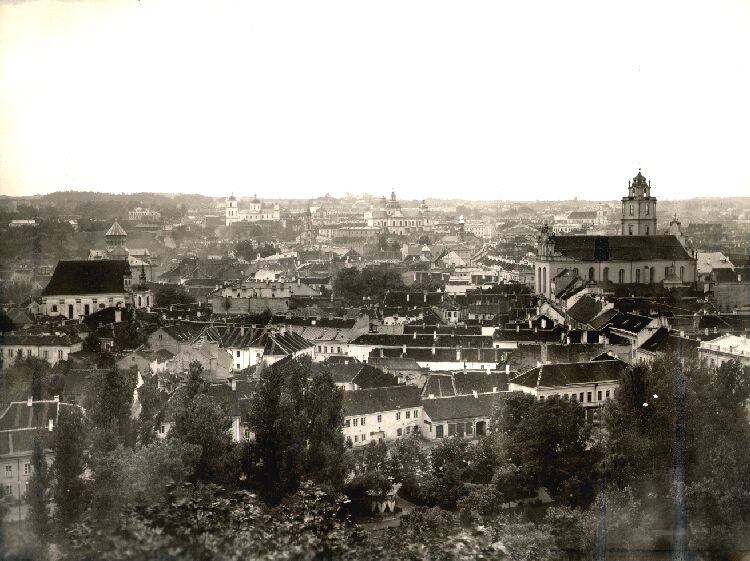
Vilnius compte au début du XXe siècle environ un tiers de Juifs sur un peu plus de 200000 habitants.

Vilnius est surnommée à l'époque la Jérusalem de Lituanie : centre important du judaïsme et de la culture yiddish, elle jouit dans l'Empire d'un statut particulier, plus tolérant, qui autorise les Juifs à vivre et étudier en se mêlant aux goyim. L'effervescence intellectuelle qui y règne va permettre à Soutine de rompre à la fois « avec un milieu familial hostile à sa vocation » et « avec le cadre étroit du shtetl et de ses interdits ». Ses ambitions d'artiste se confirment, bien qu'il ait été recalé une première fois au concours d'entrée de l'École des beaux-arts — apparemment pour une erreur de perspective.
Admis en 1910, il va vite, témoigne Michel Kikoïne, se révéler « l'un des plus brillants élèves de l'école », remarqué notamment par Ivan Rybakov, qui y enseigne auprès d'Ivan Troutnev. Mais une « espèce de tristesse morbide » se dégage déjà de ses sujets d'esquisse, exécutés d'après nature : scènes de misère, d'abandon, enterrements… Racontant avoir maintes fois posé pour son ami étendu sur le sol, recouvert d'un drap blanc et entouré de bougies, Kikoïne ajoute : « Soutine se sentait inconsciemment tendu vers le drame ». Il commence en tout cas à découvrir les grands maîtres de la peinture à travers des reproductions.
D'une timidité maladive, Soutine n'admire que de loin les actrices des théâtres, et noue une idylle fugace avec Deborah Melnik, qui aspire à devenir cantatrice et qu'il va retrouver plus tard à Paris. Il soupire aussi après la fille de ses logeurs, M. et Mme Rafelkes, mais d'une manière si discrète que, lasse d'attendre qu'il se déclare, elle en épouse un autre. Les Rafelkes, bourgeois fortunés qui auraient néanmoins volontiers pris Soutine pour gendre, l'aident alors à réunir l'argent nécessaire pour se rendre à Paris.
C'est qu'à l'École des beaux-arts Soutine et Kikoïne ont rencontré Pinchus Krémègne, et que tous trois, devenus inséparables, étouffent déjà à Vilnius. Ils rêvent de la capitale française, comme d'une « ville fraternelle, généreuse, qui sut offrir la liberté [aux] peuples venus d'ailleurs », moins menacée que la Russie par l'antisémitisme, et en constante ébullition artistique. Krémègne, un peu moins pauvre, part le premier. Il est bientôt suivi par Soutine et Kikoïne, qui croit se souvenir qu'ils ont débarqué à Paris le 14 juillet 1912 et que leur premier soin fut d'aller entendre Aïda à l'opéra Garnier. Chaïm Soutine a définitivement tourné le dos à son passé, dont il n'emporte rien, pas même des bagages, pas même ses travaux.

### Les années Montparnasse (1912-1922)

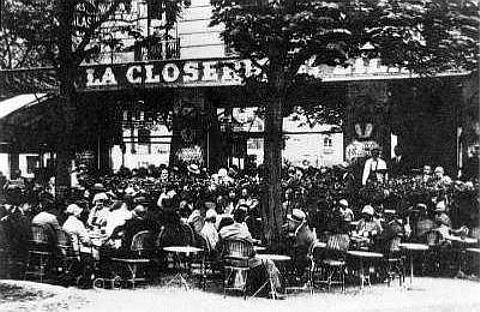
La Closerie des Lilas, en 1909.

Depuis 1900, le quartier de Montparnasse, mis à la mode par Apollinaire, a supplanté Montmartre comme épicentre d'une vie intellectuelle et artistique intense. Celle-ci est le fruit d'une rencontre sans équivalent d'écrivains, de peintres, de sculpteurs, de comédiens, souvent sans le sou, qui échangent et créent entre cafés et cités d'artistes, alcool et travail, liberté et précarité. C'est là que pendant une dizaine d'années, Soutine va développer et affirmer son talent, subsistant par ailleurs « dans une pauvreté qui confine à la détresse ».

#### La Ruche

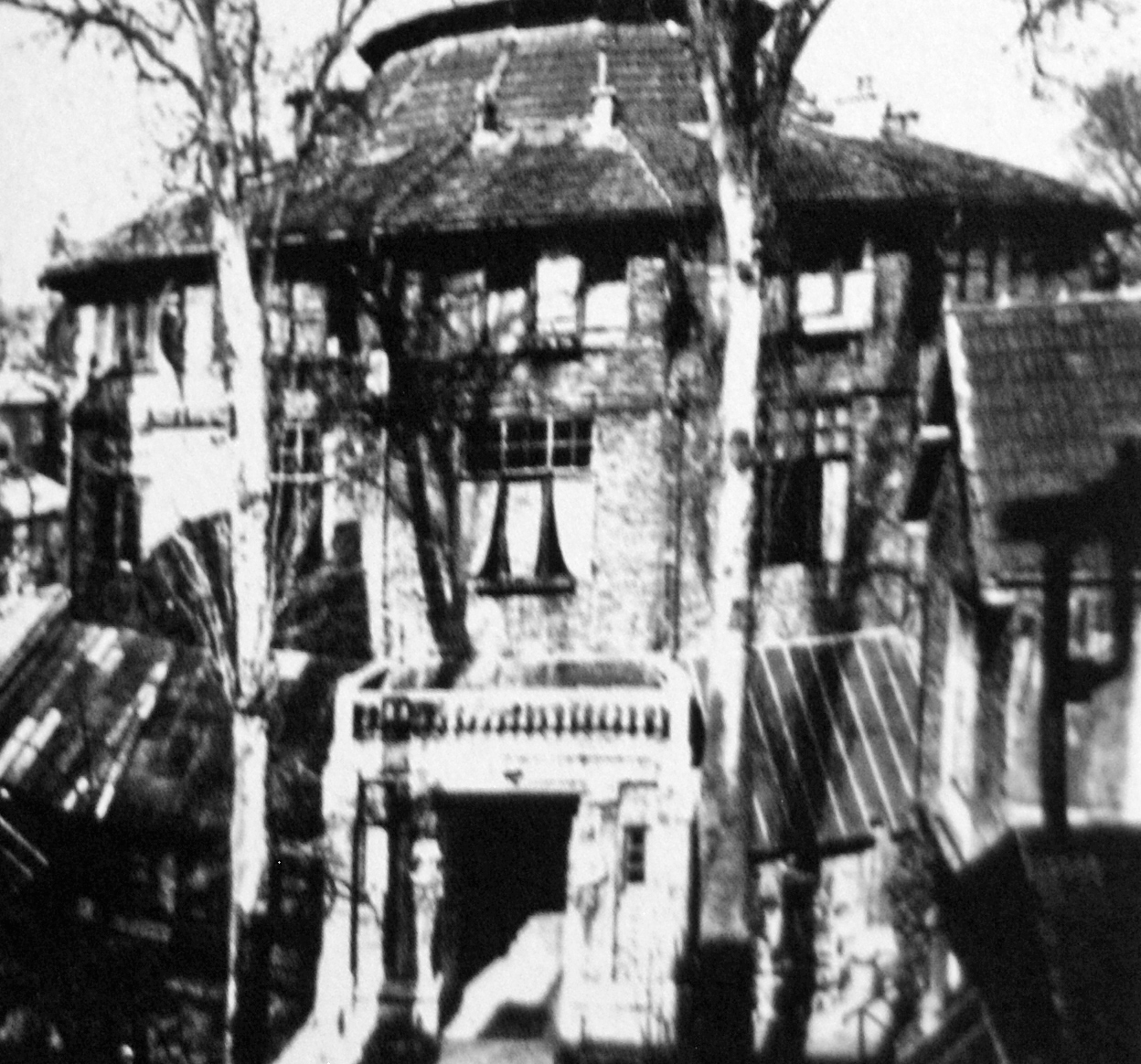
Le bâtiment octogonal central de la Ruche, photographié en 1918.

La Ruche, dont la rotonde se dresse passage de Dantzig dans le 15e arrondissement, non loin de Montparnasse, est une sorte de phalanstère cosmopolite où peintres et sculpteurs venus de partout, et pour beaucoup d'Europe orientale, trouvent à louer à bon marché de petits ateliers où ils peuvent loger. Au fil des mois Soutine y croise entre autres Archipenko, Zadkine, Brancusi, Chapiro, Kisling, Epstein, Chagall (qui ne l'aime guère), Chana Orloff (qui le prend en amitié) ou Lipchitz (qui le présente à Modigliani). Tant qu'il n'y a pas son atelier attitré, il dort et travaille chez les uns ou chez les autres, surtout Krémègne et Kikoïne. Il lui arrive aussi de passer la nuit dans une cage d'escalier ou sur un banc.
Dès son arrivée, Soutine se lance avidement à la découverte de la capitale. « Dans un sale trou comme Smilovitchi » où, prétend-il aussi, on ignore jusqu'à l'existence du piano, « on ne peut pas supposer qu'il existe des villes comme Paris, des musiques comme celle de Bach. » Dès qu'il a trois sous en poche, c'est pour aller « s'emplir » de musique aux concerts Colonne ou Lamoureux, avec une prédilection pour le maître du baroque. Il hante les galeries du Louvre, rasant les murs ou sursautant à la moindre approche, pour contempler durant des heures ses peintres préférés : « s'il aime Fouquet, Raphaël, Chardin et Ingres, c'est surtout dans les œuvres de Goya et de Courbet, et plus que toute autre dans celle de Rembrandt, que Soutine se reconnaît ». Chana Orloff raconte que, saisi de « crainte respectueuse » devant un Rembrandt, il pouvait aussi entrer en transes et s'écrier : « C'est si beau que j'en deviens fou ! »,.
Il prend également des leçons de français, souvent au fond de La Rotonde, tenue à l'époque par Victor Libion : celui-ci, mécène à sa façon, laisse les artistes se réchauffer et discuter pendant des heures sans renouveler leurs consommations. Bientôt, Soutine dévore Balzac, Baudelaire ou Rimbaud, et plus tard Montaigne.
En 1913, il suit aux Beaux-Arts, avec Kikoïne et Mané-Katz, les cours très académiques de Fernand Cormon, dont l'enseignement consiste en grande partie à copier les tableaux du Louvre : Mané-Katz se souvient l'y avoir entendu fredonner en yiddish. Sorti du cours, Soutine peint sur de vieilles croûtes achetées aux puces de Clignancourt, qu'il lacère à la moindre déception ou critique, quitte à les recoudre pour s'en resservir s'il n'a plus d'autre support — toute sa vie, Soutine ne va plus cesser de détruire ainsi ses œuvres, impitoyablement. La nuit, il travaille avec Kikoïne comme débardeur à la gare Montparnasse, déchargeant les poissons et fruits de mer en provenance de Bretagne. Il lui arrive aussi de se faire embaucher comme ouvrier au Grand Palais, voire d'y tracer des lettrages quand s'y tient le Salon de l'automobile, ce qui prouve au moins « que Soutine ne se complaît pas dans la pauvreté et tente de s'en sortir ».

#### Dix ans de misère

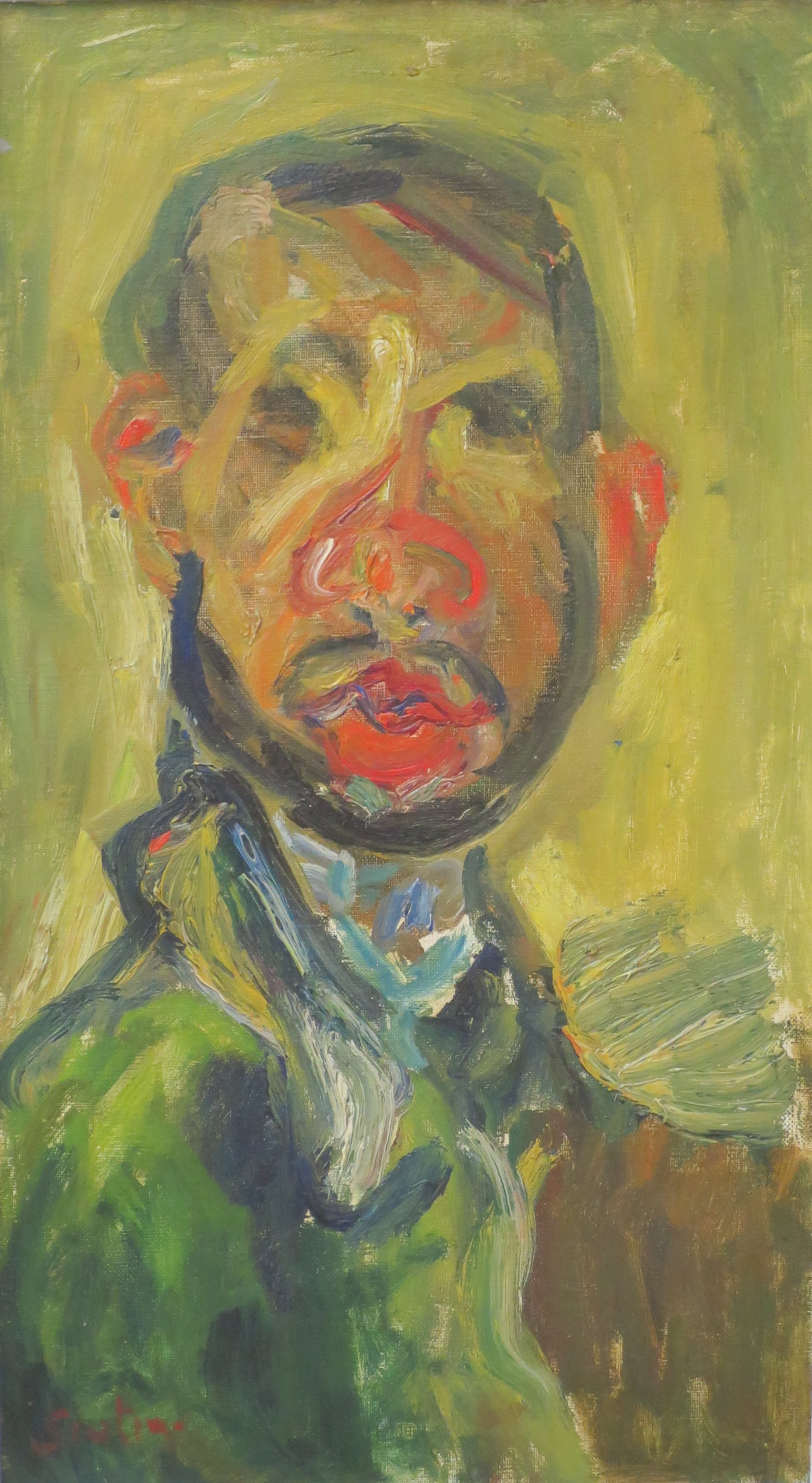
Autoportrait, vers 1916, huile sur toile, musée de l'Ermitage, Saint-Pétersbourg. Soutine ne s'est guère peint qu'au début de sa carrière.

À la Ruche, où les conditions de vie sont des plus inconfortables, « la réalité n'[est] pas celle d'une bohème insouciante, [c'est] celle d'immigrés pauvres, incertains, non de l'avenir, mais du lendemain ». Or, de tous, Soutine est le plus indigent. Peut-être porteur d'un ténia, il est tout le temps affamé (« j'ai le cœur qui tire ») ou se nourrit mal. En outre, il s'invente des régimes à base de lait et de pommes de terre bouillies pour combattre ses premières douleurs stomacales. « Offrir un repas à Soutine est le plus beau cadeau qu'on puisse lui faire » : il s'empiffre alors sans manières, comme un rustre, quitte à être malade le lendemain. Rongé par la vermine, il a la réputation d'être sale, et ses vêtements souvent maculés sont usés au-delà de la corde. S'il n'a plus de chemise il se fabrique un plastron en enfilant ses bras dans les jambes d'un caleçon — quand il ne va pas nu, dit-on, sous son manteau, sortant parfois aussi les pieds enveloppés de chiffons et de papiers.
Mais bien qu'il connaisse des moments d'abattement, son tempérament sauvage et ombrageux n'attire guère la pitié : à cette époque, se souvient le fils de Michel Kikoïne, « beaucoup prenaient Soutine pour un fou ». D'autant qu'il lui arrive d'escroquer ceux qui modestement lui viennent en aide. Le sculpteur Indenbaum raconte ainsi que Soutine, à sept reprises, lui reprit sous un prétexte quelconque une toile qu'il lui avait vendue, afin de la revendre, moins cher, à un autre ; à la fin, Indenbaum, achetant trois harengs au marché, exige une compensation : ce serait l'origine de la Nature morte aux harengs, avec ses deux fourchettes telles des mains décharnées prêtes à agripper les poissons. Soutine, sur le champ, revend encore la toile à un tiers, à un prix de misère. Pour Olivier Renault, si l'extrême pauvreté peut expliquer l'inélégance du procédé, « ce jeu tordu » préfigure surtout « un rapport ambigu à la production et la propriété d'une œuvre d'art ».
Quant aux femmes, Soutine leur débite des compliments déconcertants (« Vos mains sont douces comme des assiettes »), ou bien il choisit, lorsqu'il lui arrive d'aller dans une maison close, celles qui sont les plus abîmées par la vie ou l'alcool — telles qu'elles paraissent sur certains de ses tableaux. Les relations qu'entretient alors avec les femmes ce mal-aimé taraudé par l'angoisse de l'impuissance semblent le reflet d'un certain dégoût de lui-même : « J'ai du mépris pour les femmes qui m'ont désiré et possédé », confie-t-il un jour à Modigliani.
Survient la Grande Guerre, qui ne saurait réellement aggraver la misère de Soutine. Réformé pour raison de santé alors qu'il s'était engagé comme terrassier pour creuser des tranchées, il obtient le 4 août 1914 un permis de séjour au titre de réfugié russe, puis passe quelques semaines dans une villa louée par Kikoïne et sa femme au nord-ouest de Paris. Là, il se met à peindre des paysages sur le motif, serrant prestement sa toile contre son cœur, au grand dommage de ses vêtements, dès qu'un promeneur fait mine d'y jeter un coup d'œil — Soutine se dérobera toujours au regard des autres quand il est au travail, tout en sollicitant après coup leur jugement avec une anxiété fébrile. C'est là aussi qu'il explique à son ami pourquoi il peint sans relâche : la beauté ne se livre pas toute seule d'elle-même, il faut la « violer », dans un corps à corps répété avec la matière.
Lorsque le front se rapproche, Soutine rentre à Paris, et s'installe chez le sculpteur Oscar Mietschaninoff à la cité Falguière. Quoique sans gaz ni électricité, elle passe pour moins spartiate que la Ruche mais s'avère aussi insalubre : Krémègne raconte les combats homériques contre les punaises qu'y ont livré un peu plus tard, dans leur atelier partagé, Soutine et Modigliani. C'est à la cité Falguière — qu'il peint à plusieurs reprises entre 1916 et 1917 — que Soutine, une nuit d'hiver, recueille deux jeunes modèles qui sont à la rue, et brûle dans son poêle une partie de son pauvre mobilier pour qu'elles se réchauffent : cet acte de générosité est le point de départ d'une assez longue camaraderie entre le peintre et la future Kiki de Montparnasse.

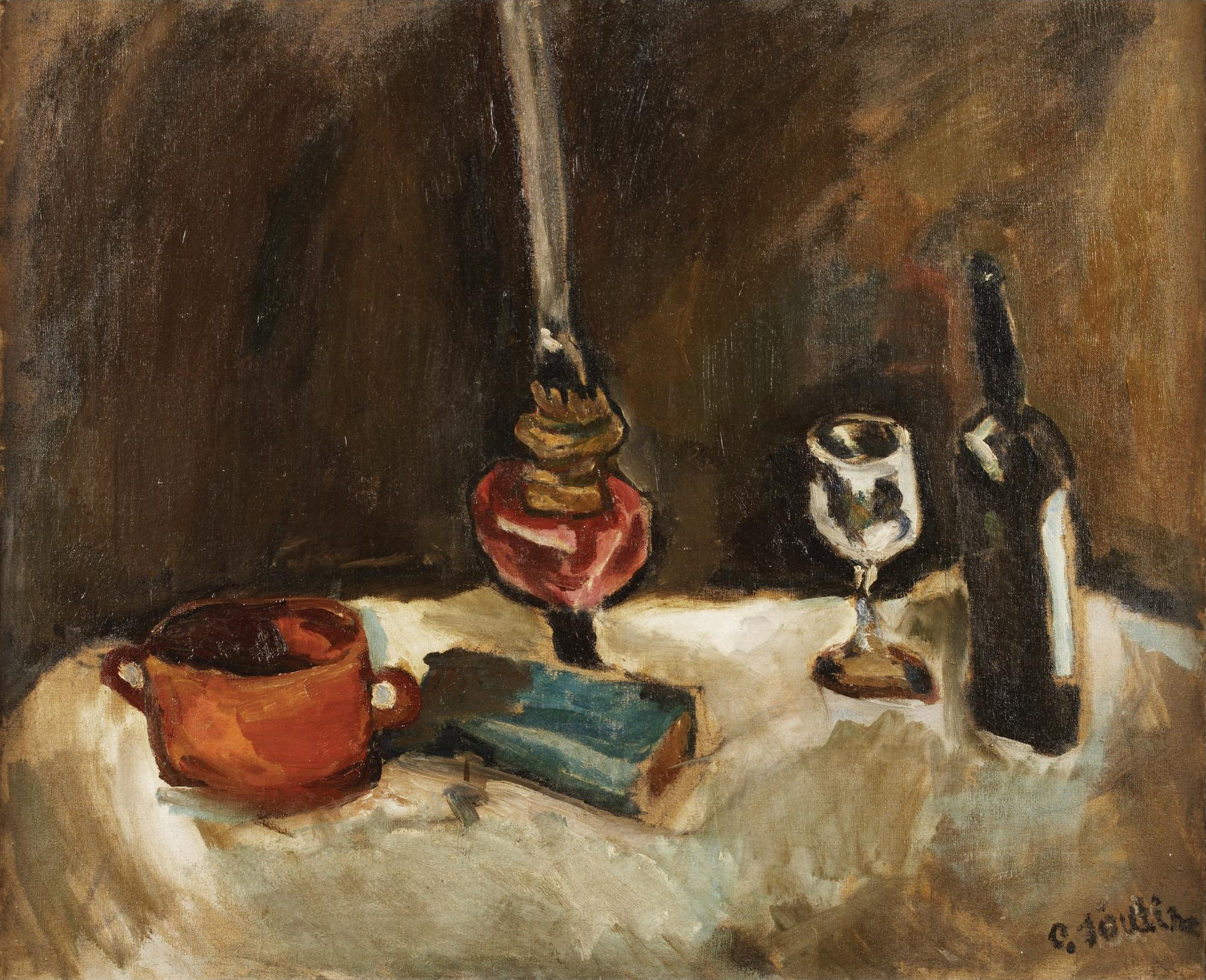
Nature morte à la lampe, v. 1916, huile sur toile (65,5 × 54,5 cm), Tokyo, collection Yoshii.
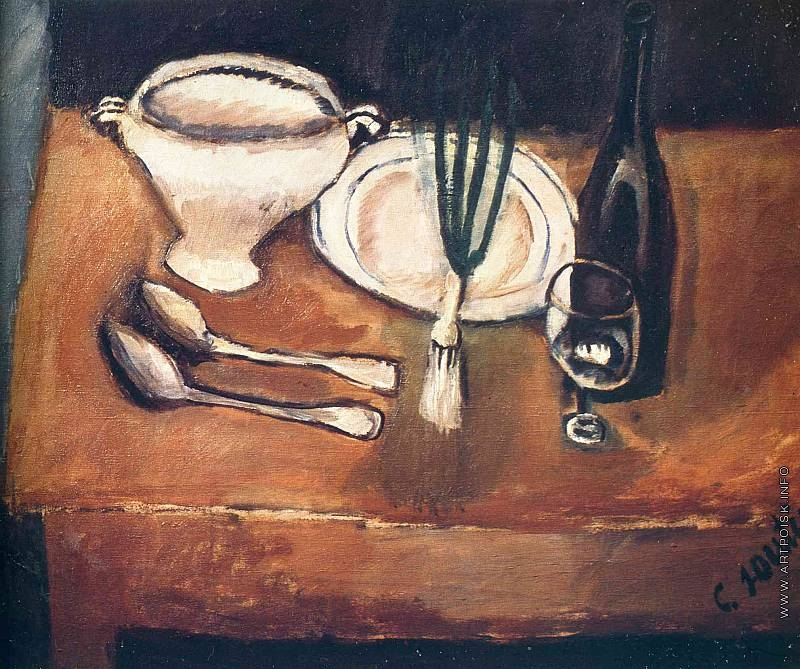
Nature morte à la soupière, vers 1916, huile sur toile (61 × 73,5 cm), New York, collection Colin.
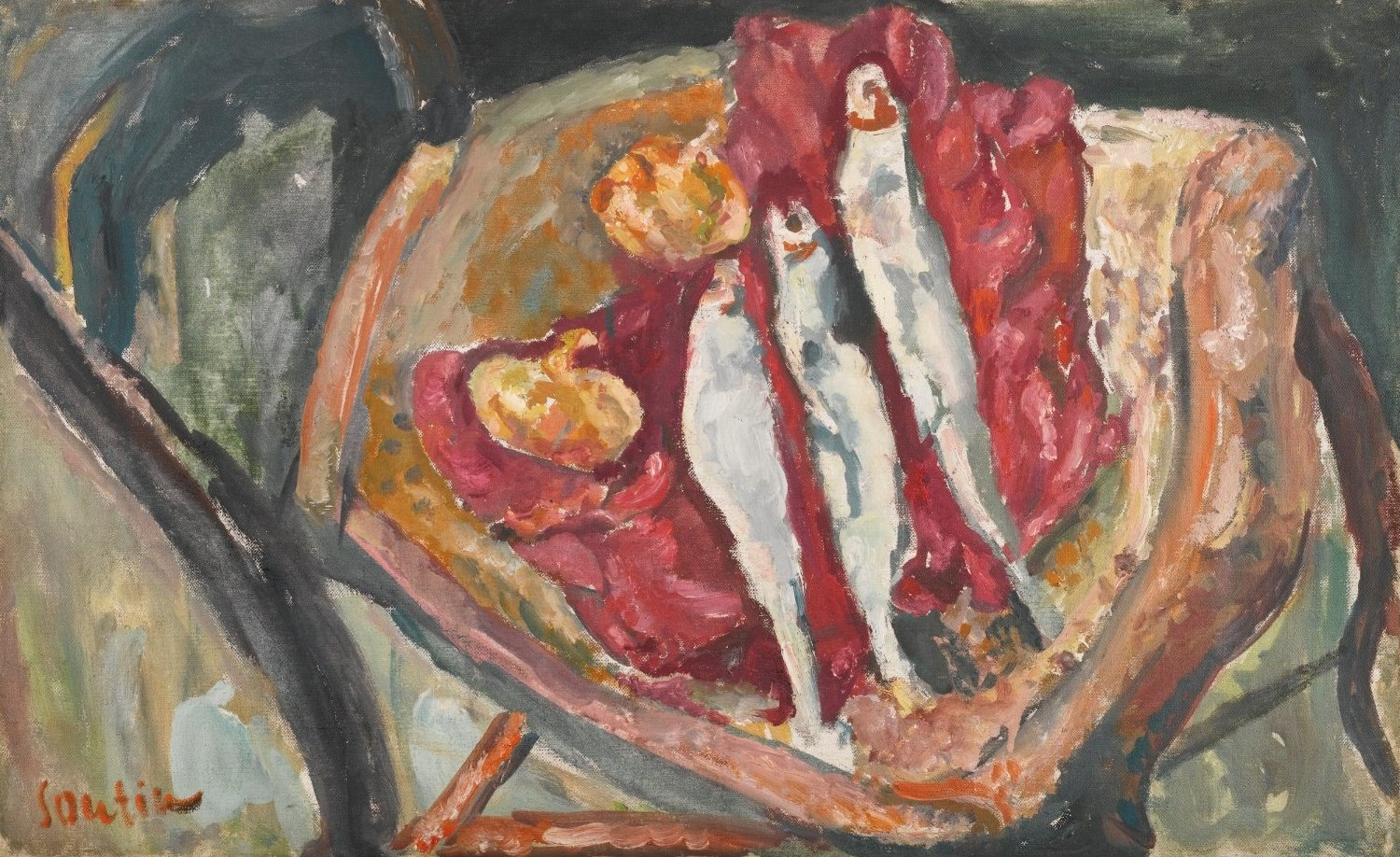
Nature morte aux harengs et aux oignons, vers 1917, huile sur toile (61 × 38 cm), collection privée.
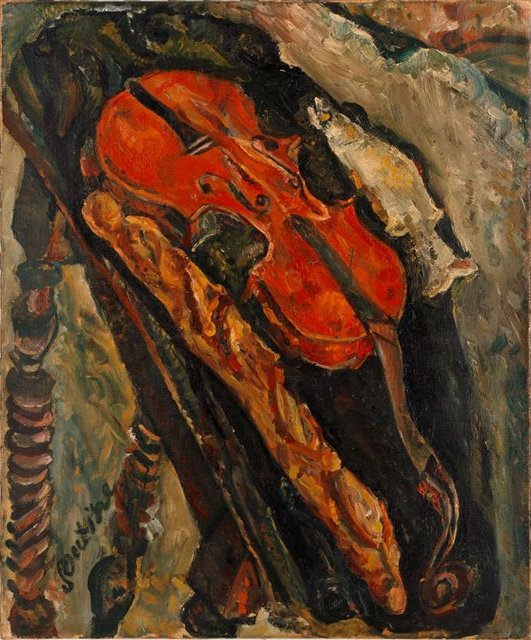
Nature morte avec violon, pain et poisson, v. 1922, huile sur toile (65 × 55 cm), Bâle, musée des beaux-arts.

« Les natures mortes sont le genre dominant au début de la carrière de Soutine. » Elles représentent souvent, non sans humour de la part d'un homme qui ne mange jamais à sa faim, un coin de table avec quelques ustensiles de cuisine et — pas toujours — les éléments d'un maigre repas de pauvre : chou, poireau (ressemblant ici à une spatule), oignons, harengs surtout, aliment quotidien de l'enfance et au-delà. Quelque temps plus tard, dans la Nature morte au violon, l'instrument, qui peut rappeler le folklore du shtetl aussi bien que la musique de Bach, se retrouve coincé de manière insolite entre les nourritures matérielles, métaphore peut-être de la création artistique et de la rude condition de l'artiste.

#### Soutine et Modigliani

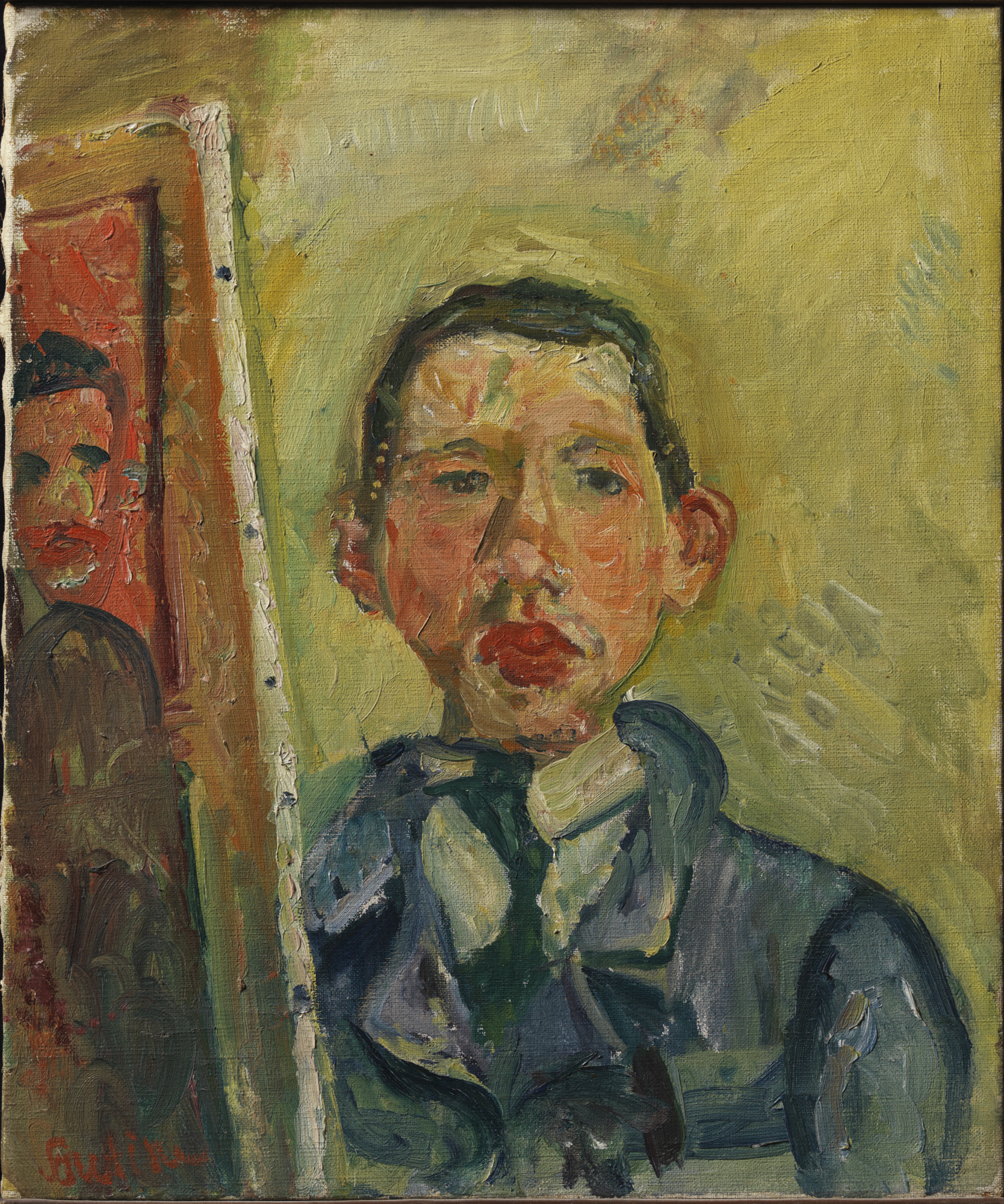
Autoportrait, vers 1917 (huile sur toile,, Musée d'Art de l'université de Princeton, coll. Pearlman). Soutine endimanché pose ici avec une raideur solennelle.

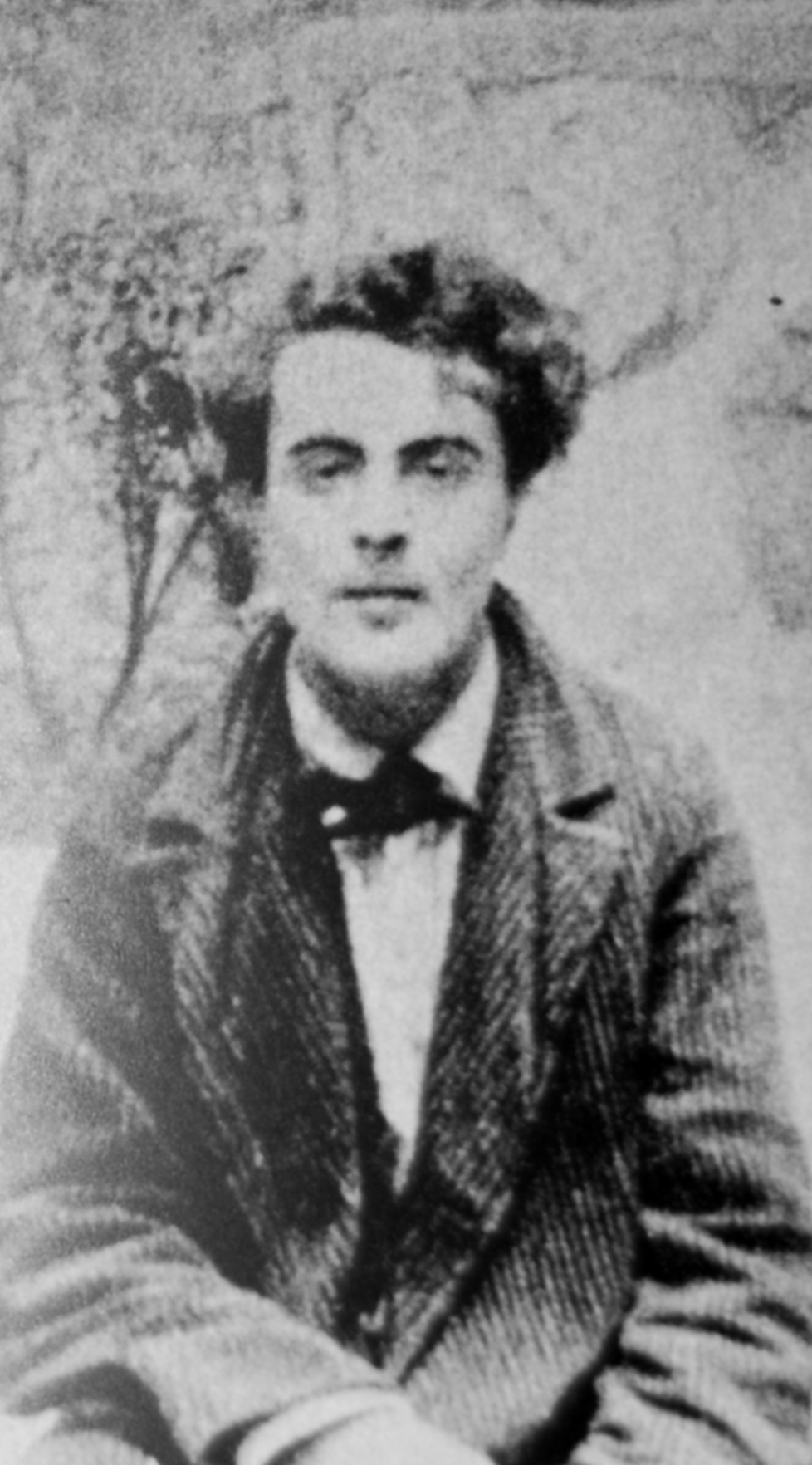
Modigliani à la Ruche en décembre 1914.

L'amitié a été immédiate entre Soutine et Modigliani, son aîné, déjà un peu connu, qui le prend sous son aile et lui apprend les bonnes manières — se laver, s'habiller, se tenir à table, se présenter aux gens. Modigliani a foi en son talent et lui apporte un soutien indéfectible. Devenus inséparables malgré le caractère difficile de Soutine, ils louent ensemble à partir de 1916 un atelier à la cité Falguière, où ils travaillent côte à côte sans qu'on puisse déceler d'influence de l'un sur l'autre. Les deux amis s'opposent comme le jour et la nuit : l'Italien au charme expansif, fier de ses origines juives, démuni mais élégant et soucieux de sa mise, très sociable et grand séducteur de femmes, qui dessine sans cesse partout et distribue ses dessins pour se faire payer à boire ; et le Lituanien timide, voûté, mal dégrossi et mal tenu, qui a peur de tout, fuit la compagnie, renie son passé au point de prétendre parfois ne plus savoir sa langue natale, qui se cache pour peindre et pour qui « croquer un portrait est un acte privé ».
Mais ils ont en commun, outre un même goût pour la lecture (poésie, roman, philosophie), la même « passion » de peindre, la même exigence — ou insatisfaction — qui les pousse à détruire beaucoup, et le même désir de demeurer indépendants des mouvements artistiques de leur temps : fauvisme, cubisme, futurisme. Ils sont tous deux rongés de l'intérieur, non tant par la maladie que par une souffrance profonde, palpable chez Soutine, plus dissimulée chez son exubérant compagnon, qui la noie cependant dans l'alcool et la drogue. Or Modigliani entraîne bientôt Soutine dans ses beuveries, où ils trompent leur chagrin comme leur faim. Le rouge et l'absinthe les laissent parfois dans un tel état qu'ils finissent au poste, d'où les sort le commissaire Zamaron, collectionneur et ami des peintres. Ces excès ne contribuent pas peu à aggraver l'ulcère dont souffre Soutine, qui a posteriori en a beaucoup voulu à Modigliani. Ceci relativise les pulsions autodestructrices qu'on lui prête souvent : Soutine, en dépit des apparences, aime la vie, dans toute son âpreté, insiste Olivier Renault.
Si la réciproque n'est pas vraie, Modigliani a plusieurs fois peint son ami : dans le portrait de 1916 où Soutine porte le pauvre manteau de velours beige qu'il a traîné longtemps, l'écartement particulier du majeur et de l’annulaire de la main droite pourrait figurer la bénédiction des prêtres d’Israël, clin d'œil possible à leur commune judéité, et signe de l'admiration sans borne que voue le peintre italien au talent de Soutine.

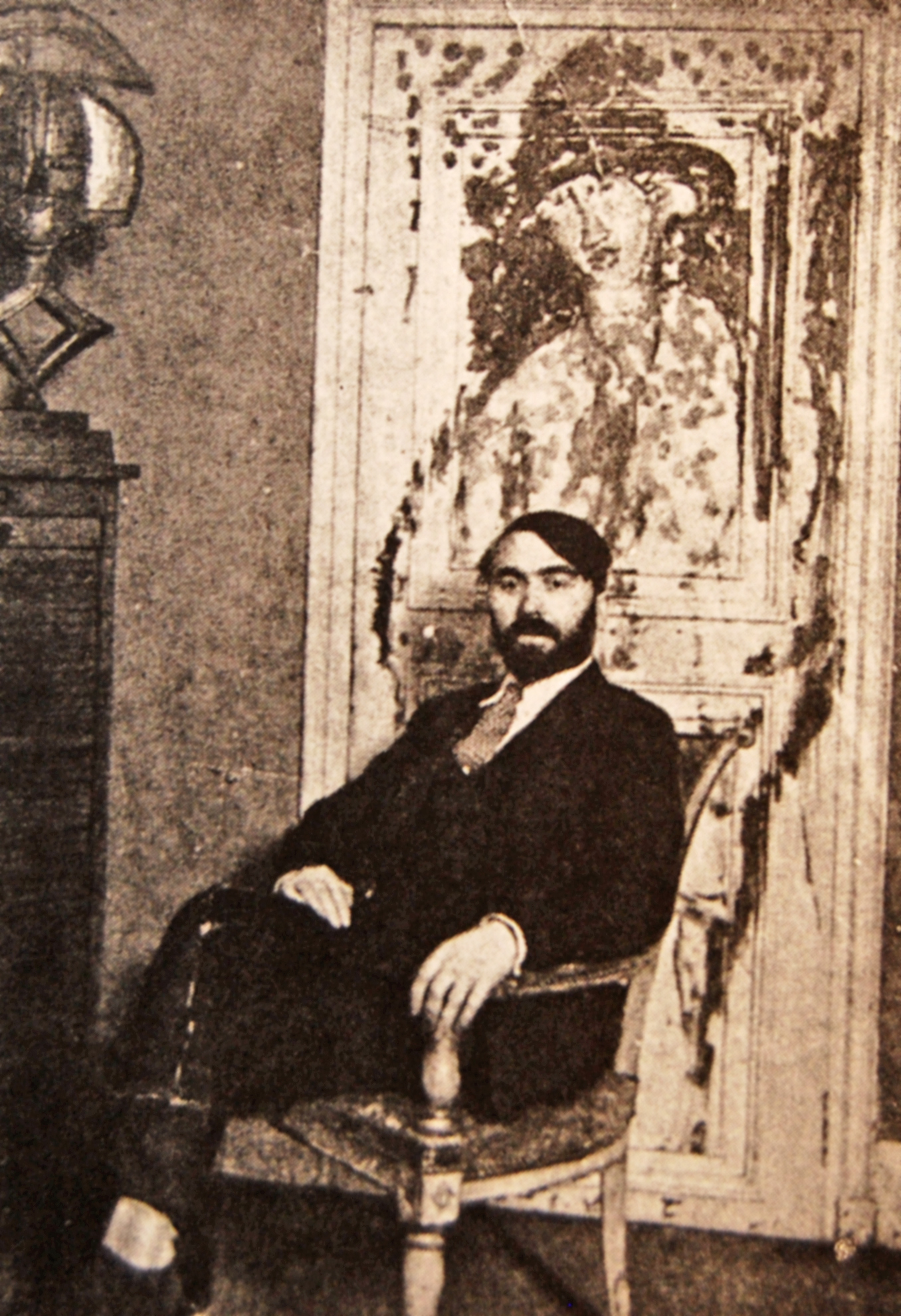
Zborowski devant le portrait de Soutine peint sur une porte de chez lui par Modigliani.

Très vite, en effet, il le recommande chaudement au poète Léopold Zborowski, qui a démarré avec lui son activité de marchand d'art. Mais le courant passe mal et surtout Zborowski, encore désargenté, et dont l'épouse n'apprécie guère les façons frustes de Soutine, n'aime pas beaucoup sa peinture. Néanmoins il lui alloue, contre l'exclusivité de ses productions, une rente de 5 francs par jour qui l'aide à vivoter, et s'évertue, parfois en vain, à vendre certains de ses tableaux.
Au printemps 1918, alors que la Grosse Bertha bombarde Paris, Zborowski envoie Soutine à Vence avec d'autres de ses « poulains » (Foujita, Modigliani, censé s'y soigner). Il est probable que le jeune artiste, homme du Nord et de la grisaille, a été ébloui par les couleurs et les lumières de Provence. Le peintre Léopold Survage se souvient qu'insociable, il rôde seul toute la journée, ses toiles sous le bras et sa boîte de couleurs ficelée à la hanche, rentrant fourbu après de longues courses. Il estime que c'est à cette époque que les paysages de Soutine commencent à suivre des lignes obliques qui leur donnent leur allure des plus mouvementées.
C'est lors d'un séjour à Cagnes-sur-Mer que Soutine apprend, en janvier 1920, la mort de Modigliani, suivie du suicide de sa compagne Jeanne Hébuterne, qui était aussi son modèle. Ce décès brutal et prématuré « laisse un grand vide dans la vie de Soutine, plus seul que jamais », même si, incapable en apparence de gratitude ou de respect, il ne cesse de décrier l'œuvre de son ami, comme il l'a toujours fait aussi bien pour lui-même que pour les autres peintres. Cette attitude, plaide Clarisse Nicoïdski, s'explique peut-être par la jalousie ou parce qu'il a été trop pauvre et malheureux pour pouvoir se montrer généreux.

#### Céret, un tournant
Soutine va vivre plusieurs années dans le Midi, d'abord entre Vence et Cagnes-sur-Mer, puis, délaissant en 1919 la Côte d'Azur pour les Pyrénées-Orientales, à Céret. Indépendamment de ses allers-retours à Paris — notamment en octobre 1919 pour retirer sa carte d'identité, obligatoire pour les étrangers —, il va y changer plusieurs fois de logement et d'atelier.

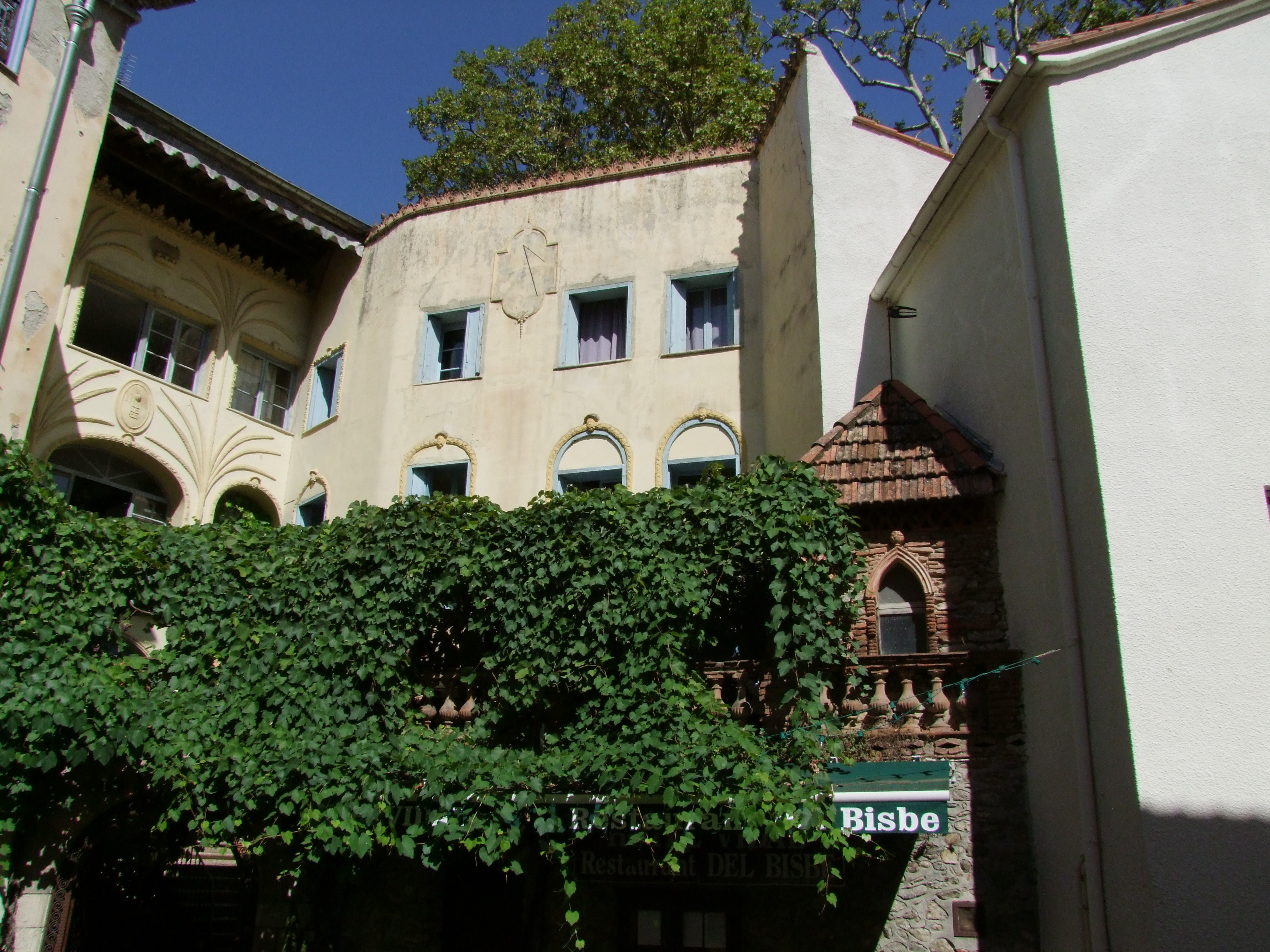
Ancienne résidence de l'Évêque Soubiranne.
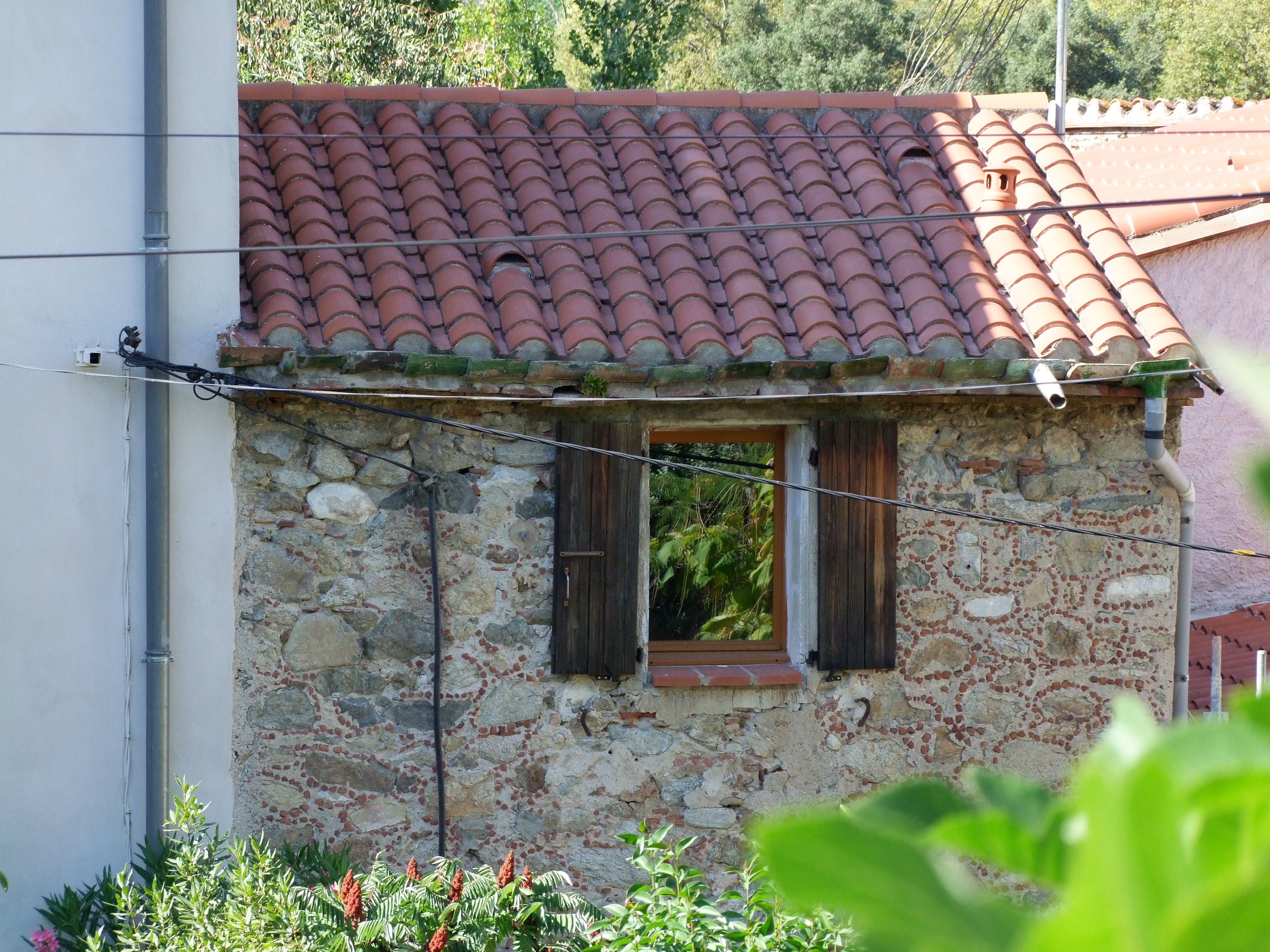
Maison Castagnède, chemin des Tins.
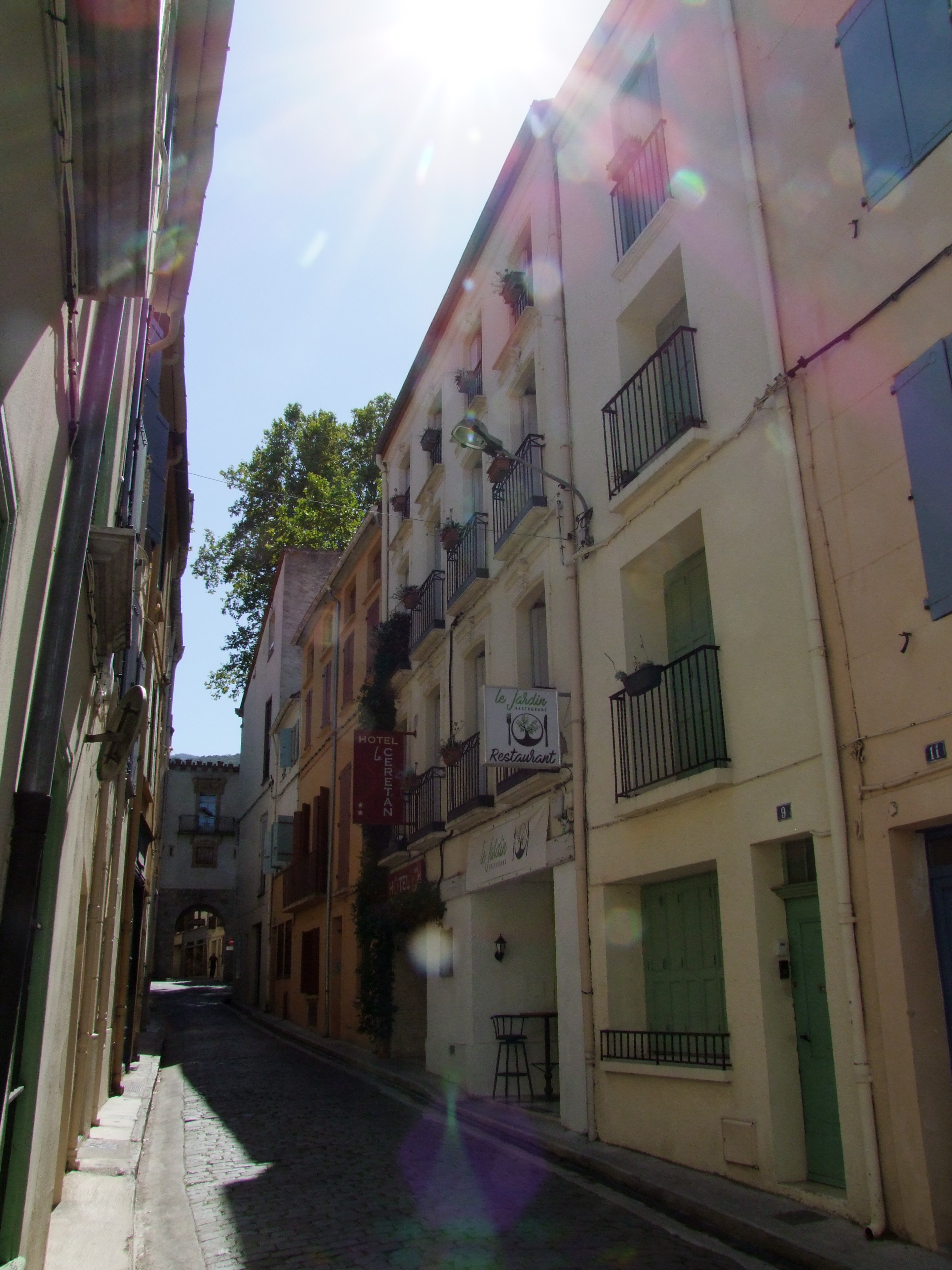
Maison Daider, 9 rue Vell (rue de la République).
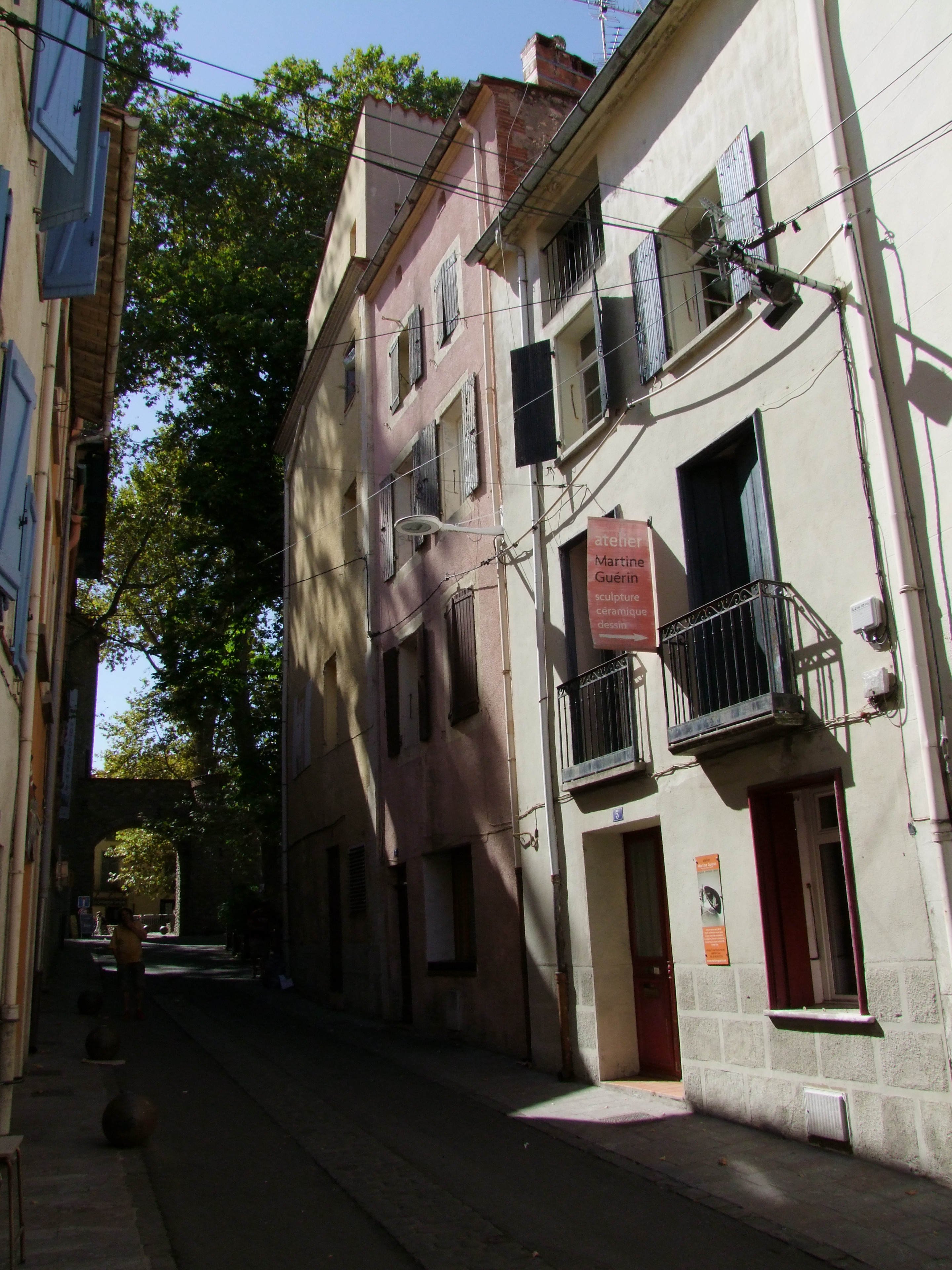
Maison Laverny, 5 rue de l'hôpital (rue Pierre Rameil).

Surnommé par les habitants « el pintre brut » (« le peintre sale »), il vit toujours misérablement des subsides de Zborowski qui, lors d'une visite dans le Midi, écrit à un ami : « Il se lève à trois heures du matin, fait vingt kilomètres à pied, chargé de toiles et de couleurs, pour trouver un site qui lui plaise, et rentre se coucher en oubliant de manger. Mais il décloue sa toile et, l'ayant étendue sur celle de la veille, il s'endort à côté » — Soutine ne possède en effet qu'un seul châssis. Les gens du cru le prennent en pitié ou en sympathie ; lui fait leur portrait, inaugurant certaines séries célèbres comme celles des hommes en prière, ou des pâtissiers et garçons de café, qu'il représente de face, leurs mains de travailleurs souvent disproportionnées. Entre 1920 et 1922, il peint là quelque deux cents tableaux.
La période de Céret, bien que Soutine ait fini par prendre en grippe l'endroit comme les œuvres qu'il y avait peintes, est généralement considérée comme une étape clé dans l'évolution de son art. Il n'hésite plus à « injecter sa propre affectivité dans les sujets et les figures de ses tableaux ». Surtout il imprime aux paysages des déformations extrêmes qui les emportent en un « mouvement giratoire » déjà perçu par Waldemar-George dans les natures mortes : sous la pression des forces internes qui semblent les comprimer, les formes jaillissent en se tordant, les masses se soulèvent « comme si elles étaient prises dans un maelström ».

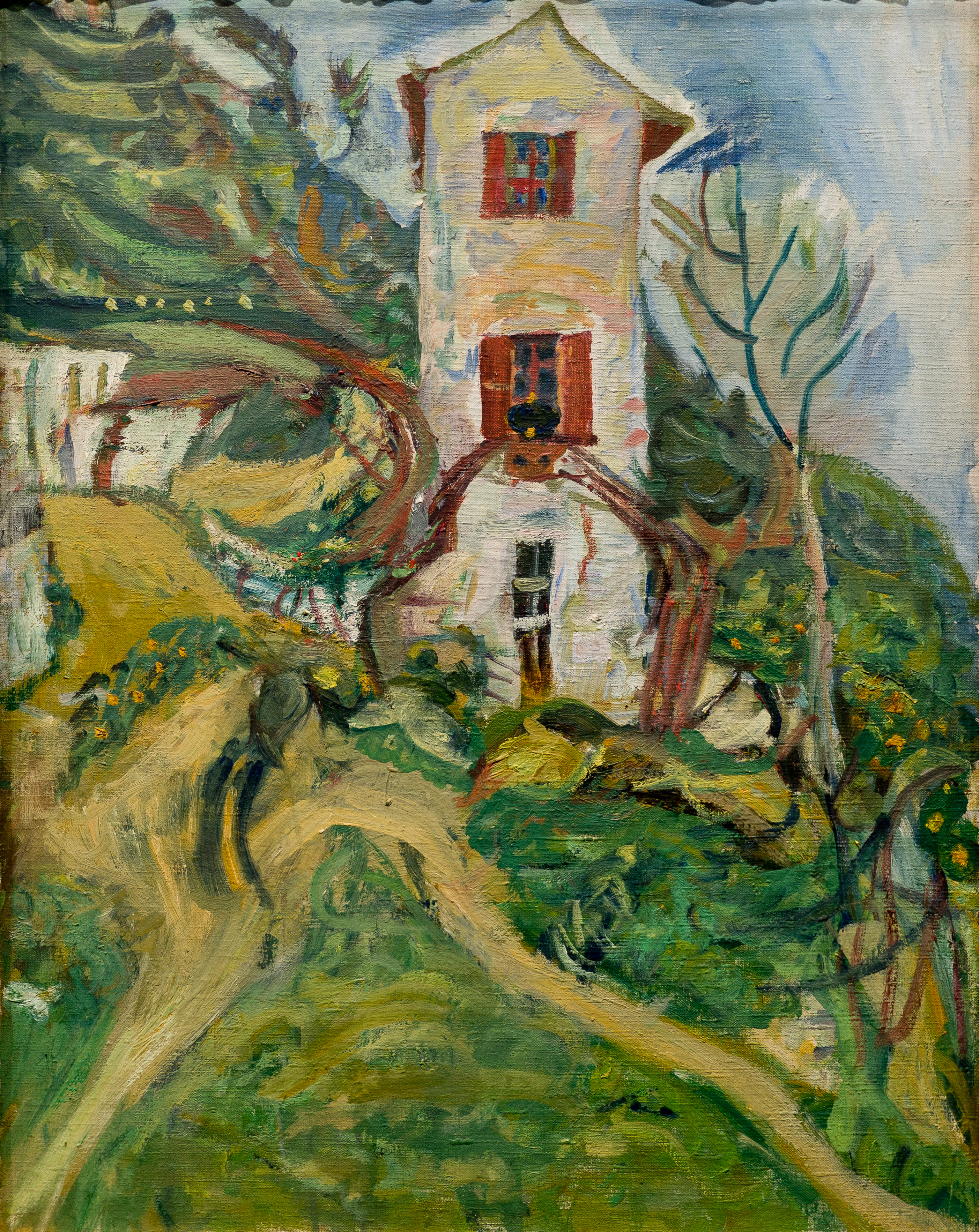
La Maison blanche, v. 1918, huile sur toile (65 × 50 cm), Orangerie, Paris.
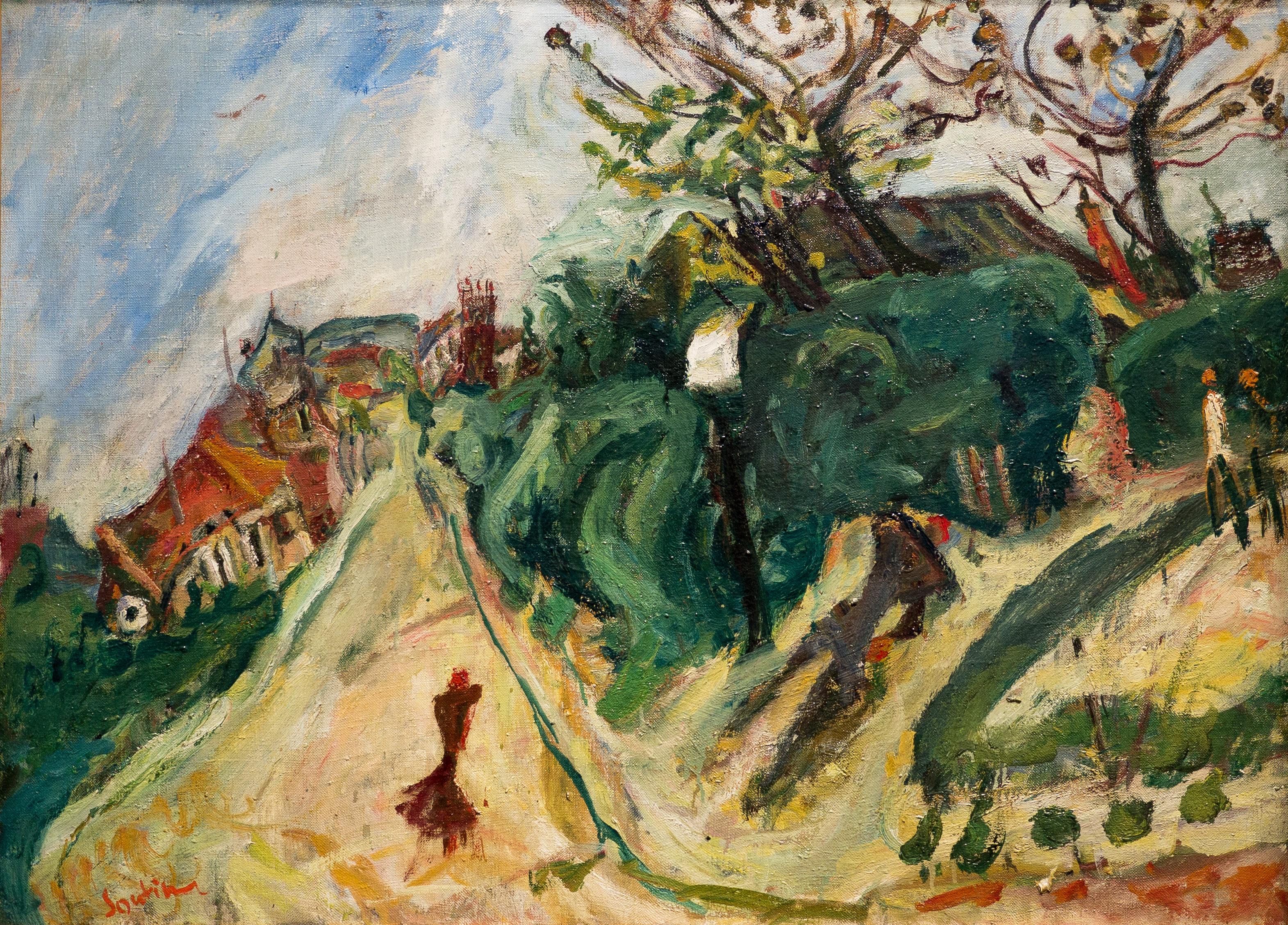
Paysage avec personnage, 1918-19, huile sur toile (60 × 80 cm), Orangerie, Paris.
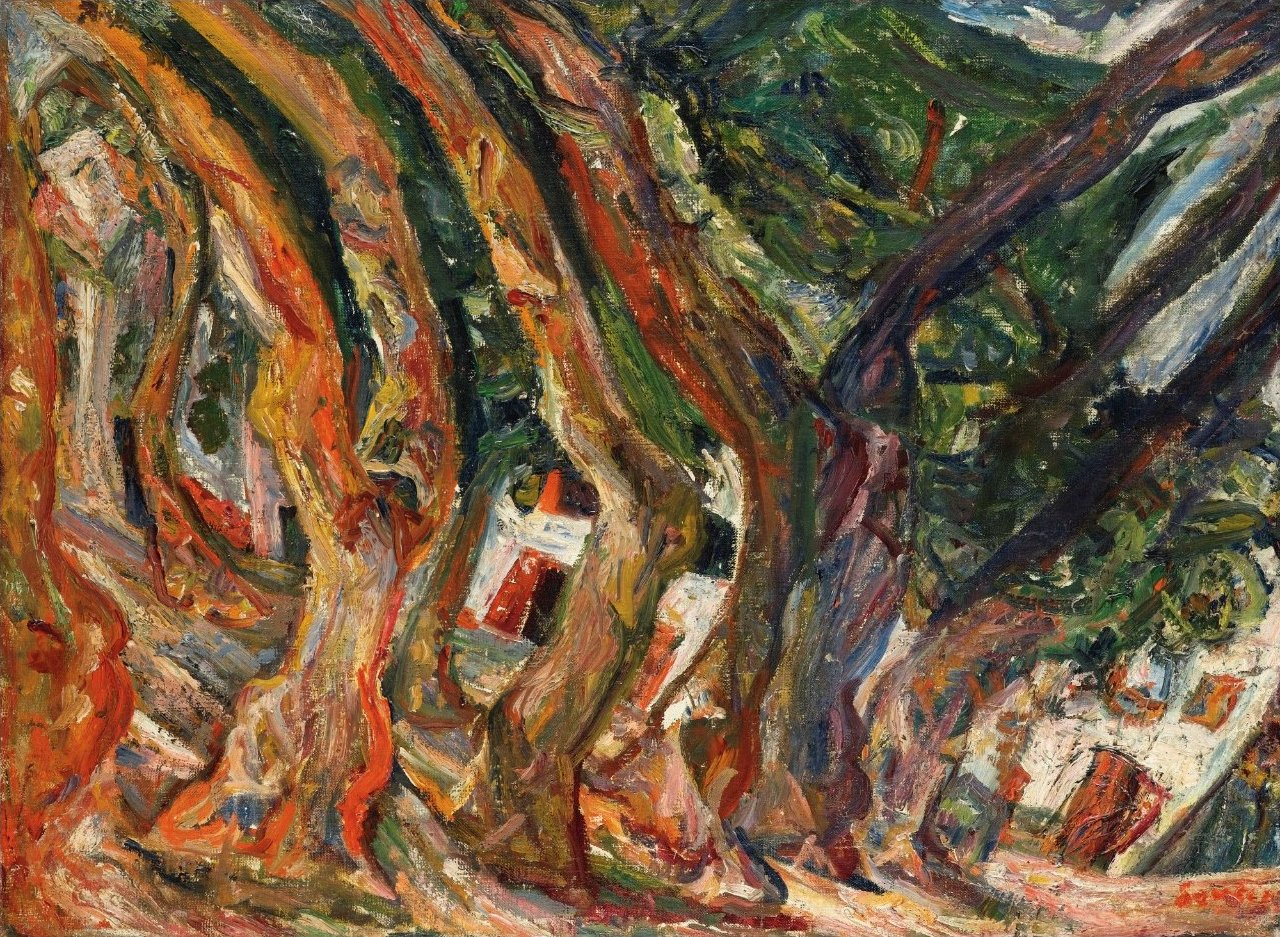
Les Platanes à Céret, vers 1920, huile sur toile (72,5 × 53,5 cm), collection privée.
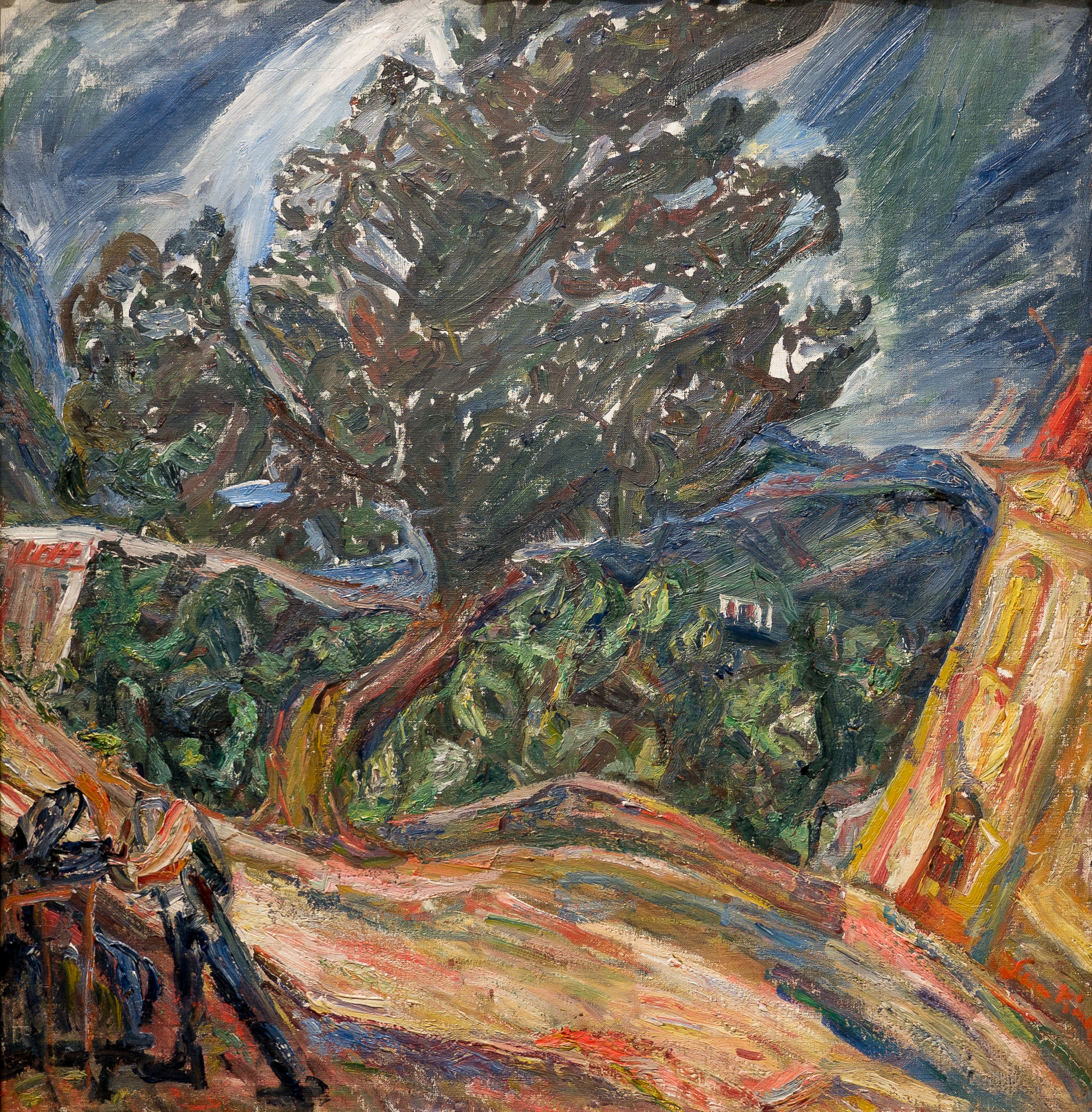
Le Gros Arbre bleu, 1920-21, huile sur toile (83 × 80 cm), Orangerie, Paris.
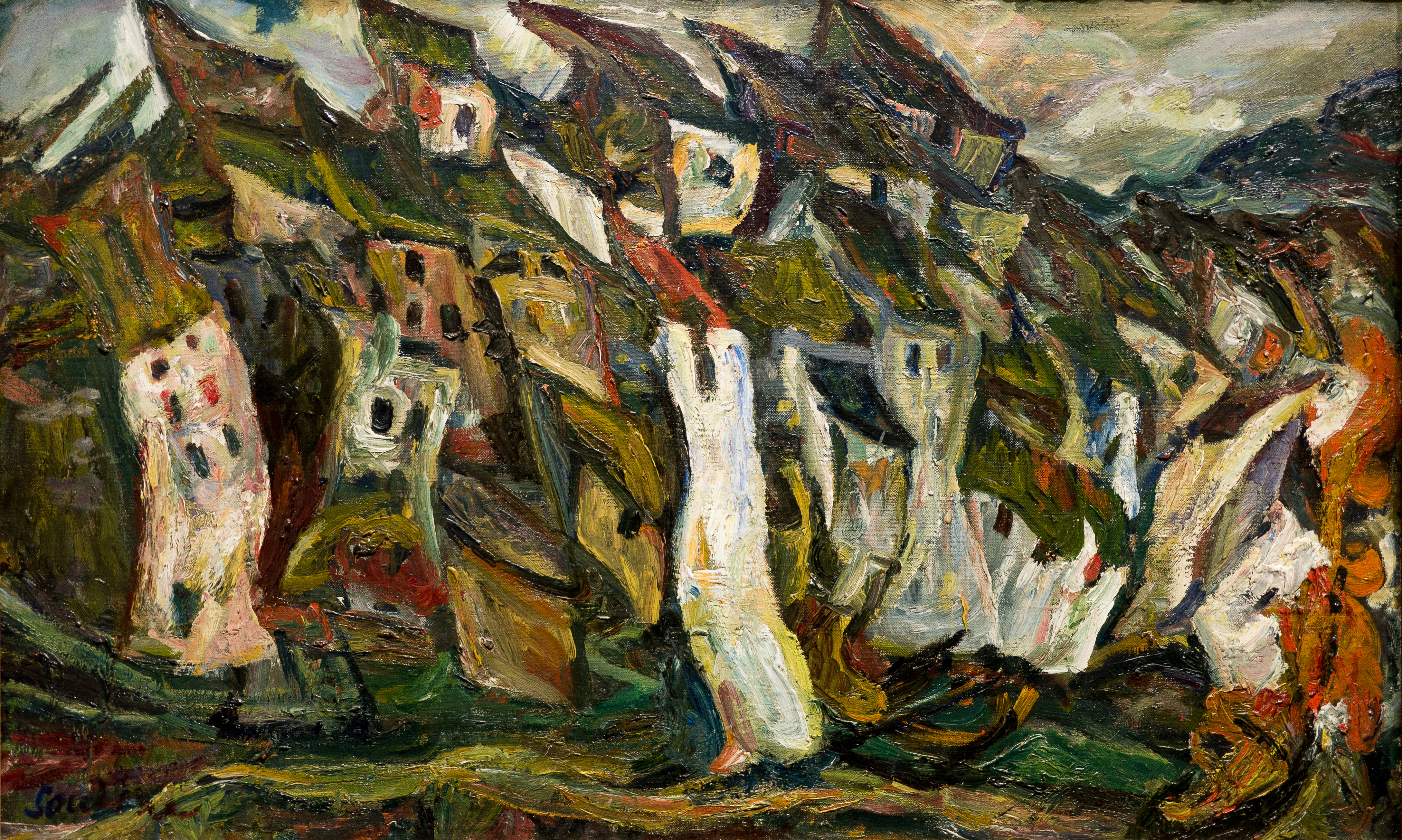
Les Maisons, v. 1921, huile sur toile (92 × 58 cm), Orangerie, Paris.
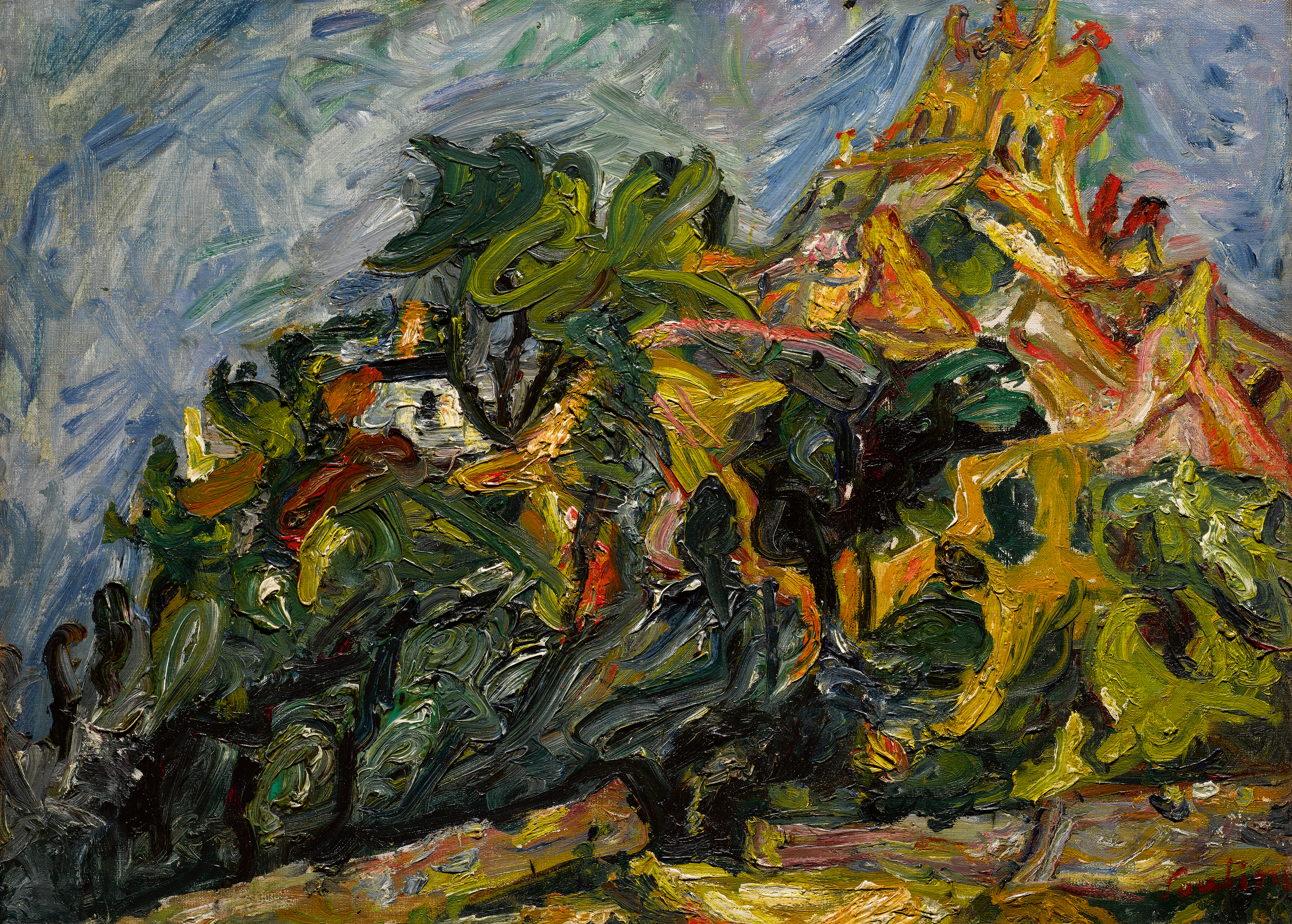
Vue de Ceret, 1922, huile sur toile (53 × 73 cm), collection privée.

### Le «miracle» Barnes (1923)
Entre décembre 1922 et janvier 1923, le riche collectionneur américain Albert Barnes écume les ateliers et galeries de Montparnasse afin de compléter la somme d'œuvres qu'il avait acquises avant guerre pour sa future fondation d'art contemporain dans la banlieue de Philadelphie. Grand amateur d'impressionnistes (Renoir, Cézanne), féru de Matisse, un peu moins de Picasso, il veut connaître mieux le fauvisme, le cubisme, l'art nègre : il se met donc en chasse de nouveaux artistes sous la houlette du marchand Paul Guillaume. Il est difficile de savoir s'il a découvert Soutine seul, en apercevant comme il le raconte un de ses tableaux dans un café, ou s'il a remarqué Le Petit Pâtissier chez Guillaume, à qui cette toile appartenait et qui la décrit ainsi : « Un pâtissier inouï, fascinant, réel, truculent, affligé d’une oreille immense et superbe, inattendue et juste, un chef-d’œuvre ».

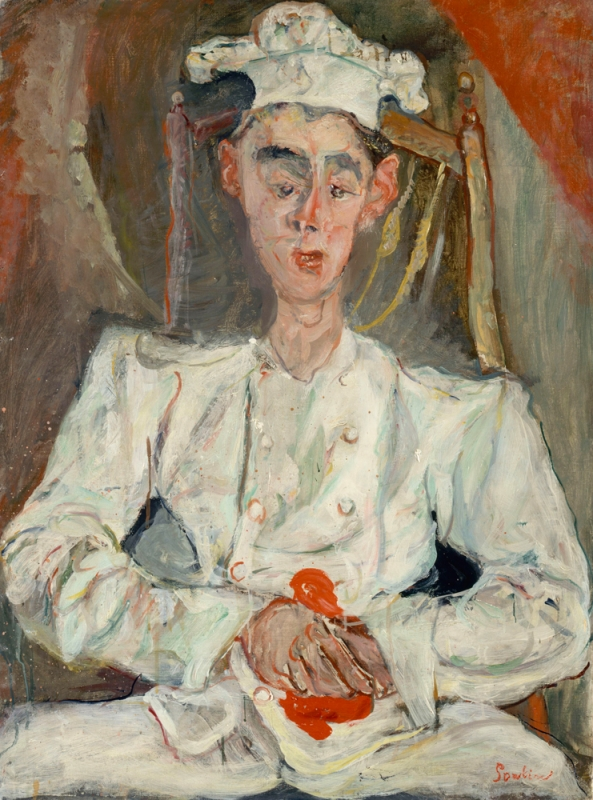
Le Petit Pâtissier, vers 1923, huile sur toile, musée de l'Orangerie, Paris. Celui qui a ravi Albert Barnes, changeant le destin de Soutine, a l'oreille plus énorme encore.

Toujours est-il que Barnes, enthousiasmé, se précipite chez Zborowski, tandis que quelques amis cherchent Soutine afin de le rendre présentable. L'Américain aurait acheté sur-le-champ au moins une trentaine d'œuvres, paysages et portraits, pour un total de 2 000 dollars. Soutine ne lui en semble pas particulièrement reconnaissant : c'est sans doute le fait de son orgueil d'artiste — d'autant que, selon Lipchitz, c'est aussi sa propre notoriété qu'assure Barnes en « découvrant » un génie inconnu — et de son « rapport ambigu avec le succès comme avec l'argent ». Deux semaines avant leur départ pour les États-Unis, Paul Guillaume organise l'accrochage d'une cinquantaine de tableaux achetés par le collectionneur américain, où figurent seize toiles de Soutine. Cette soudaine célébrité met fin à la « phase héroïque » de la formation artistique du peintre, bientôt trentenaire.
Du jour au lendemain, même si sa cote ne grimpe pas immédiatement et que s'élève par ailleurs une polémique autour de l'École de Paris et de sa place au Salon des indépendants, Soutine devient dans le milieu de l'art « un peintre connu, recherché des amateurs, celui dont on ne sourit plus ». Il semble qu'il rompe alors avec ses anciens compagnons d'infortune, soit pour oublier ces années d'épreuve, soit parce qu'eux-mêmes auraient jalousé son succès. Ses toiles passeront entre 1924 et 1925 de 300 ou 400 francs pièce à 2 000 ou 3 000, tandis que Paul Guillaume, devenu inconditionnel, commence à réunir les quelque vingt-deux tableaux qui constituent encore aujourd'hui la plus importante collection européenne d'œuvres de Soutine.
Mais il a d'abord fallu du temps — un article de Paul Guillaume dans la revue Les Arts à Paris en 1923, la vente d'une nature morte au fils d'un homme politique, la rente journalière de 25 francs versée par Zborowski, qui met aussi à sa disposition sa voiture et son chauffeur — pour que Soutine s'habitue à sa bonne fortune et modifie son train de vie. Si son ulcère lui interdit les agapes, il s'habille et se chausse désormais chez les meilleurs faiseurs, ayant aussi recours à une manucure pour soigner ses mains, qu'il sait fines et belles et qui constituent son outil de travail. Certains de ses contemporains lui ont reproché une ostentation de parvenu. Mais Clarisse Nicoïdski rappelle combien il avait depuis toujours manqué de repères en matière de bon goût, et qu'il était aussi dans son tempérament de faire tout avec démesure.

### Succès et instabilité (1923-1937)

#### Entre Paris et Midi
Renvoyé à Cagnes par Zborowski, Soutine traverse un passage à vide : une lettre adressée à son marchand détaille son état dépressif et improductif, dans ce paysage qu'il dit ne plus supporter. Peu à peu il retrouve l'inspiration, mais rentre dès 1924 à Paris, où, sans quitter le 14e arrondissement, il change souvent d'atelier (boulevard Edgar Quinet, avenue d'Orléans ou du Parc-de-Montsouris),. Il y retrouve la cantatrice Deborah Melnik, pour une liaison qui sera de courte durée malgré un possible mariage religieux : le couple est déjà séparé, et à couteaux tirés, lorsque Débora Melnik, le 10 juin 1929, met au monde une fille prénommée Aimée. Chaïm Soutine en serait le père, mais il ne la reconnait pas ni ne subvient à ses besoins, suggérant même par ses calomnies qu'elle ne serait pas de lui. Clarisse Nicoïdski tempère toutefois un peu cette image négative : Soutine se serait par moments occupé de sa fille,.
Durant toutes les années 1920, le peintre retourne périodiquement sur la Côte d'Azur, conduit par le chauffeur de Zborowski. André Daneyrolle, homme à tout faire mais aussi confident à qui Soutine fait lire Rimbaud ou Sénèque, narre quantité d'anecdotes sur leurs hébergements ou le caractère improvisé de leurs virées en voiture. Il évoque la phobie qu'avait Soutine d'être vu en train de peindre : l'artiste aurait près de vingt fois représenté le grand frêne de la place de Vence parce qu'une encoignure près du tronc lui permettait d'y travailler caché. La notoriété du peintre n'a pas chassé les angoisses ni les complexes de l'homme. Daneyrolle suggère aussi, à propos des portraits de gens très humbles, que « la misère n'est pas seulement un « sujet » pour Soutine [mais] sa matière première », tirée de ses propres souffrances.
André Daneyrolle se souvient également être descendu avec le peintre à Bordeaux, en septembre 1927 puis derechef l'année suivante, chez l'historien d'art Élie Faure, qui achète à Soutine quelques tableaux et lui consacre en 1929 une courte mais importante monographie. Les biographes soulignent qu'Élie Faure noue avec Soutine des liens plus intenses qu'avec d'autres, tels Braque ou Matisse : « il le voit très souvent, le reçoit en Dordogne, l'emmène en Espagne, l'aide matériellement », réglant pour lui divers impôts et factures, ainsi que le loyer de son nouvel atelier, passage d'Enfer. Il « le soutient surtout d'une admiration sans réserve ». Mais leur amitié s'étiole dès le début des années 1930, peut-être parce que Soutine s'était épris de la fille de Faure, qui nourrissait pour elle d'autres ambitions.
La cote de Soutine a explosé : dès 1926, cinq toiles se sont vendues à Drouot entre 10 000 et 22 000 francs. Cela ne l'empêche pas de bouder en juin 1927 le vernissage de la première exposition de ses œuvres par Henri Bing dans sa galerie chic de la rue La Boétie. En revanche il aurait accepté avec joie d'assurer les décors d'un ballet de Diaghilev — projet qui ne voit pas le jour, l'imprésario décédant subitement en 1929. En 1926 et 1927, Soutine séjourne régulièrement dans le Berry, au Blanc, où Zborowski loue une vaste maison pour que « ses » artistes puissent se reposer et travailler dans une atmosphère chaleureuse. Il y entame entre autres la série des enfants de chœur, fasciné par leur tenue rouge et blanche comme par l'ensemble du rituel catholique. Et il fait poser à l'occasion Paulette Jourdain, la jeune secrétaire de Zborowski devenue une amie, qui témoigne de ces séances interminables durant lesquelles le peintre, très perfectionniste, exige du modèle une immobilité absolue. Au Blanc comme ailleurs, se souvient-elle, Soutine réussit, grâce à son charme et « malgré ses bizarreries, à se faire adopter ». Mais c'est elle qui se charge au début d'expliquer par exemple aux fermiers qu'il recherche pour sa peinture des volailles non point dodues mais plutôt décharnées, « avec un cou bleu ».

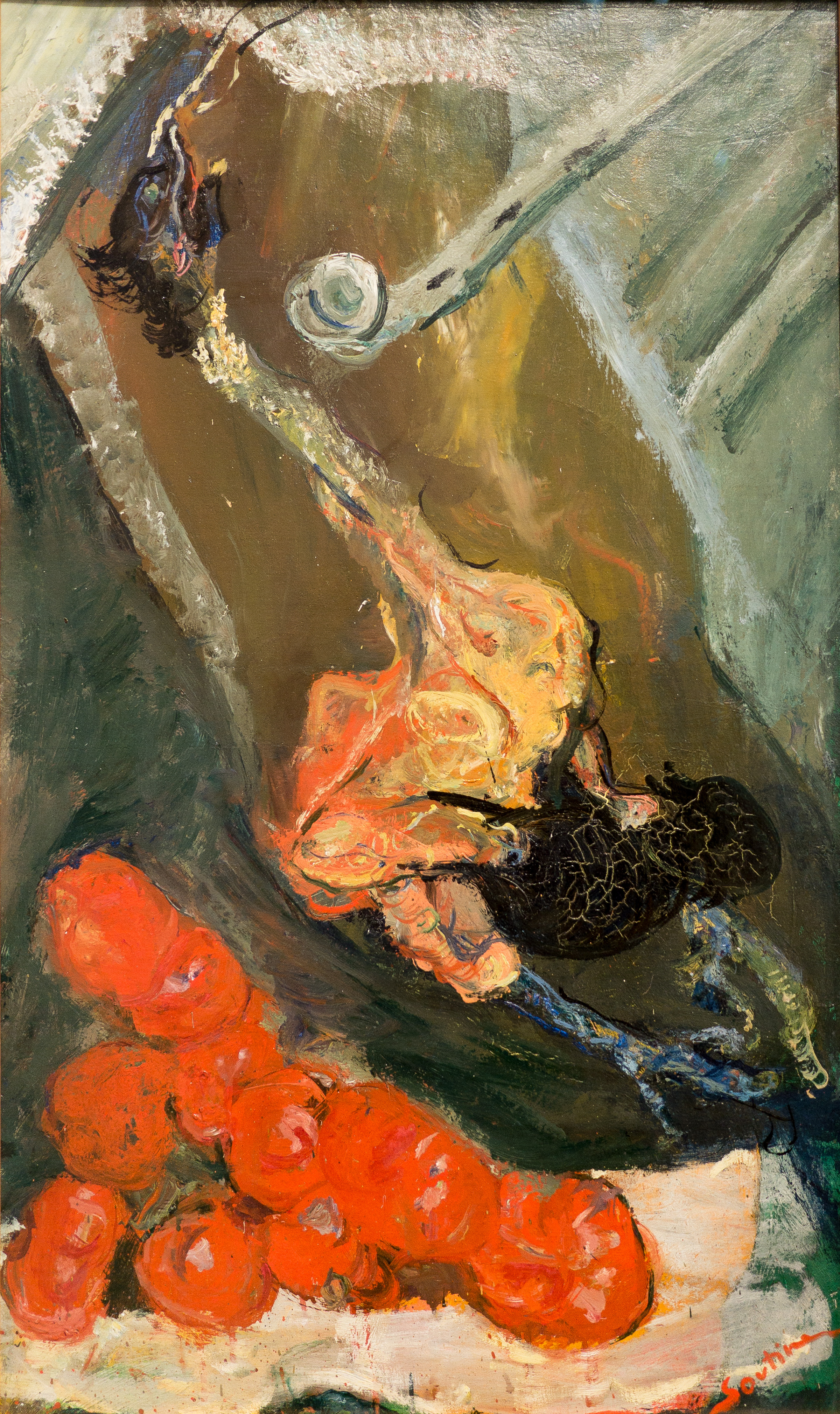
Dindon et tomates, vers 1924, huile sur toile (49 × 81 cm), musée de l'Orangerie, Paris.
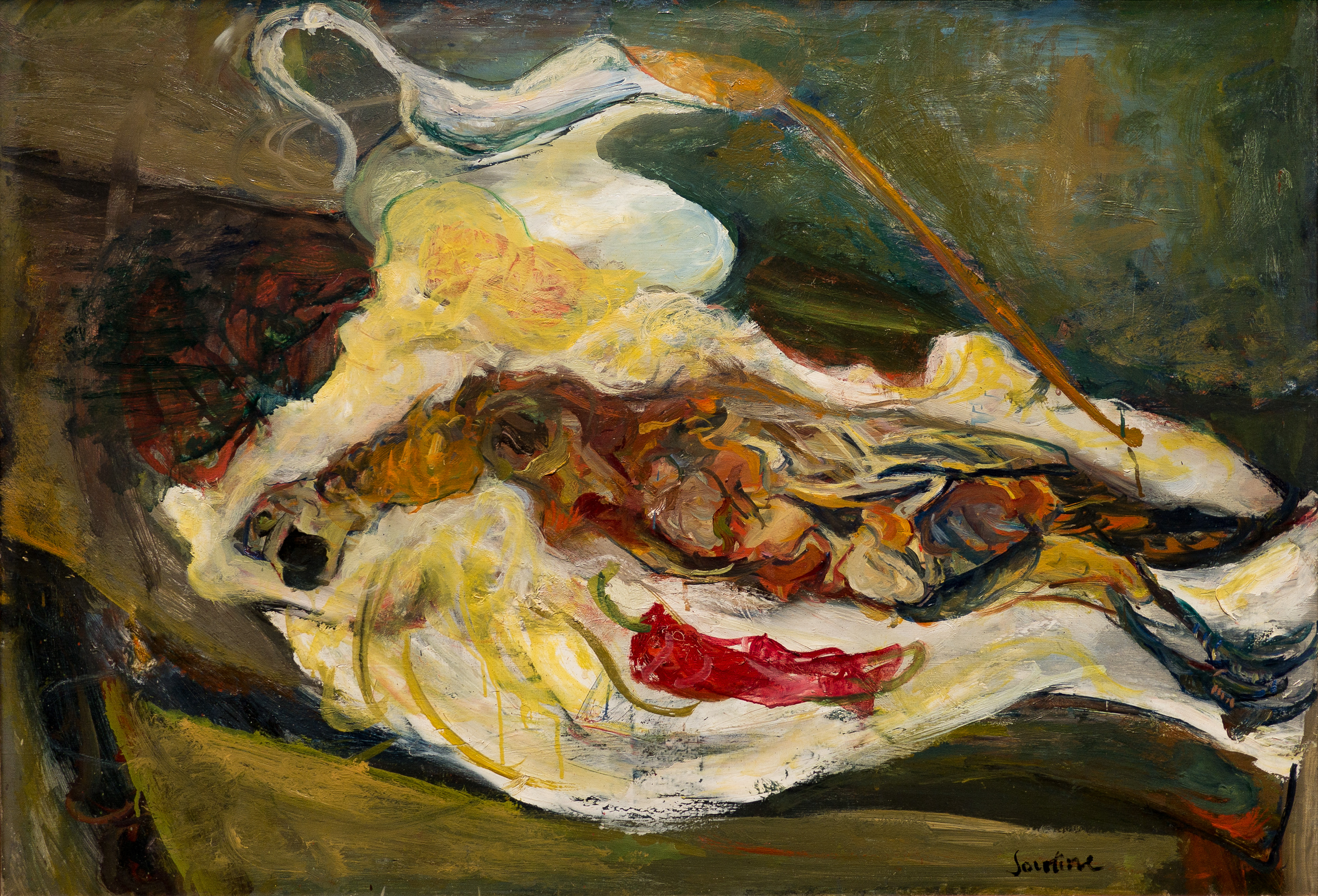
Nature morte au faisan, vers 1924, huile sur toile (64,5 × 92 cm), musée de l'Orangerie, Paris.
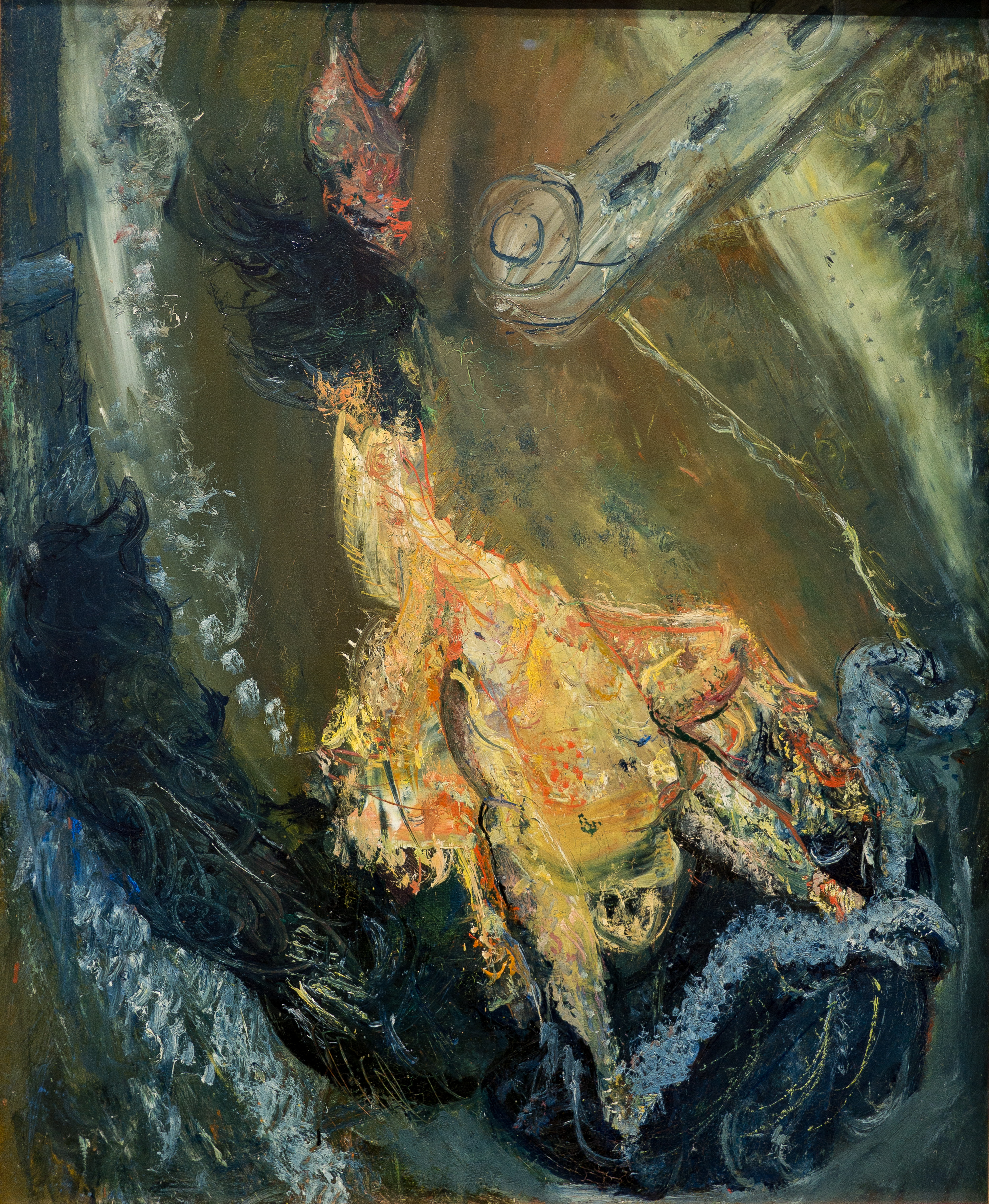
Le Dindon, vers 1925, huile sur toile (65 × 80 cm), musée de l'Orangerie, Paris.
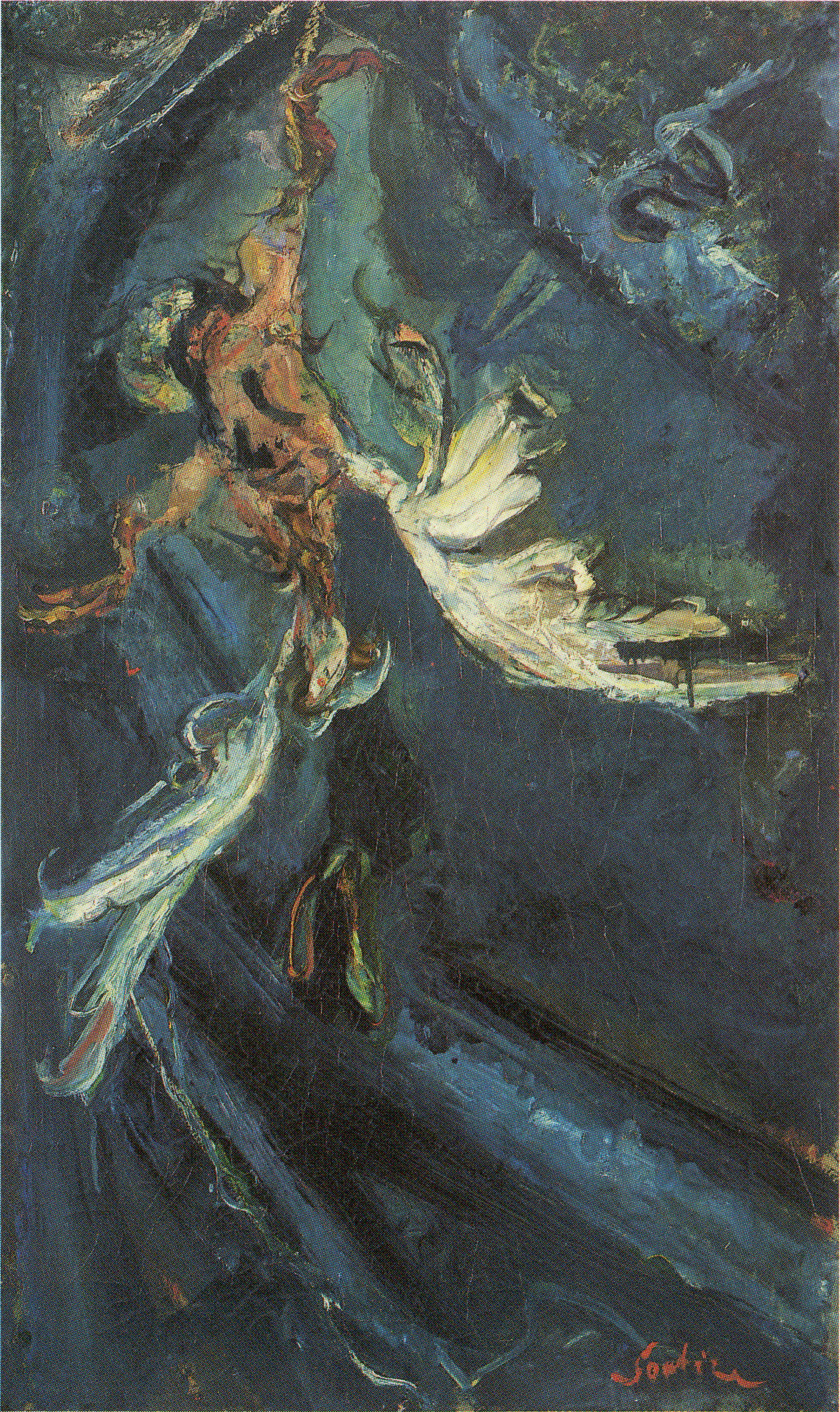
Le Canard, vers 1925, huile sur toile (93 × 57 cm), musée d'Art Ōhara, Kurashiki.
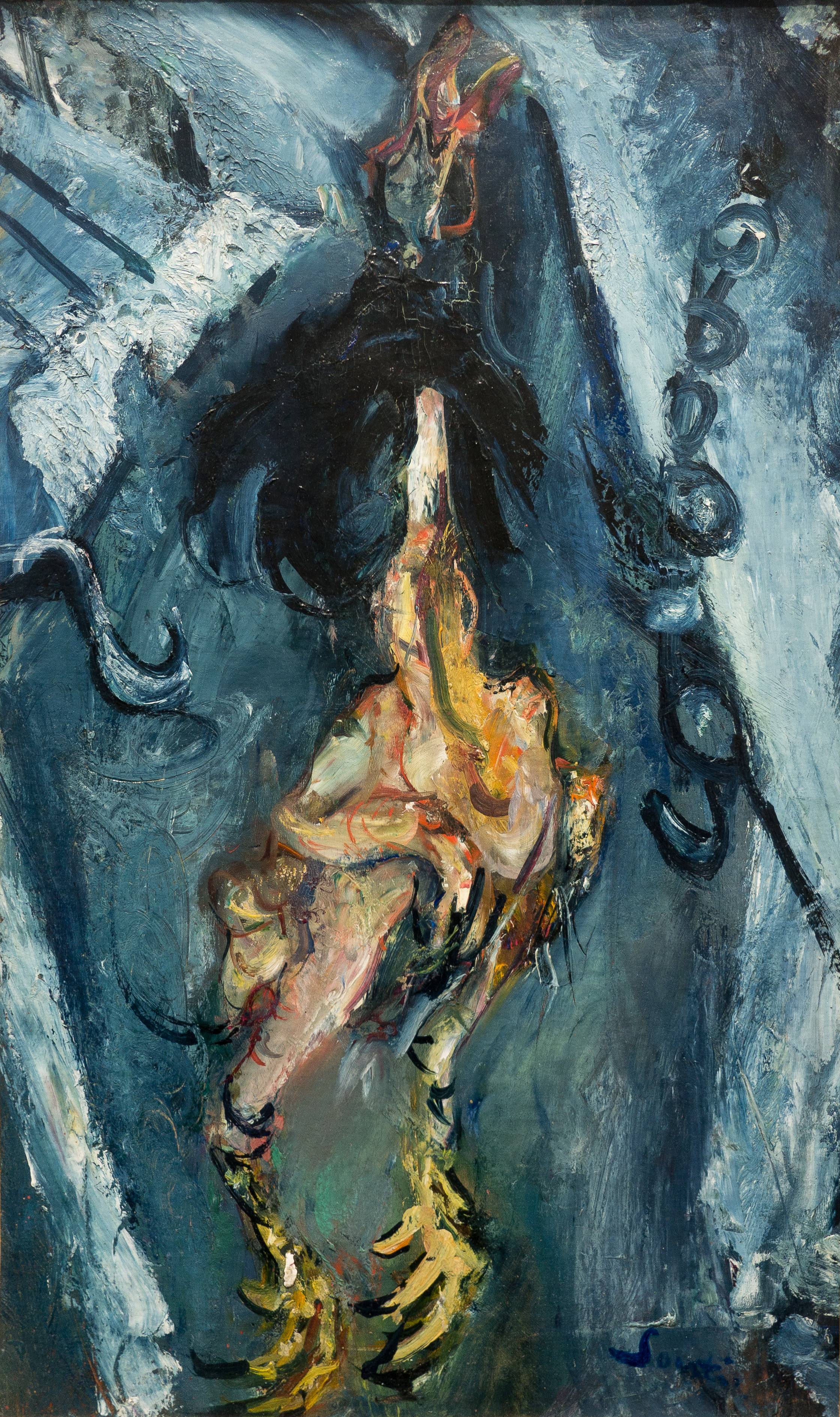
Le Poulet plumé, 1925, huile sur toile (40 × 67 cm), musée de l'Orangerie, Paris.

#### De la vache enragée auBœuf écorché
| |  |  |
| Gauche : Rembrandt, Bœuf écorché (1665, huile sur bois, 94 × 69 cm, musée du Louvre). Droite : Soutine, Bœuf écorché (1925, huile sur toile, 202 × 114 cm, musée de Grenoble) : il a choisi un fond bleu discordant. |  |  |

De toute cette période datent les nombreuses natures mortes aux coqs, poulets, dindes, faisans, canards, lièvres, lapins, même si « un hallucinant lapin écorché » aux « moignons rouges » et comme suppliants avait déjà pu frapper un public d'initiés en juin 1921, lors d'une exposition collective à la galerie Devambez —  en avril de la même année, au café Le Parnasse, le peintre avait produit un paysage. Soutine choisit lui-même les bêtes sur les étals, puis les laisse faisander avant de les peindre, indifférent à la puanteur. Entre 1922 et 1924, il s'était lancé, en référence à Chardin, dans des variations sur le lapin ou le lièvre, et surtout la raie. En 1925, c'est à une plus grande série qu'il s'attaque, se confrontant enfin à son maître Rembrandt et à son célèbre Bœuf écorché.
Il en rêvait peut-être déjà à la Ruche, quand le vent charriait les odeurs et meuglements depuis les abattoirs ; il a tourné autour dès les années 1920-1922 avec des carcasses de veau ou de mouton : il se rend maintenant à la Villette pour se faire livrer un bœuf entier, qu'il suspend dans son atelier de la rue du Saint-Gothard. La viande commence à travailler et à noircir. Paulette Jourdain va chercher du sang frais pour l'en asperger, ou bien Soutine y met du rouge avant de la peindre. Bientôt les mouches s'en mêlent, les voisins aussi, horrifiés par la pestilence : les employés des services d'hygiène débarquent, qui vont conseiller au peintre de piquer désormais ses « modèles » avec de l'ammoniaque afin de freiner la décomposition. Il ne s'en privera pas.
La nourriture dont il a tant manqué est très récurrente dans l'œuvre de Soutine, mais on a pu s'interroger sur sa fascination pour la chair et le sang du cadavre dans son ultime nudité — lui qui n'aurait peint qu'un seul nu de toute sa carrière. Volailles ou pièces de gibier sont accrochées par les pattes à quelque croc de boucher, dans des postures de suppliciés que le peintre prend soin de mettre au point : comme traversées d'un dernier soubresaut, elles semblent exhiber la souffrance de l'agonie.
Or le peintre s'était un jour confié ainsi à Emil Szittya : « Autrefois j'ai vu le boucher du village trancher le cou d'un oiseau et le vider de son sang. Je voulais crier, mais il avait l'air si joyeux que le cri m'est resté dans la gorge. […] Ce cri, je le sens toujours là. Quand, enfant, je faisais un portrait grossier de mon professeur, j'essayais de faire sortir ce cri, mais en vain. Quand je peignis la carcasse de bœuf, c'est encore ce cri que je voulais libérer. Je n'y suis toujours pas arrivé. » Son obsession picturale paraît donc d'ordre à la fois traumatique et thérapeutique.

#### Les années Castaing
Léopold Zborowski, qui s'était notablement enrichi dans la vente de tableaux, meurt subitement en 1932, ruiné par la crise de 1929, un train de vie dispendieux et des dettes de jeu. Mais Soutine, qui s'était brouillé avec lui, a déjà trouvé les mécènes à qui il réservera désormais l'exclusivité de sa production : Marcellin Castaing, critique d'art réputé, et son épouse Madeleine, brillante décoratrice et antiquaire. En 1923, une rencontre à La Rotonde, à l'instigation du peintre Pierre Brune, avait tourné court : Soutine n'avait pas supporté que le couple lui avance 100 francs avant même d'avoir vu ses toiles. Mais les Castaing, très intéressés par son travail, acquièrent en 1925 le Coq mort aux tomates, amorçant ce qui deviendra à terme la plus importante collection privée de ses œuvres. Lorsque enfin Soutine leur ouvre la porte de son atelier, ils y passent la nuit entière. Leurs liens se renforcent également au cours de l'été 1928, lors d'une cure thermale à Châtel-Guyon. D'après son ami l'écrivain Maurice Sachs, Madeleine Castaing, excentrique et passionnée, n'aurait eu que Soutine — qu'elle reliait à Rembrandt ou encore au Greco — comme véritable « admiration en matière de peinture ». Quant au peintre, sans doute impressionné par la beauté pétulante et l'autorité de Madeleine, il l'a peinte plusieurs fois, ce qu'il n'a fait qu'avec quelques proches, Kisling, Mietschaninoff ou Paulette Jourdain.

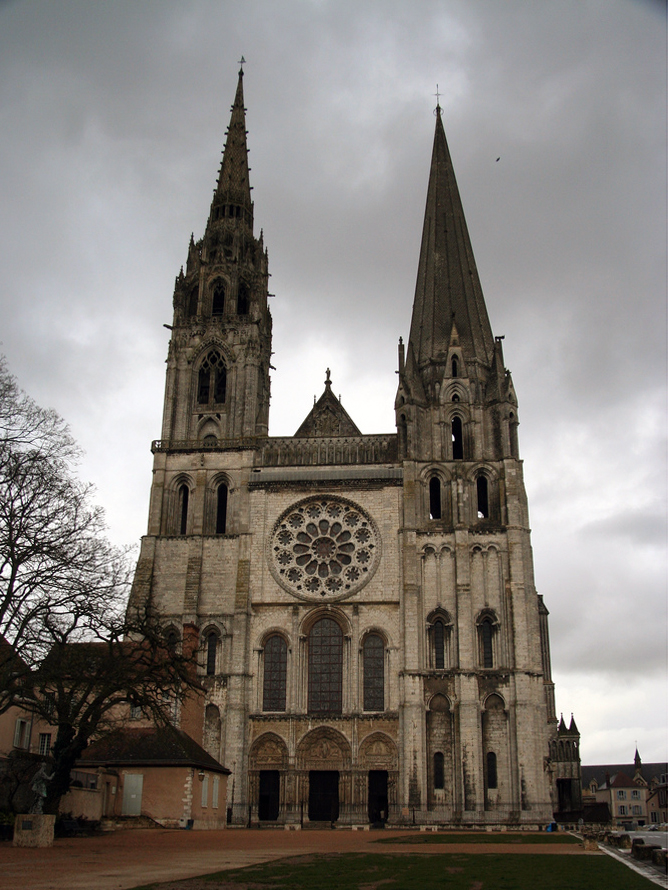
Après Corot, Monet, Utrillo, Soutine peint la façade de Notre-Dame de Chartres, dans des tons suggérant aussi l'intérieur de la cathédrale.

En pleine récession qui touche aussi le marché de l'art, les Castaing assurent à Soutine un confort certain en le déchargeant de tout souci contingent, et une sécurité matérielle qui le tranquillise plus qu'elle ne lui est réellement nécessaire — même si dès cette époque il lui arrive, à cause des douleurs dues à son ulcère, de devoir cesser de peindre durant des semaines voire des mois entiers, et que sa production diminue nettement dans les années 1930. Les Castaing l'invitent souvent à séjourner dans leur propriété de Lèves, près de Chartres, où il se sent bien malgré une ambiance un peu trop mondaine à son goût. Il s'y découvre un intérêt nouveau pour les animaux vivants — ânes, chevaux — sans délaisser pour autant natures mortes, maisons ou paysages, ni les portraits, uniques ou sériels : cuisinières, garçons d'étage, femmes entrant dans l'eau chemise relevée, sur le modèle de celle de Rembrandt. Mais peut-être ce partenariat exclusif avec les Castaing « l'enferme[-t-il] encore plus dans son isolement féroce ».

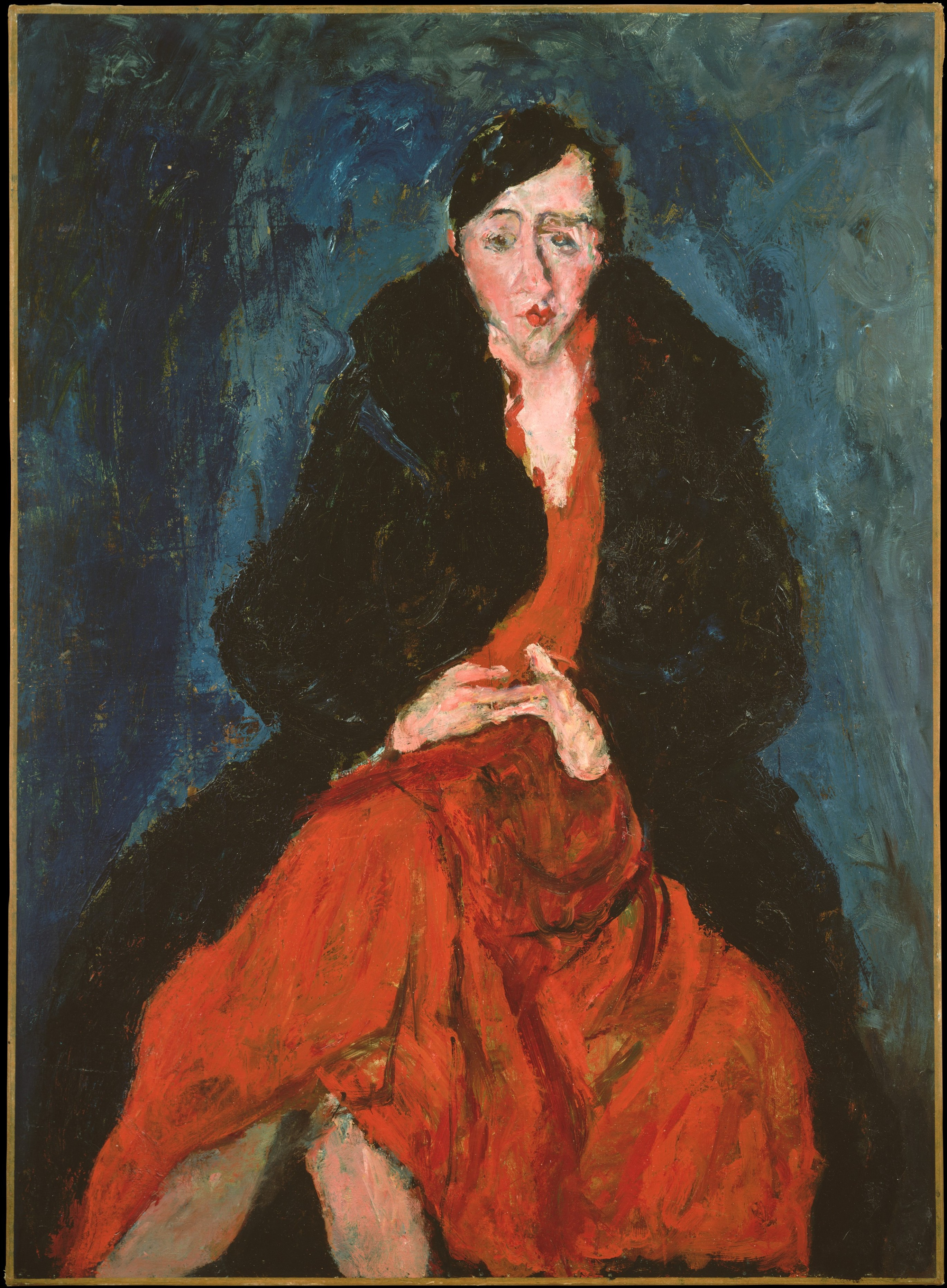
Portait de Madeleine Castaing, v. 1929, huile sur toile, Metropolitan Museum of Art, New York.

Maurice Sachs, qui l'a croisé à deux reprises chez les Castaing, décrit ainsi Soutine vers l'âge de trente-cinq ans : le teint pâle, un « visage plat de Russe du sud […] couronné de cheveux noirs, lisses et tombants », rehaussé de noblesse et de fierté malgré « un air traqué » qui lui donne « un regard doux et sauvage ». L'écrivain croit deviner la timidité et la modestie de Soutine, qui ne lui adresse pas la parole la première fois, lâche quelques mots la seconde, et change de trottoir quand il l'aperçoit par la suite, alors que Sachs vient de lui consacrer un article des plus élogieux. Mais il témoigne surtout de sa propre fascination pour l'œuvre du peintre, où il discerne « un amour têtu, amer et mélancolique de l'homme, une compréhension pleine à la fois de tendresse et de violence de toute la nature […], un grand sentiment du tragique, un sens exceptionnel des couleurs et le goût anxieux du vrai ».
Madeleine Castaing, elle, fournit de précieux témoignages sur la façon de peindre de Soutine, contribuant du même coup, selon Clarisse Nicoïdski, à « mythifier son personnage ». Soutine a gardé l'habitude d'acheter à la brocante de vieilles toiles déjà peintes, qu'il gratte et décape avec soin pour en adoucir la surface. Mais ce n'est plus par économie : « J'aime peindre sur une chose lisse, expliquait-il déjà à Paulette Jourdain, j'aime que mon pinceau glisse ». Il ne se met jamais à peindre que lorsqu'il sent le moment venu, n'importe où, personne de la maisonnée ne devant plus regarder ni passer à moins de trente mètres. Il travaille alors dans un état second, silencieux, totalement absorbé, capable de rester sur le même détail jusqu'à la nuit tombée. Ces séances fiévreuses le laissent harassé, incapable de parler pendant plusieurs heures, presque déprimé. Après quoi, ceux qui sont conviés à découvrir le nouveau tableau redoutent toujours ce moment périlleux : « C'était extrêmement angoissant, se rappelle Mme Castaing, parce que nous savions que si le regard n'était pas assez élogieux, la bouteille d'essence était à côté, et il effaçait tout. »

#### Fureurs destructrices
Paradoxalement, Soutine n'a jamais autant détruit que durant toutes ces années où il avait enfin accédé à la reconnaissance et au succès — grâce aux Castaing et à Barnes ont lieu outre-Atlantique plusieurs expositions après celle de Chicago en 1935, tandis que Paul Guillaume incite les galeristes américains à acheter, notamment les paysages de Céret. D'abord, Soutine achève rarement une toile sans être pris d'un accès de colère, ne parvenant pas à rendre exactement ce qu'il voudrait : il la taillade alors à coups de couteau, et il faut ensuite épingler les morceaux. Pour peu qu'il n'ait pas perçu une complète approbation de son entourage ou d'un acheteur, il est capable de transpercer un tableau à coups de pied. Un jour, au Blanc, Paulette Jourdain brave le tabou et regarde par le trou de la serrure : dans sa chambre-atelier, Soutine est en train de découper, déchirer, brûler des toiles. Comme Madeleine Castaing, elle raconte les ruses auxquelles il faut recourir — et qui le mettent en rage quand il s'en aperçoit — pour subtiliser à temps des tableaux promis au massacre, les récupérer à son insu jusque dans la poubelle, puis les porter chez un restaurateur qui les rentoile ou les recompose au fil et à l'aiguille. Parfois, le peintre efface ou retranche d'un tableau les parties qui le déçoivent, ou bien il y prélève celles qui seules l'intéressent — un visage dont il a longuement travaillé l'expression, par exemple — pour les insérer dans une autre œuvre. Toute sa vie enfin Soutine a essayé de racheter ses anciennes toiles ou de les échanger contre de plus récentes. Il cherche à les faire disparaître, « comme s'il s'acharnait à détruire les traces de ses premières œuvres, celles-là même qui avaient suscité tant de sarcasmes ou de dégoût », mais aussi celles qu'il a pu peindre plus tard à Cagnes-sur-Mer ou ailleurs.
Sans doute agit-il ainsi à cause de son exigence d'absolue perfection ; peut-être aussi parce qu'il tolère mal de devoir attribuer sa fortune à un seul homme, Barnes, donc somme toute au hasard d'une rencontre ; ou encore en raison d'un mal-être profond — que Clarisse Nicoïdski attribue pour partie à une intériorisation de l'interdit biblique sur l'image. Peut-être à la même époque, Soutine déclarait à une dame visitant son atelier que ce qu'elle pouvait y voir ne valait pas grand-chose, et qu'il aurait un jour, contrairement à Chagall ou Modigliani, le courage de tout détruire : « Moi, j'assassinerai un jour mes tableaux. »

### Bonheur avec «Garde» (1937-1940)

#### Jours tranquilles

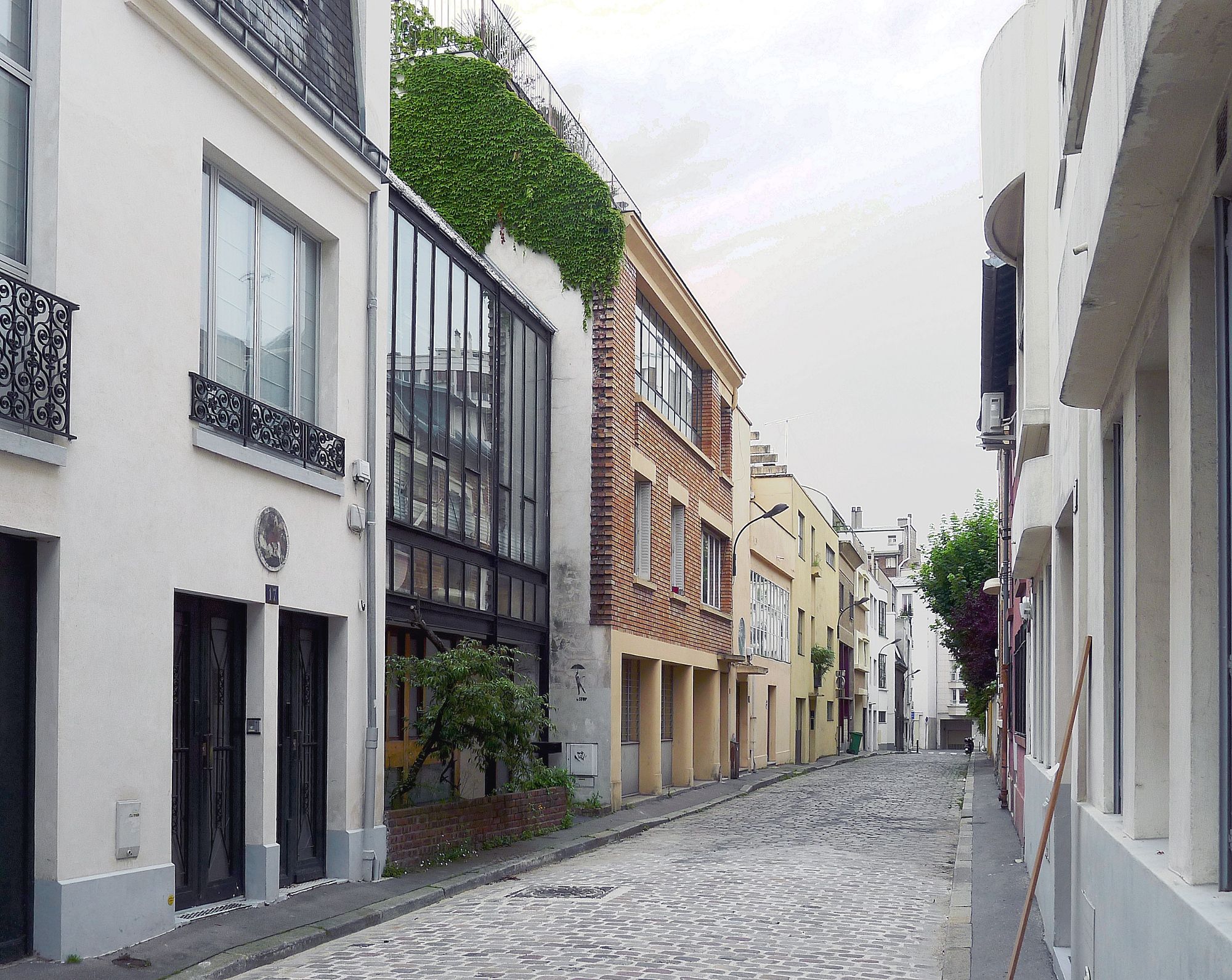
L'appartement et l'atelier loués par Soutine, villa Seurat, sont dans le premier bâtiment blanc à droite.

En 1937, Soutine emménage, toujours dans le même quartier, au no 18 de la villa Seurat, où il a pour voisins Chana Orloff, Jean Lurçat et Henry Miller. Un jour, au Dôme, des amis lui présentent une jeune femme rousse, Gerda Michaelis Groth, juive allemande ayant fui le nazisme. Séduite par ce qu'elle trouve de « gaieté ironique » chez le peintre, elle demande à visiter son atelier, capharnaüm jonché de mégots où elle s'étonne de ne voir aucun tableau : il prétend ne pouvoir peindre qu'à la lumière du printemps. Gerda l'invite quelques jours après à un thé chez elle, mais Soutine, qui n'a jamais d'heure, n'arrive que sur le soir, et l'emmène à un match de catch, son sport favori. Or là, il est subitement pris de malaise. L'ayant ramené villa Seurat, la jeune femme le dorlote et reste auprès de lui pour le veiller. Au matin, il refuse de la laisser partir : « Gerda, tu as été cette nuit ma garde, tu es Garde, et maintenant c'est moi qui te garde. » Gerda Groth devient pour tous Mlle Garde.

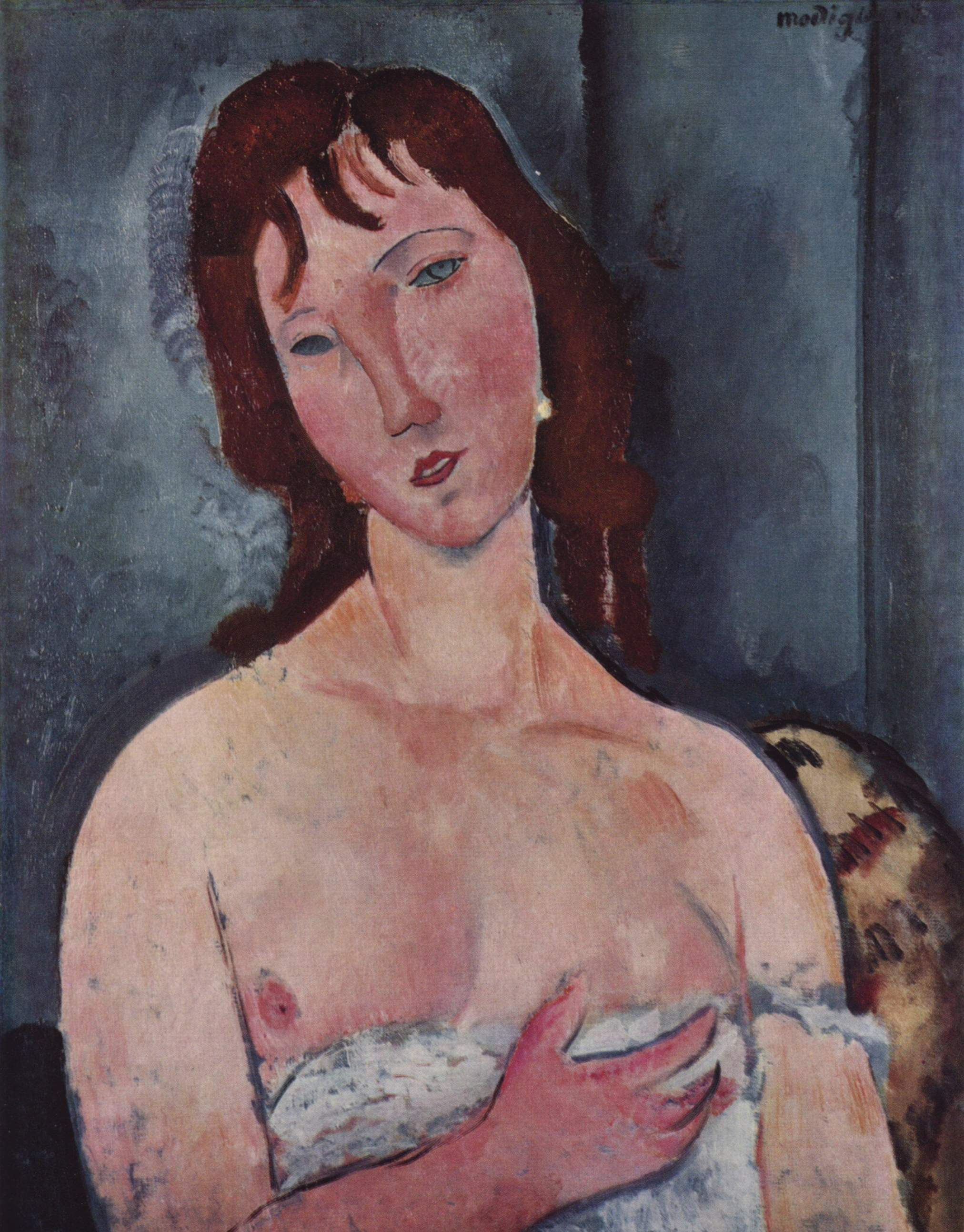
Modigliani, Jeune femme, vers 1918, huile sur toile, Fondation et Collection Emil G. Bührle, Zurich. Tu ressembles à un Modigliani, dit Soutine à Gerda — que Henry Miller, lui, voit comme un… Soutine.

Besoin de soins, de tendresse, ou amour véritable, c'est la première fois que Soutine s'installe durablement avec une femme et qu'il mène, comme en témoigne Henry Miller, une vie régulière, « normale ». Gerda tient le ménage, dont son compagnon, porté aux achats de luxe compulsifs tout en restant hanté par le spectre de la précarité, contrôle les dépenses. Le couple reçoit, sort — au Louvre, au cinéma, au catch, aux Puces — et va souvent pique-niquer dans les environs de Paris, vers Garches ou Bougival. Soutine emporte ses toiles et ses couleurs, Gerda un livre. Elle aussi fournira des détails sur les habitudes du peintre, bien qu'elle respecte son goût du secret qui va jusqu'à enfermer ses tableaux à clé dans un placard : il attaque son sujet sans croquis préparatoire, utilise beaucoup de pinceaux que dans son ardeur il jette à terre les uns après les autres, n'hésite pas non plus à travailler au doigt, gardant de la peinture incrustée sous les ongles… Mais c'est surtout le Soutine intime et plein d'humour qu'elle éclairera d'un jour tendre dans son livre de souvenirs.
Aux côtés de « Garde », le peintre connaît deux années de douceur et d'équilibre, qui lui donnent envie de reprendre contact par écrit avec sa propre famille. Surtout, souffrant en permanence de l'estomac, il décide de se soigner vraiment. Il consulte des spécialistes, renoue avec certains aliments (notamment la viande, qu'il ne faisait plus que peindre depuis des années), et prend ses remèdes. Ce qu'il ignore, c'est qu'indépendamment même de son affaiblissement général, les médecins jugent inopérable son ulcère, déjà trop avancé. Ils ne lui donnent pas plus de six ans à vivre— pronostic que l'avenir va confirmer.

#### La guerre et la séparation
La quiétude de ce couple de Juifs immigrés est bientôt menacée par le contexte international de la fin des années 1930, dont Soutine, grand lecteur de journaux, mesure la gravité avec lucidité. Comme on lui a recommandé l'air de la campagne, il passe l'été 1939 avec Gerda dans un village de l'Yonne, Civry-sur-Serein. Il y peint des paysages en augmentant sa palette de nouvelles nuances, en particulier de verts et de bleus. Il compte sur l'appui du ministre de l'Intérieur Albert Sarraut, qui lui a acheté plusieurs toiles, pour renouveler son permis de séjour arrivé à échéance, puis pour obtenir, une fois la guerre déclarée, le laissez-passer que nécessitent ses soins à Paris. Mais cette autorisation ne vaut que pour lui, et même l'entremise des Castaing, durant l'hiver où Soutine fait des aller-retours entre Paris et l'Yonne, ne suffit pas à faire lever l'assignation à résidence de Gerda. En avril 1940, tous deux s'enfuient nuitamment de Civry et regagnent la villa Seurat.
Répit de courte durée : le 15 mai, Gerda Groth doit comme tous les ressortissantes d'origine allemande se rendre au Vélodrome d'Hiver. Soutine ayant, comme toujours, pris le parti d'obéir aux autorités, l'accompagne à la porte. Au camp de Gurs où on l'a transférée, dans les Pyrénées-Atlantiques, elle reçoit de lui deux mandats-poste puis, en juillet, une dernière lettre. Elle quittera Gurs quelques mois plus tard grâce à l'intervention de l'écrivain Joë Bousquet et du peintre Raoul Ubac, mais Soutine et « Garde » ne se reverront plus.

### L'errance des dernières années (1940-1943)

#### Une nouvelle compagne
Soutine paraissait sincèrement attaché à Gerda mais ne s'est pas risqué à essayer de la tirer de son internement, d'autant qu'à partir de l'été et de l'automne 1940 se succèdent les lois antijuives du régime de Vichy et des autorités allemandes d'occupation. Obtempérant aux injonctions du gouvernement, Chaïm Soutine se fait recenser en octobre 1940 comme réfugié russe, estampillé « Juif » sous le numéro 35702. Dès lors, il est susceptible d'être arrêté à tout moment pour être envoyé dans un des camps installés en zone sud, et il entre dans une semi-clandestinité.
Bien que Soutine ait pris un peu ses distances avec elle, Mme Castaing s'est mis en tête de lui retrouver une compagne au plus vite, et lui présente au Café de Flore une belle jeune femme blonde dont le charme le fait bientôt succomber. Sœur du scénariste Jean Aurenche, seconde épouse du peintre Max Ernst dont elle est séparée, égérie des surréalistes qui vénèrent en elle le modèle de la femme-enfant, Marie-Berthe Aurenche est fantasque, d'un tempérament volcanique et d'un équilibre psychique fragile. Elle a certes des relations dans les milieux bourgeois et artistiques, mais se révèle incapable d'apporter à Soutine le calme et la stabilité dont il a besoin. Maurice Sachs aurait même reproché sévèrement à son amie Madeleine d'avoir jeté Soutine dans ses bras. De fait, cette relation est des plus orageuses,. Clarisse Nicoïdski a l'impression qu'à compter de cette rencontre, Soutine « se comporte de plus en plus comme un somnambule », inconscient du danger lorsqu'il circule sans précaution dans Paris occupé et refusant sous d'absurdes prétextes de gagner la zone libre ou les États-Unis. Il se laisse de nouveau, malgré sa réussite matérielle, envahir par ses « vieux démons » : « la peur, la misère, la crasse ».

#### Refuge en Touraine

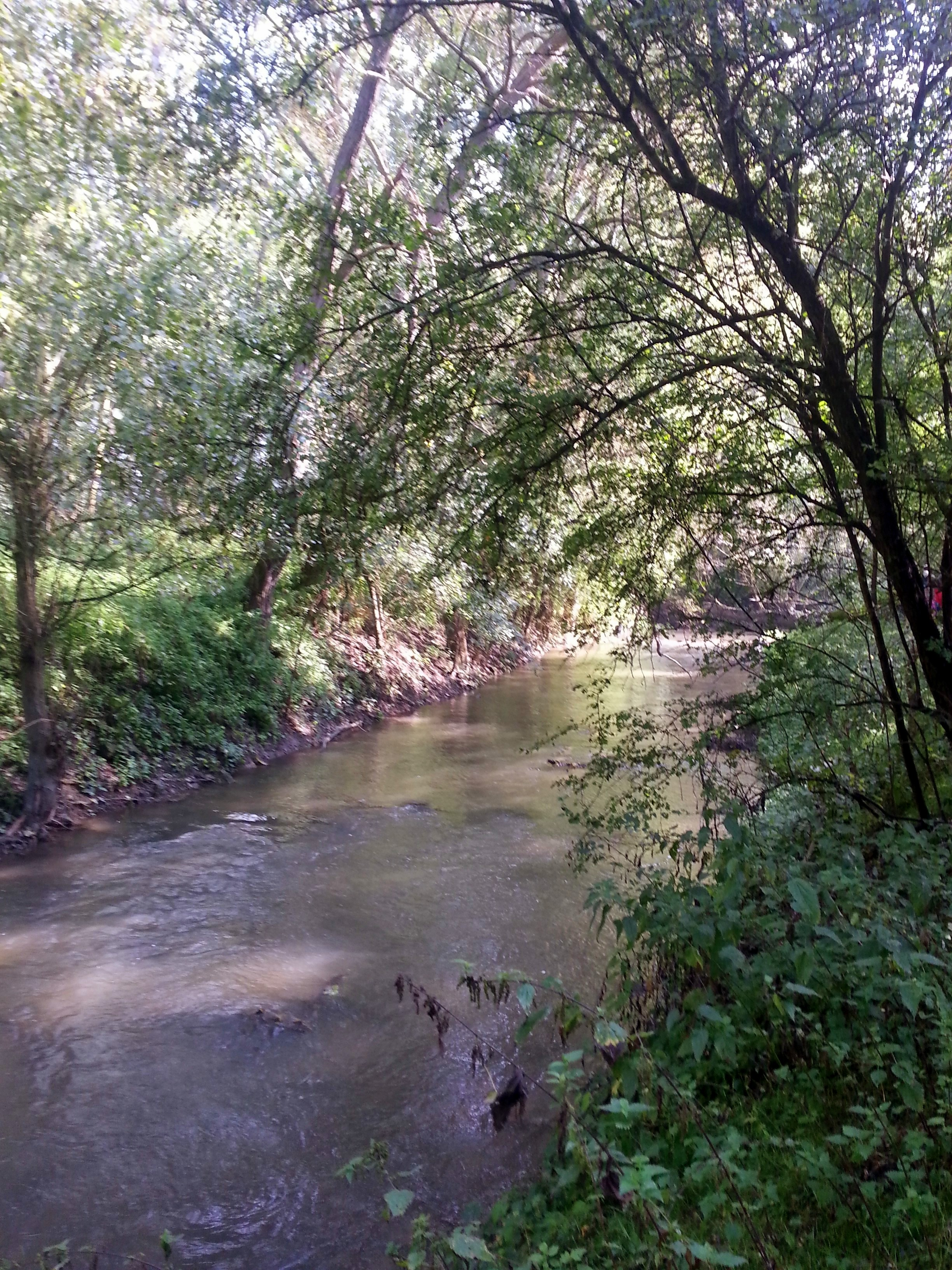
Les derniers paysages de Soutine montrent la Veude, bordée d'arbres penchés.

Dès le début de l'année 1941 commence pour Soutine une vie d'errance clandestine. De chez Marie-Berthe, rue Littré, il se réfugie rue des Plantes où elle a des amis, le peintre Marcel Laloë et sa femme. Ceux-ci, craignant une dénonciation de leur concierge, s'occupent quelques mois plus tard de faire fuir le couple, muni de faux papiers, dans un village d'Indre-et-Loire, Champigny-sur-Veude. Chassés de plusieurs auberges où on leur reproche leur malpropreté ou les éclats de Marie-Berthe, Soutine et elle finissent par trouver à louer une maison sur la route de Chinon, où des amis leur rendent discrètement visite.
Là, en dépit d'intenses brûlures d'estomac qui le contraignent bientôt à ne plus se nourrir que de bouillie, le peintre se remet au travail, fourni en toiles et en couleurs par Laloë. Des années 1941-1942 datent des paysages que semblent avoir déserté les tons chauds, tel le Paysage de Champigny, ou Le Grand Arbre peint à Richelieu — qui brouille définitivement Soutine avec les Castaing car il a rétréci le format de la toile avant de la leur faire livrer. Mais il aborde aussi des sujets nouveaux et plus légers comme Les Porcs ou Le Retour de l'école après l'orage ; ainsi que des portraits d'enfants et des maternités d'une facture plus apaisée.

#### La fin

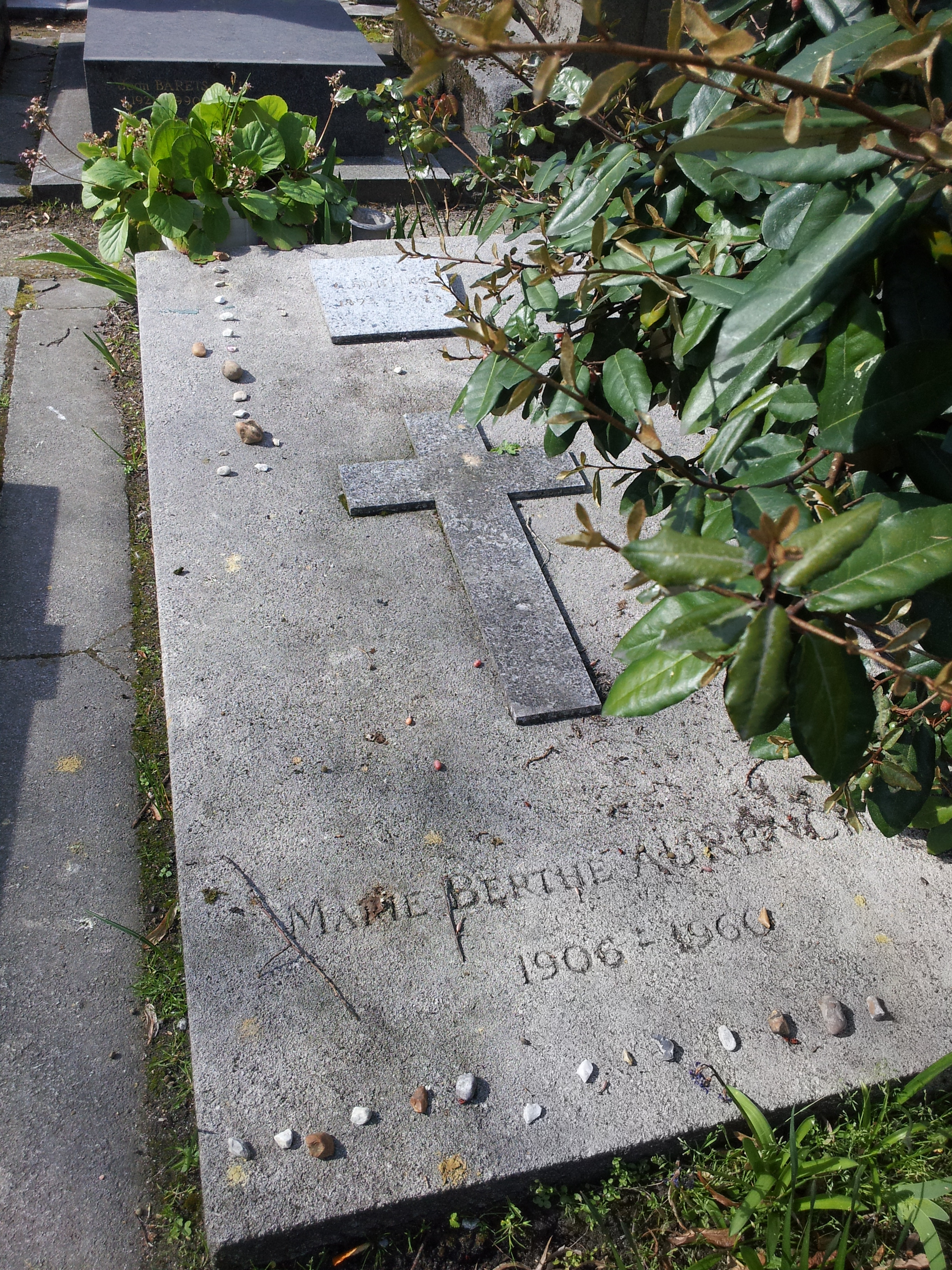
Tombe de Soutine et de Marie-Berthe Aurenche au cimetière du Montparnasse. Le nom du peintre est presque effacé sur la plaque de marbre, en haut. Les cailloux marquent des hommages anonymes rendus selon le rite judaïque.

L'angoisse de se savoir traqué et ses disputes continuelles avec sa compagne ne manquent pas d'aggraver encore son état de santé : Soutine au début de l'été 1943 n'absorbe plus que du lait, et se traîne le long des chemins appuyé sur une canne, cherchant toujours, malgré tout, des sujets à peindre.
Début août, une crise plus violente que les autres le conduit à l'hôpital de Chinon, où est préconisée une opération d'urgence que lui-même réclame : mais l'interne de service, prenant Marie-Berthe Aurenche pour l'épouse légitime de Soutine, s'incline devant sa volonté d'emmener le malade dans une clinique parisienne réputée du 16e arrondissement. Inexplicablement, entre la Touraine et la Normandie, afin d'éviter des barrages de police mais apparemment aussi parce que Marie-Berthe veut récupérer des toiles en divers endroits, le transfert en ambulance s'éternise plus de vingt-quatre heures, véritable martyre pour le peintre. Opéré le 7 août dès son arrivée à la maison de santé du 10 rue Lyautey, d'un ulcère perforé ayant dégénéré en cancer, Chaïm Soutine meurt le surlendemain à 6 h du matin, sans avoir semble-t-il repris connaissance,.
Il est inhumé le 11 août au cimetière du Montparnasse dans une concession appartenant à la famille Aurenche. Quelques rares amis suivent l'enterrement, dont Picasso, Cocteau, et Garde, à qui Marie-Berthe révèle que Soutine l'a réclamée à plusieurs reprises durant ses derniers jours. La pierre tombale de couleur grise est barrée d'une croix latine et reste sans nom jusqu'à l'inscription fautive gravée après la guerre : « Chaïme Soutine 1894-1943 ». Cette gravure a été recouverte depuis par une plaque de marbre portant « C. Soutine 1893-1943 »,. Marie-Berthe Aurenche, qui a mis fin à ses jours en 1960, repose dans le même caveau.

## La peinture de Soutine

### Le peintre au travail

#### Préparation et rapport au sujet

##### La capture du sujet
Les anecdotes abondent sur la manière dont Soutine, hanté par un thème, choisit son motif à partir d'une idée fixe parfois issue d'un coup de foudre, et met tout en œuvre pour le trouver ou l'obtenir. Il court les marchés dès l'aube en quête de poissons, d'une tête de veau qui soit, selon ses propres mots, « distinguée », ou de quelque volaille colorée, « très maigre, avec un long cou et une chair flasque ». Un jour, au retour d'une promenade, il déclare vouloir à tout prix peindre un cheval dont les yeux lui ont paru exprimer toute la douleur du monde : les Castaing accueillent donc le temps qu'il faut dans leur propriété les gitans auxquels appartient la haridelle. Gerda raconte que Soutine peut tourner dix fois dans un champ ou autour d'un arbre pour trouver le bon angle, suscitant par là la méfiance des badauds ou des gendarmes — ce qui lui vaut en août 1939 quelques heures de garde à vue. Il est capable d'attendre assis devant un paysage « que le vent se lève », ou d'assiéger des jours durant tel paysan jaloux dont il veut peindre la femme. « Que son sujet soit de chair vive ou morte, Soutine fait montre d'une incroyable persévérance pour le repérer, le traquer, s'en emparer, le placer face à lui. »

##### Le matériel

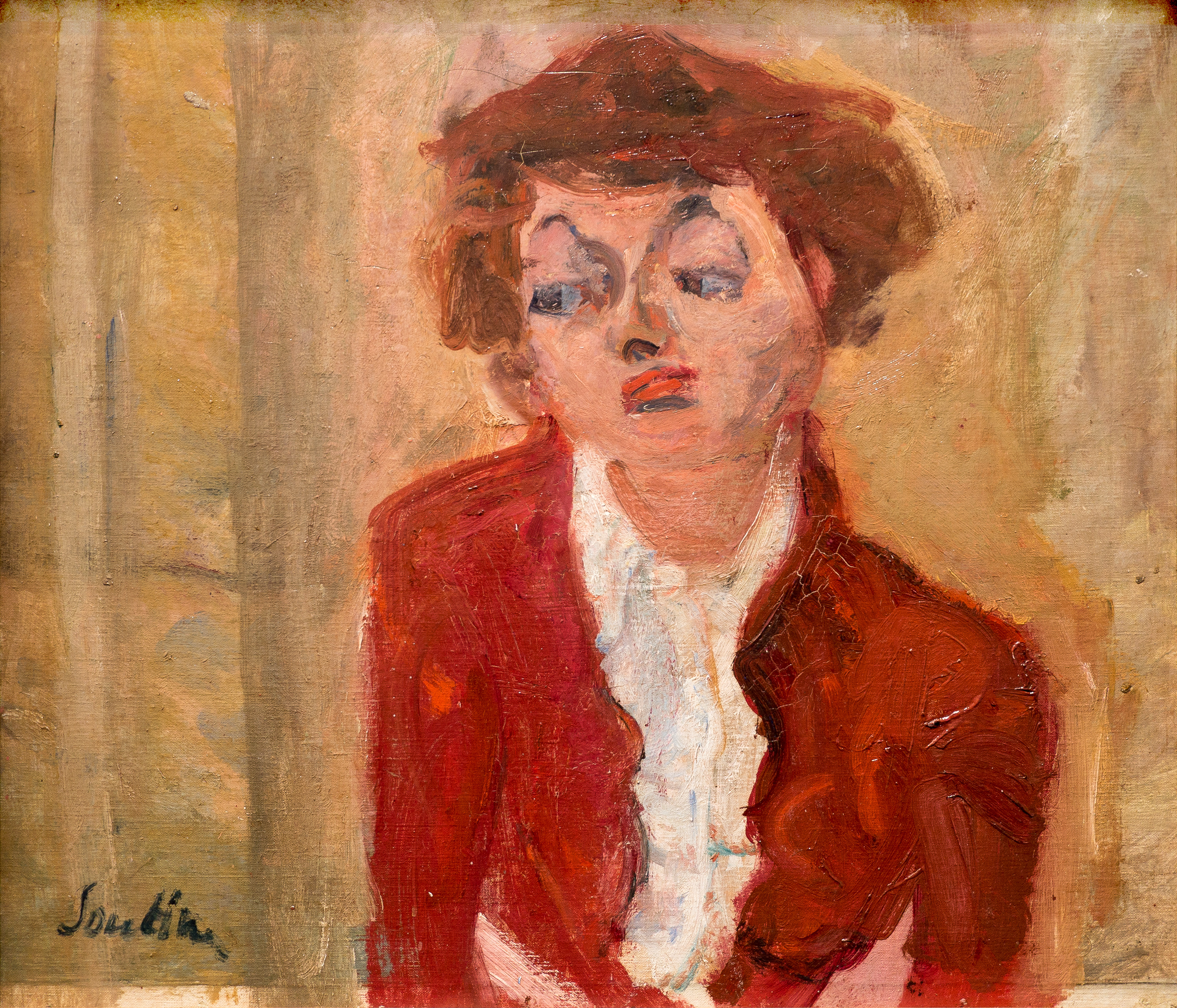
La Jeune Anglaise, vers 1934, huile sur toile, musée de l'Orangerie (Paris). Ce modèle a posé deux fois dans la même tenue aux couleurs favorites de Soutine.

Avant de se mettre au travail, Soutine prépare avec un soin maniaque son matériel, toile, palette, pinceaux. Il n'a laissé presque aucun dessin, et s'il lui est arrivé de travailler sur un support insolite comme un morceau de linoleum, il n'a peint sinon que sur des toiles, non pas neuves et vierges mais ayant déjà servi, et si possible du XVIIe siècle car il leur trouve un grain incomparable. Une fois récurées, patinées par les anciennes couches, elles sont censées supporter les textures épaisses et denses qu'il y déposera. Il s'assure toujours d'une caresse rituelle des doigts que la surface en est parfaitement lisse et douce. À la fin de sa vie, Soutine ne tend plus ses toiles sur un châssis mais les punaise simplement sur un carton ou sur une planche, afin de pouvoir à son gré — comme Manet avant lui — réduire le champ de sa peinture ou en récupérer des morceaux. Par ailleurs, veillant à la texture de ses pigments dilués à l'essence de térébenthine et voulant disposer de couleurs toujours pures, il nettoie sa palette avant de commencer, et aligne selon leur taille de nombreux pinceaux, entre vingt et quarante, « immaculés, d'épaisseur variable : un par nuance ».

##### Regarder et peindre sur le vif
Tout le travail de Soutine, expliquent Esti Dunow et Maurice Tuchman, suit ce double processus : tour à tour regarder et peindre. « Regarder », c'est-à-dire se projeter dans l'objet afin de s'en pénétrer, en s'oubliant lui-même ; « peindre », c'est-à-dire intérioriser l'objet en le soumettant au prisme de ses émotions et le « recracher » sous forme de peinture. Percevoir le réel et manier les pigments, ces deux sensations doivent finir par se confondre pour qu'advienne le tableau. Soutine commence donc par scruter longuement son sujet, attentif en même temps à ce qui se passe en lui. Et quand plus rien ne s'interpose entre lui-même et le motif tel qu'il le ressent, il se met à peindre, bientôt emporté par son ardeur mais non sans discipline. Aussi n'a-t-il jamais peint que sur le motif ou devant le modèle, et non de tête — on a ainsi pu le voir supplier à genoux une lavandière exténuée de reprendre la pose qu'elle venait de quitter.
Il peint avec acharnement, jusqu'à épuisement, indifférent aux conditions extérieures — orage, pluie battante. Quant à son regard concentré, oublieux de l'autre qui n'est plus qu'un objet à peindre, il faisait dire à Madeleine Castaing que Soutine « violait » ses modèles. Ce rapport intense se retrouve dans son œuvre à travers les séries, qui seraient moins des variations sur un thème qu'une manière pour lui de se l'approprier. La nécessité d'être face au modèle lui fait achever les paysages en une fois, tandis que les natures mortes et surtout les portraits exigent souvent plusieurs séances.

#### Technique

##### Une touche énergique
« L'expression est dans la touche » déclare Soutine, c'est-à-dire dans le mouvement, le rythme, la pression du pinceau contre la surface de la toile. Il a vite dépassé le « dessin linéaire et rigide » des premières natures mortes pour découvrir « son véritable élément, la touche de couleur et sa flexion sinueuse » — héritée de Van Gogh même s'il dénigre sa technique. Son trait est moins une ligne qu'une « tache grasse », où se ressent l'énergie de cette touche.

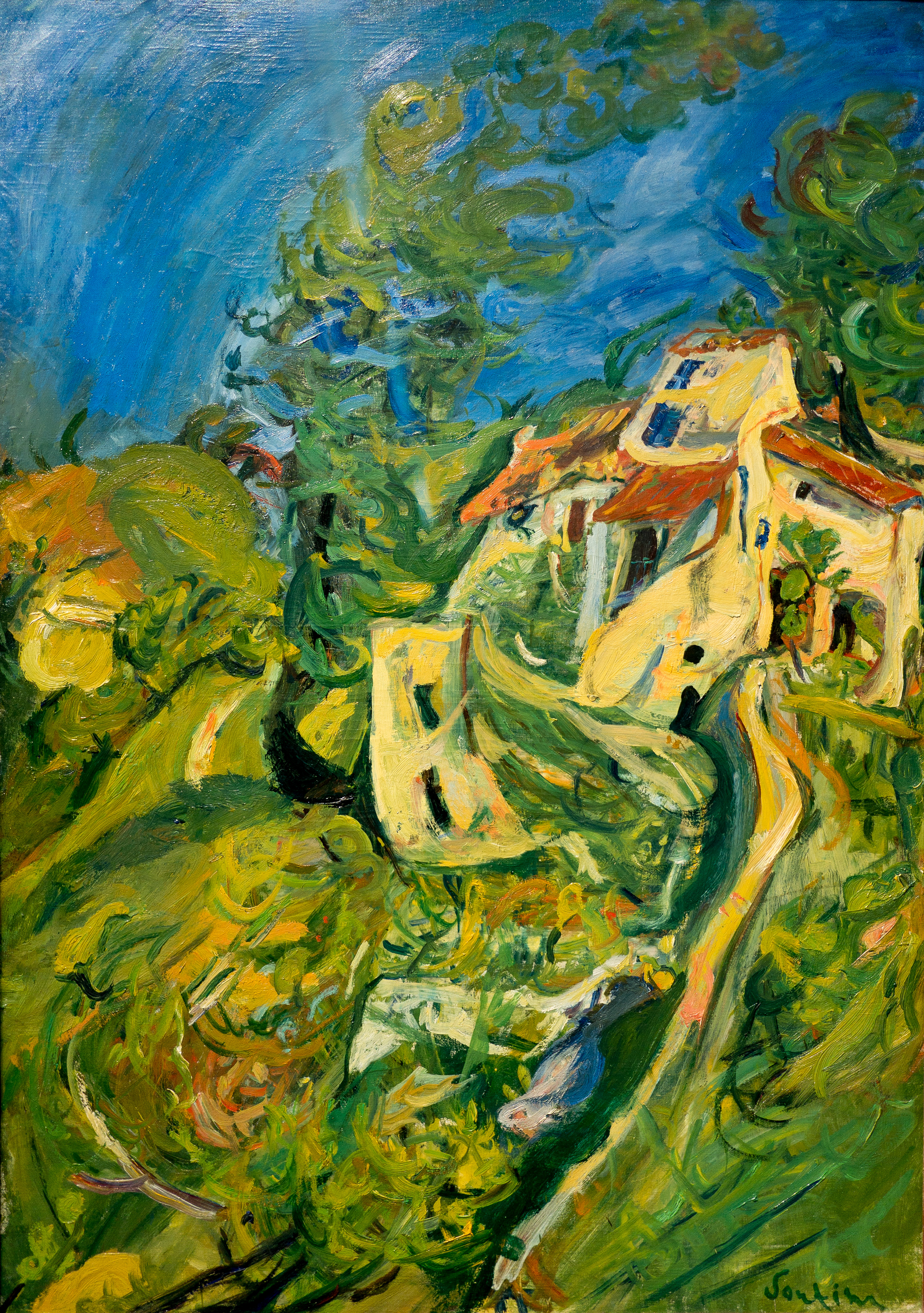
Ce Paysage (1922-1923, huile sur toile,, musée de l'Orangerie, Paris) témoigne de la palette vive et de la touche ondoyante de Soutine.

Soutine se lance le plus souvent sans dessin préalable : jeune, il prétendait déjà que des études eussent affaibli son élan mais procédait encore à une mise en place sommaire au fusain ; dans les années 1930 il attaque toujours directement à la couleur, « évitant ainsi d'appauvrir ou de fragmenter la force de l'inspiration ». « Le dessin prenait forme à mesure qu'il peignait. » Il travaille lentement, au pinceau et à l'occasion au couteau, ou encore à la main, malaxant la pâte, l'étalant avec les doigts, maniant la peinture comme une matière vive. Il multiplie les touches et les couches, cherchant à accentuer les contrastes. Puis il reprend longuement les détails, avant d'opérer sur les fonds des frottis qui les estomperont et feront ressortir l'avant-plan. Mais ce qui frappe le plus ceux qui le voient à l'œuvre, c'est l'état d'excitation de l'artiste en train de peindre, et surtout sa gestuelle, sa frénésie proche de la transe : il se rue sur la toile en s'élançant parfois de loin, et y jette littéralement la peinture à coups de pinceau vigoureux, agressifs — au point qu'il se serait un jour disloqué le pouce.

##### Couleurs et lumière
Tous les critiques soulignent les talents de coloriste de Soutine, l'intensité de sa palette. « Ses couleurs préférées, on les connaît, résume Gerda : rouge vermillon, cinabre incandescent, blanc d'argent, [plus] le vert Véronèse et la gamme des verts-bleus ». Le peintre Laloë admirait pour sa part, dans le portrait disparu de Marie-Berthe Aurenche, « les violets et les jaunes trouvés par Soutine, le tout rompu de verts bleutés » et d'une façon générale « des vermillons extraordinaires, des cadmiums, des orangés magnifiques » — qui se sont rabattus avec le temps.
Pour Soutine importe avant tout, comme il le dit, « la façon dont on mélange la couleur, dont on la capte, dont on l'arrange ». Il exploite le potentiel expressif de la moindre teinte, laissant par endroits apparaître le blanc de la toile entre les touches de couleur. Sur les portraits, spécialement ceux dont le modèle pose en uniforme ou vêtement de travail (groom, pâtissier, enfant de chœur), sa virtuosité se manifeste dans ces larges zones fermées d'une seule couleur, qu'il a pratiquées très tôt et à l'intérieur desquelles il multiplie les variations, nuances, irisations. Gerda ajoute qu'il finissait toujours ses paysages en y disséminant « des traînées de jaune d'or qui faisaient apparaître les rayons de soleil » : le sculpteur Lipchitz louait justement comme un don très rare la capacité qu'il attribuait à son ami de « faire en sorte que ses couleurs respirent la lumière ». Autant que sa palette flamboyante et ses lignes tourmentées, ses pigments, travaillés de façon à faire de la surface du tableau une « croûte sauvagement luisante », placent Soutine « dans le sillage de Van Gogh, de Munch, de Nolde ou de Kirchner ».

##### L'exaltation de la matière
Liée à la touche, c'est « la trituration de la matière » qui est jugée essentielle dans cette peinture « éruptive ». Soutine brasse littéralement formes, couleurs et espaces jusqu'à ce que la peinture dans sa matérialité (les pigments colorés) ne fasse plus qu'un avec le motif tel qu'il le voit. Les formes et l'arrière-plan se trouvent ainsi comme unifiés par la densité de la matière, du moins jusqu'aux années trente où Soutine, attiré de plus en plus par Courbet, étale la peinture en couches moins épaisses. Il reste que par la façon dont il dispose et superpose les touches de couleur, dont il accumule ou imbrique les couches sur la toile, il fait de la peinture une expérience d'abord et « fondamentalement sensuelle » — pour lui mais aussi pour le spectateur, puisque dans chaque tableau l'objet peint « s'impose par sa présence matérielle ». Considérée comme « aventure de la substance plus que quête du sujet », son œuvre paraît une « célébration de la matière », ce que soulignait à sa manière Willem de Kooning en comparant la surface de ses toiles à une étoffe. Élie Faure, avant lui, estimait la matière de Soutine « l'une des plus charnelles que la peinture ait exprimées », et il ajoutait : « Soutine est peut-être, depuis Rembrandt, le peintre chez lequel le lyrisme de la matière a le plus profondément jailli d'elle, sans tentative aucune d'imposer à la peinture, par d'autres moyens que la matière, cette expression surnaturelle de la vie visible qu'elle a charge de nous offrir. »

### Périodes et évolution
La carrière de Soutine peut se diviser en périodes selon les sujets qu'il privilégie, et les déformations qu'il leur inflige : avant Céret (natures mortes, portraits torturés), Céret (paysages chaotiques parfois jusqu'à la confusion), le Midi (paysages plus lumineux où tout semble prendre vie), milieu des années 1920 (retour aux natures mortes avec les écorchés), années 1930 et début 1940 (paysages moins bousculés, portraits moins tuméfiés). L'évolution globale tend vers une moindre épaisseur de la matière et un relatif apaisement des formes, sans que soient perdus le mouvement ni l'expression.

#### Les déformations
Le traitement qu'impose Soutine à ses sujets continue à interroger, voire à susciter le rejet : visages bosselés, comme meurtris, silhouettes humaines ou animales déjetées, maisons et escaliers qui ondulent, paysages secoués par quelque tempête ou séisme — même si les formes ont tendance à s'apaiser dans les années 1930. En 1934, Maurice Sachs parlait ainsi de sa peinture des années 1920 : « Ses paysages et ses portraits de cette époque étaient sans mesure. On aurait dit qu'il peignait dans un état d'affolement lyrique. Le sujet (selon l'expression consacrée, mais au pied de la lettre) débordait le cadre. Une si grande fièvre était en lui qu'elle déformait tout à l'excès. Les maisons quittaient terre, les arbres semblaient voler. »
Certains contemporains du peintre, Élie Faure le premier, ont soutenu qu'il souffrait de ces déformations, signes de son écartèlement entre son désordre intérieur et une quête éperdue d'équilibre, de stabilité. Maurice Sachs lui-même supputait ses efforts pour assagir, afin de rejoindre des canons classiques, cette « distorsion involontaire, terrible, subie avec effroi ». C'est de fait essentiellement à cause de ces déformations que Soutine a désavoué et détruit une grande partie des toiles peintes à Céret entre 1919 et 1922, où elles avaient atteint un paroxysme.
Jusqu'à la fin des années 1970, la critique a souvent tenu les œuvres de Céret pour les moins structurées mais les plus expressives : le peintre, expressionniste impulsif et sauvage, y aurait projeté sa subjectivité hallucinée ; alors qu'ensuite, du fait de son admiration croissante pour les maîtres anciens, français notamment, il serait parvenu à une plus grande réussite formelle, mais en perdant sa puissance expressive, voire sa personnalité. Esti Dunow récuse cette alternative qui fait du peintre de Céret, d'une manière quelque peu romantique, le seul « vrai » Soutine, et qui voit dans l'évolution ultérieure de son art un affadissement et une suite de revirements esthétiques. Pour elle, il s'agit plutôt d'« un processus de travail constant et délibéré […] vers la clarté et l'expression concentrée ». Car même l'apparente anarchie des paysages de Céret s'avère construite, pensée, de même qu'on peut déceler des intentions, une recherche, dans les distorsions qui affectent jusqu'au bout les sujets humains ou inanimés.

#### Évolution par genres

##### Paysages
Les paysages relevant du « style de Céret » (même peints ailleurs, ceux des années 1919 à 1922) paraissent les plus instables et « sismiques » mais obéissent à une organisation sous-jacente. Soutine, qui s'immerge dans son motif, évite toute horizontale ou verticale. Il opère, grâce aux circonvolutions de la matière, une fusion entre chaque forme et sa voisine, entre les différents plans, entre le proche et le lointain : cela crée un sentiment de basculement généralisé, mais aussi d'enfermement dans un espace dense, comprimé. On peut dire qu'on a affaire au « traitement expressionniste de scènes d'abord filtrées par les yeux d'un peintre cubiste », qui s'affranchit des lois habituelles de la perspective et de la représentation pour recomposer l'espace selon sa perception. Dans certaines toiles où les moyens mêmes de la peinture — pigments épais, touche turbulente, couleurs imbriquées — assurent toute la fonction expressive, le motif tend à disparaître et son traitement frise l'abstraction.

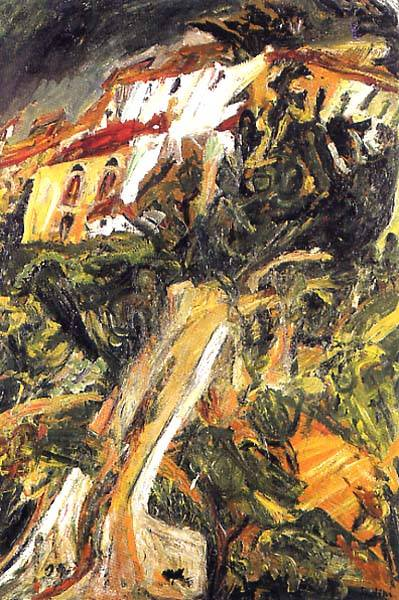
Paysage du Midi, 1920-21, huile sur toile (99 × 69 cm), collection privée, Paris.
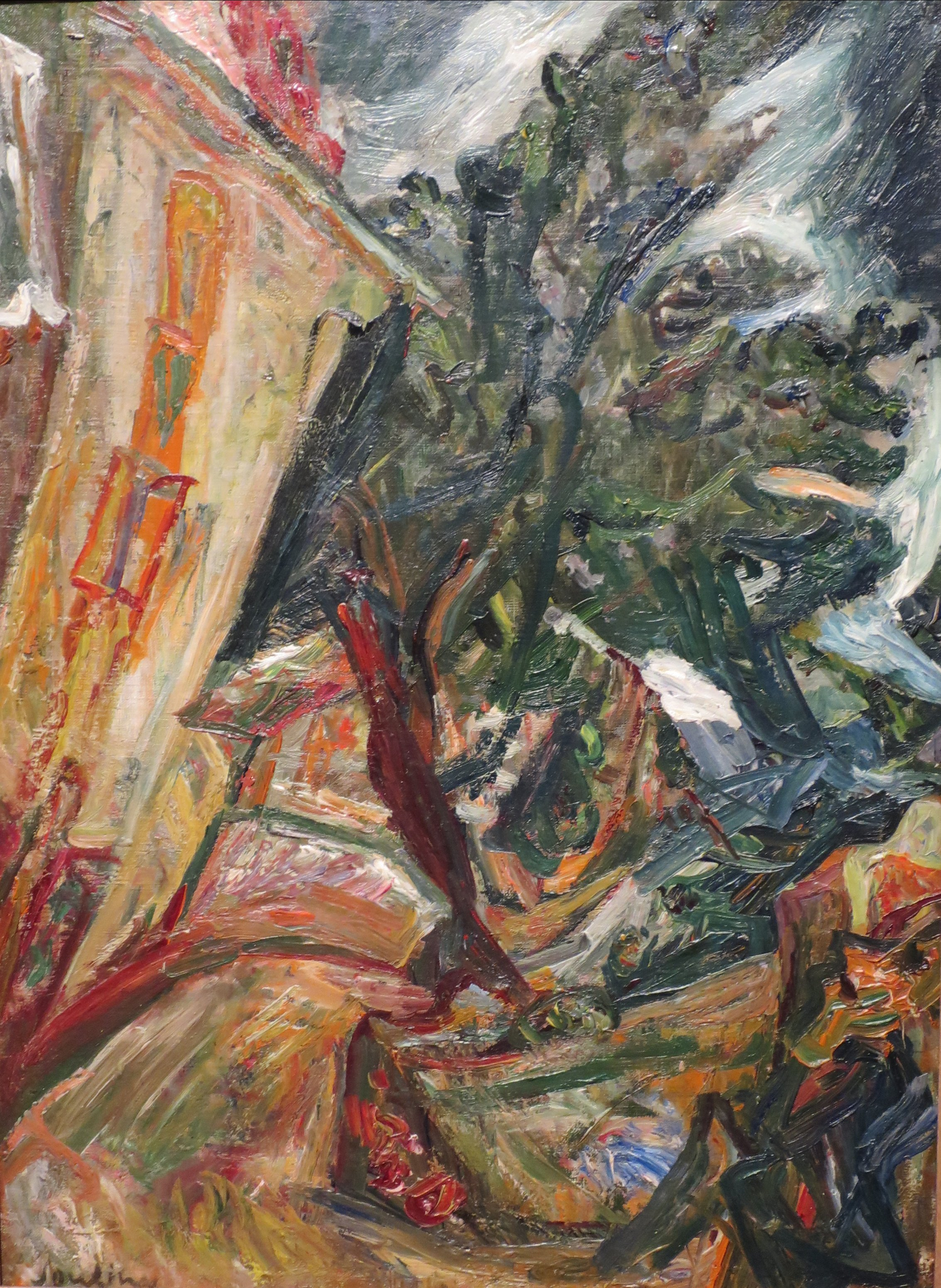
Paysage avec personnages, vers 1922, huile sur toile, High Museum of Art, Atlanta.
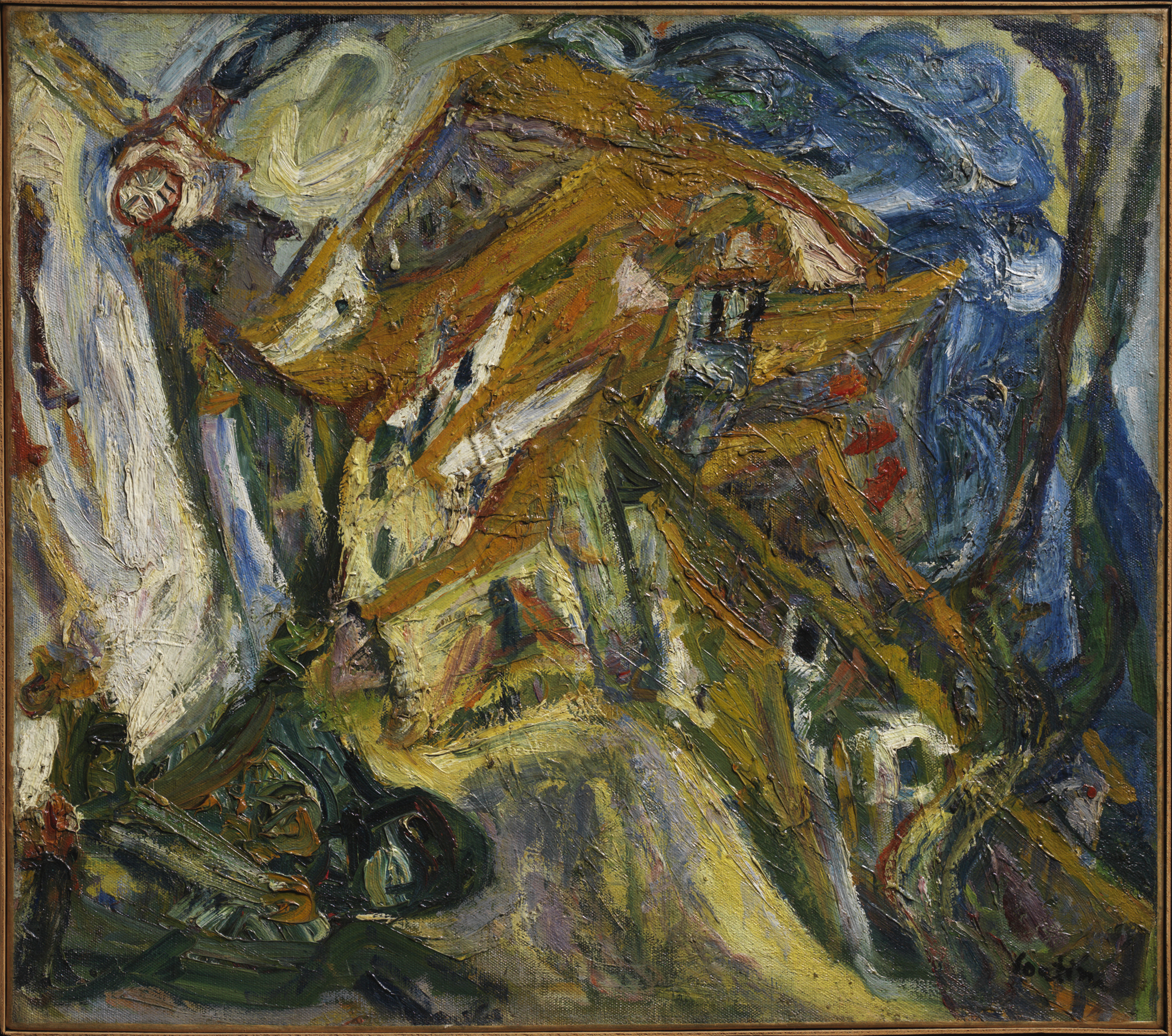
Vue de Céret, 1921-22, huile sur toile (74 × 85,5 cm), Musée d'Art de l'université de Princeton.
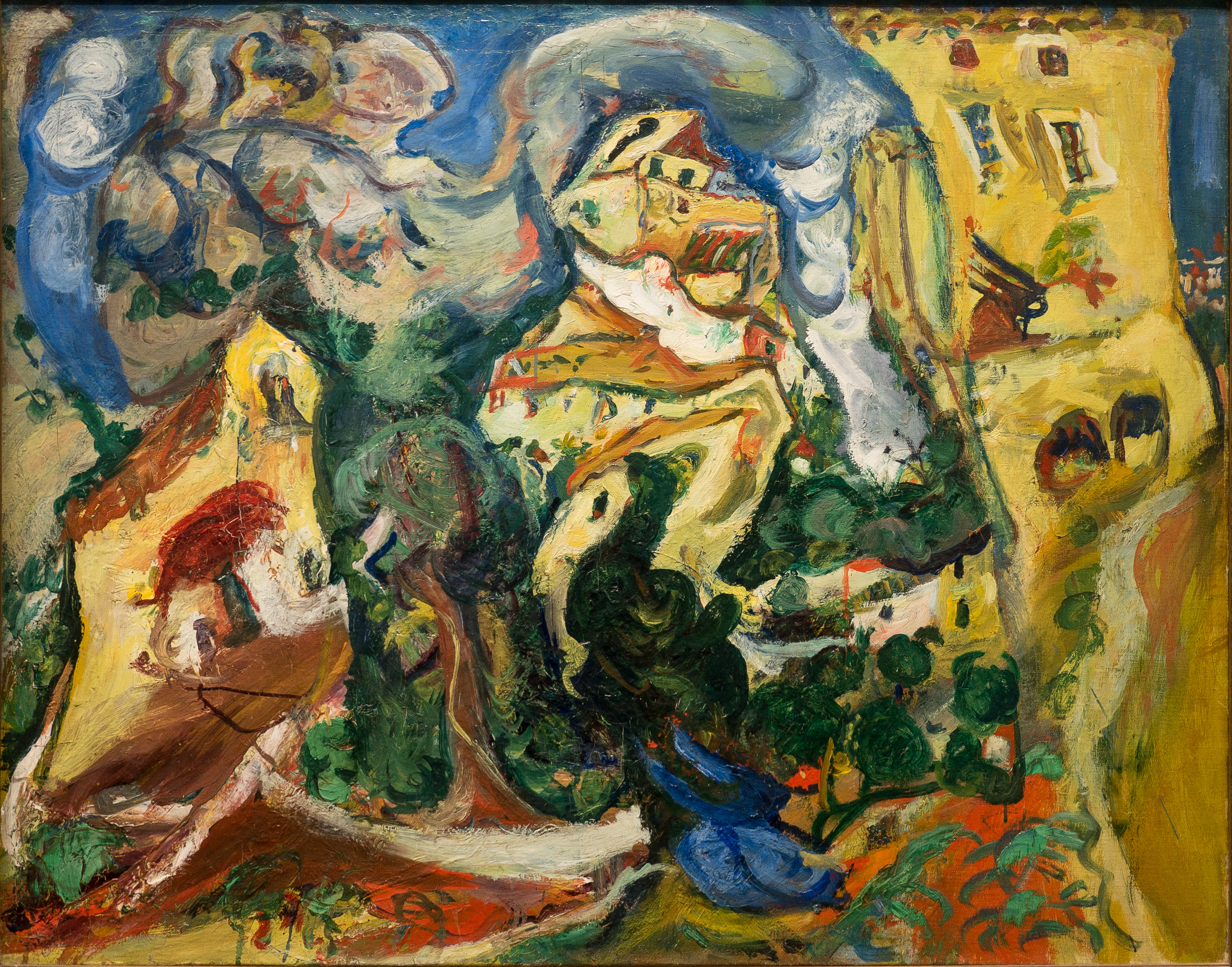
Le Village (La Gaude), vers 1923, huile sur toile (73,5 × 92 cm), musée de l'orangerie, Paris.
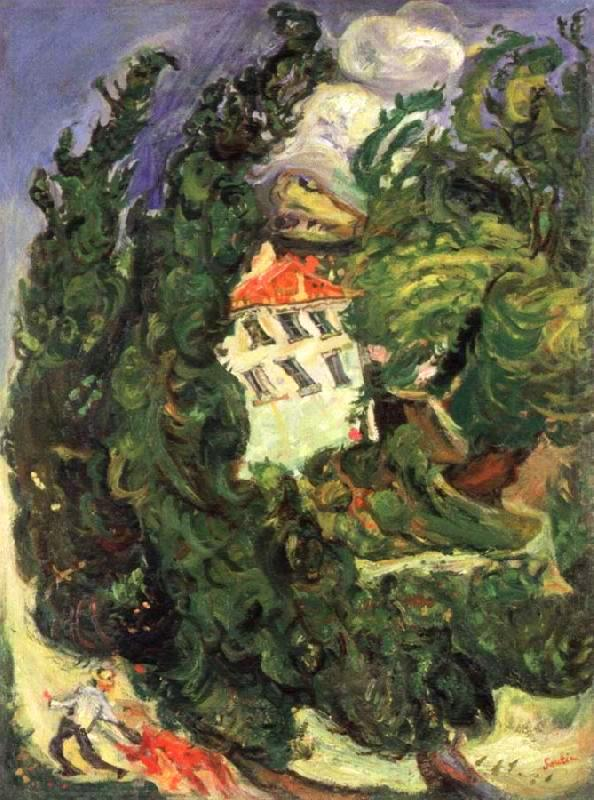
Paysage à l'âne rouge, 1923-24, huile sur toile (80,5 × 62 cm), collection privée.

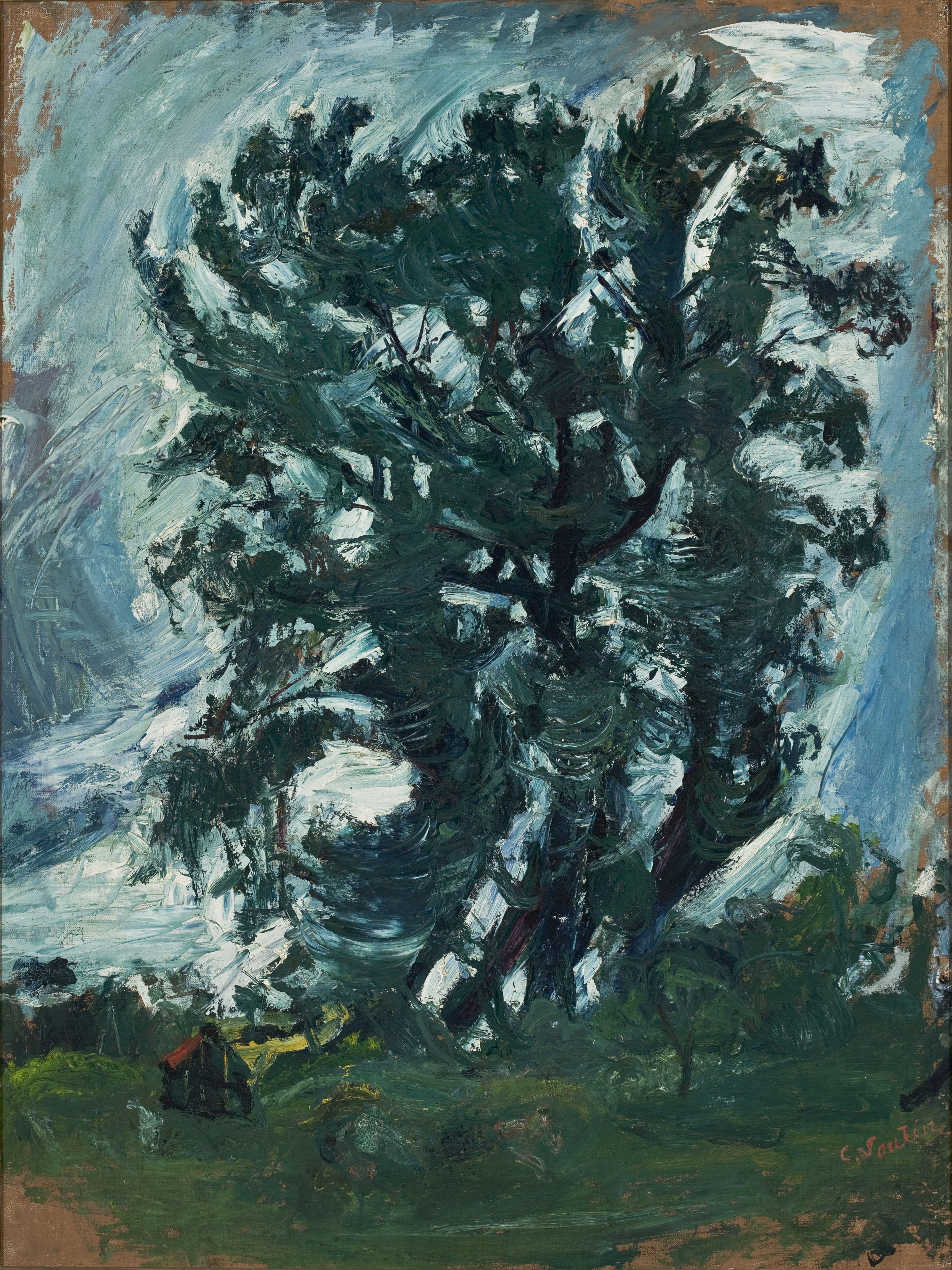
Le Grand Arbre, 1942, huile sur toile, musée d'art de São Paulo, Brésil.

Tandis que la palette s'éclaircit et s'illumine, l'espace s'agrandit et s'approfondit à partir de 1922. Les paysages du Midi sont souvent structurés par les arbres, seuls ou en bouquets, parfois au premier plan : « Au terme d'un travail acharné, Soutine organise l'espace de la toile. Des lignes de force orientent le regard du spectateur, souvent le long d'une diagonale ascendante qu'amplifient les touches tourbillonnantes de la peinture. » Les objets s'individualisent, notamment par la couleur, routes ou escaliers ménageant comme des « entrées » dans ces scènes vivantes où les arbres et les maisons donnent l'impression de danser ou de se contorsionner. Le motif principal (escalier rouge de Cagnes, grand arbre de Vence) tend de plus en plus à occuper le centre du tableau.
À la fin des années 1920 et jusqu'au milieu des années 1930, Soutine exécute des séries centrées sur un motif et dont la composition varie peu (maisons de campagne, route des Grands-Prés près de Chartres). Les toiles de Bourgogne ou de Touraine, souvent caractérisées par une palette froide, s'organisent de nouveau de façon plus complexe. Elles sont traversées par le même tumulte que celles de Céret ou de Cagnes, l'énergie s'étant transférée de la matière picturale aux objets représentés eux-mêmes, notamment les arbres.

##### Les arbres
Toute sa vie, Soutine a prouvé sa prédilection pour ce sujet. Agités violemment en tous sens jusqu'à donner parfois l'impression d'avoir perdu leur axe propre, les arbres du début semblent refléter une forme d'angoisse. Les troncs prennent des allures anthropomorphiques pouvant faire penser que le peintre y projette une image de lui-même. Par la suite, le motif s'individualise, à Vence déjà, puis à Chartres et en Touraine : les arbres, gigantesques, isolés, occupent désormais toute la toile, sur un fond réduit parfois au ciel. Ils se redressent pour atteindre à « une sorte de sérénité douloureuse », exprimant peut-être les interrogations du peintre sur « le cycle mouvementé de la vie ». Les paysages de la fin redeviennent tourbillonnants, du fait des branches et des feuillages balayés par le vent — que Soutine, peintre du mouvement, rend réellement visible : mais les arbres y sont désormais bien enracinés. La réapparition des personnages, plus gros, parfois au centre (enfants revenant de l'école, femmes lisant allongées), y suggère la place retrouvée de l'homme au sein de la nature.

##### Natures mortes

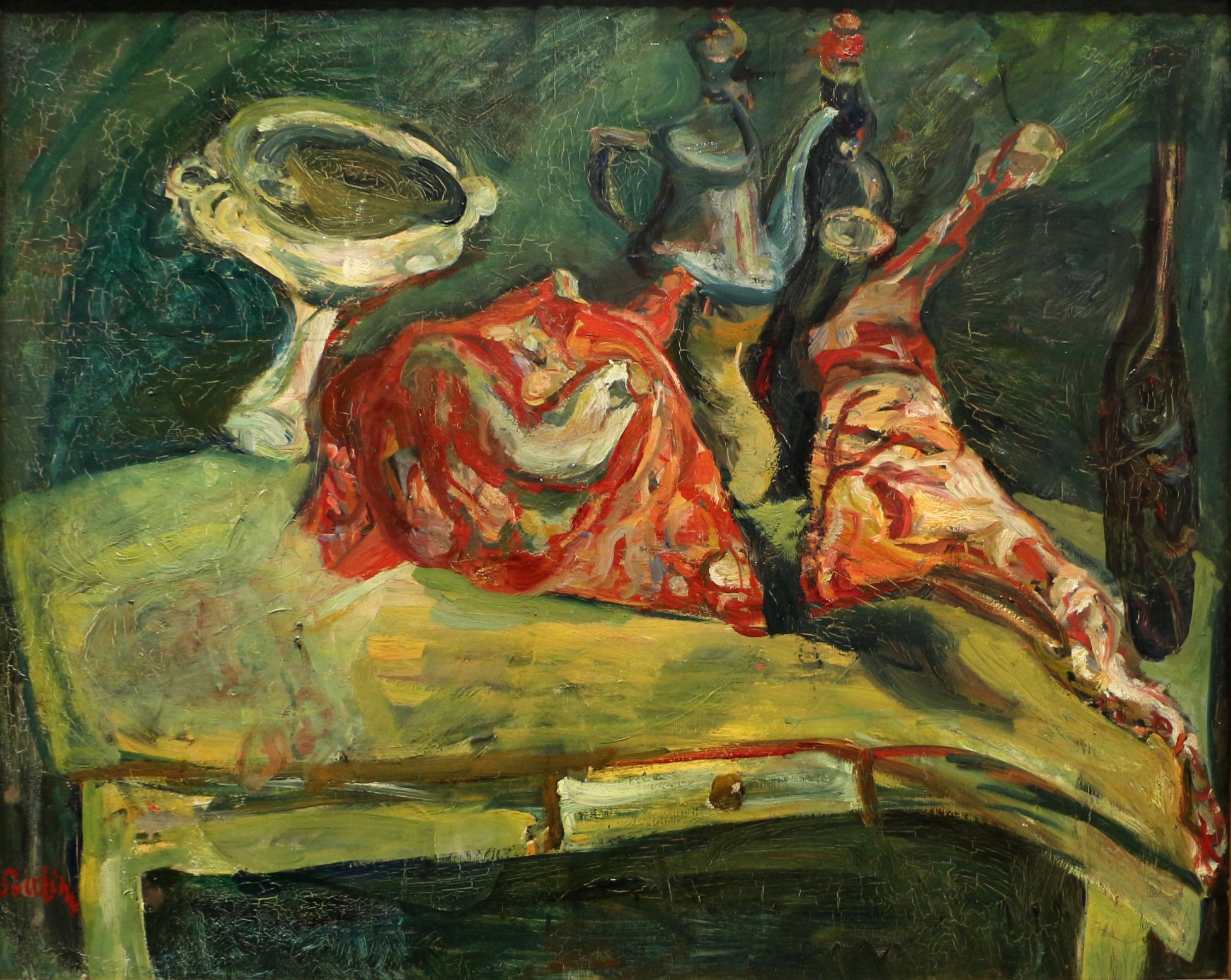
On distingue l'ombre portée de la viande sur le plan incurvé de La Table (vers 1919, huile sur toile,, musée de l'Orangerie, Paris).

Ce genre est celui qui permet le plus de contrôle et d'intimité avec le motif à un peintre ne peignant que d'après nature. On y retrouve l'obsession de Soutine pour la nourriture, puisqu'il n'a peint que cela, hormis quelques séries de fleurs entre 1918 et 1919, surtout des glaïeuls.

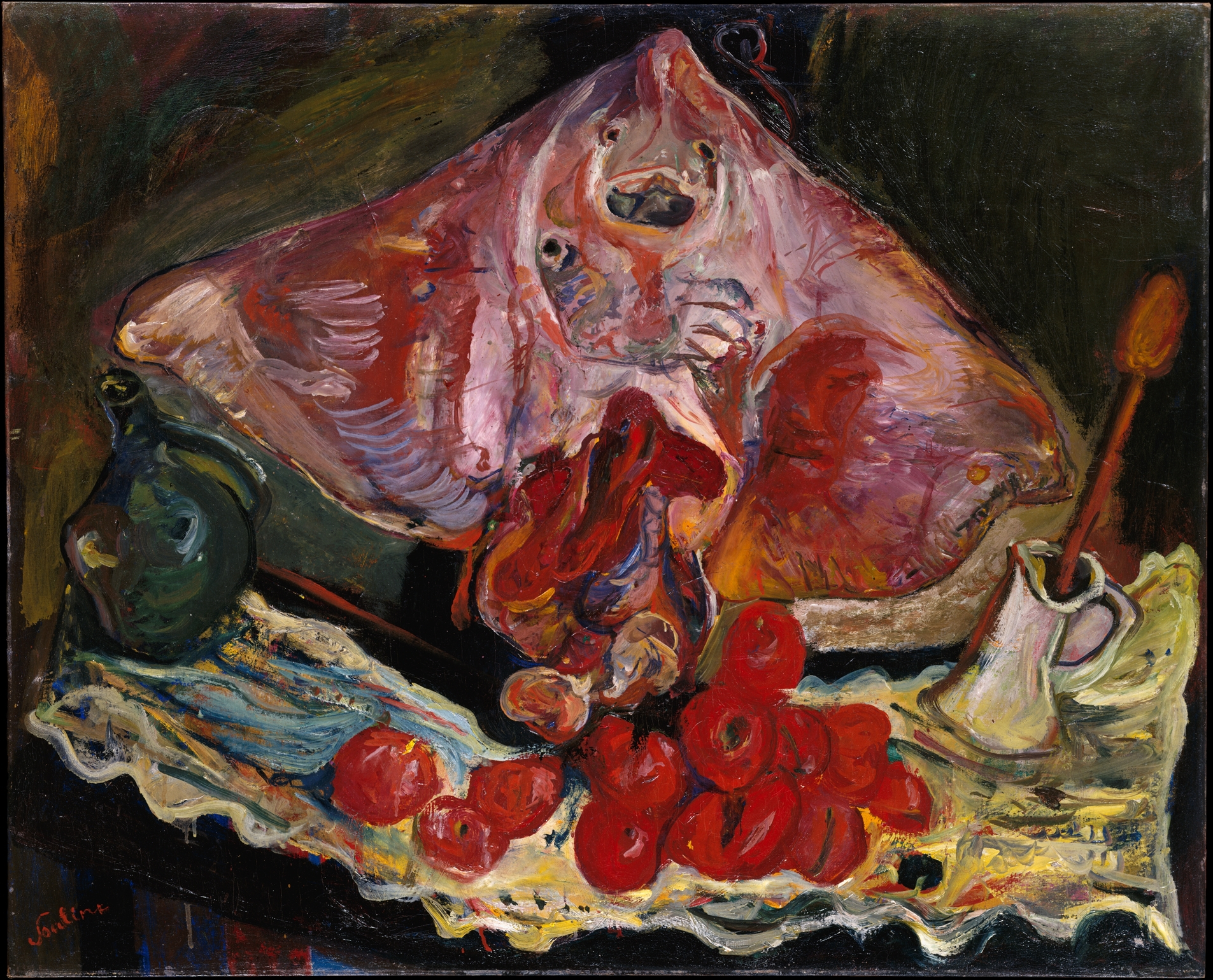
La Nature morte à la raie (vers 1924, huile sur toile,, Metropolitan Museum of Art, New York) s'inspire de celle de Chardin.

Les compositions de Soutine frappent par leur aspect instable : sur un plan lui-même de guingois — table de cuisine, guéridon — sont posés en équilibre précaire quelques ustensiles et aliments modestes, dans « une sorte de déclinaison des archétypes cézanniens ». Comme dans les paysages, les éléments semblent sur certains tableaux flotter dans l'air sans véritable appui, malgré la présence d'un support (exemple de la série des raies). On ne sait pas toujours si et comment les pièces de gibier ou plus encore les volailles sont posées ou accrochées — même si celles-ci ne s'offrent que dans trois positions possibles : suspendues par les pattes, par le cou (peut-être un emprunt à la tradition hollandaise), étendues sur une nappe ou à même la table. On a affaire à un « réalisme subjectif », qui ne s'embarrasse pas des règles traditionnelles de la représentation. Soutine se débarrasse de plus en plus au cours des années 1920 des éléments de mise en scène qu'affectionnent les maîtres hollandais dont il s'inspire probablement : seules comptent la bête et sa mort. Quant aux carcasses, elles ne varient guère que par leur taille, et par les touches et les couleurs à l'intérieur de la forme délimitée. Certaines natures mortes peuvent se lire comme des paysages, avec des vallées, des montagnes, des routes…
Parallèlement à l'évolution des paysages, Soutine se focalise de plus en plus sur l'objet central, parfois très anthropomorphique, comme les raies : il confère avec humour aux êtres inanimés « l'expressivité et parfois les attitudes des créatures vivantes ». Abandonnant presque entièrement les natures mortes dans la seconde moitié des années 1920, il fait au début de la décennie suivante quelques incursions dans la représentation d'animaux vivants (ânes, chevaux, porcs).

##### Portraits
Les modèles sont toujours représentés de face ou de trois-quarts face, très rarement en pied (cuisinières, enfants de chœur). Ils posent le plus souvent assis, même quand le siège n'est pas visible, bien droits, bras croisés ou mains posées sur les genoux, ou encore croisées sur le giron — héritage des maîtres anciens comme Fouquet. Les domestiques se tiennent mains sur les hanches ou pendant le long du corps. Dans un cadrage très serré, parfois réduit au buste, l'arrière-plan (coin de fenêtre, tenture murale) disparaît presque complètement durant les années 1920 et 1930 pour se limiter à une surface nue plus ou moins unie. Sa couleur finit même par se confondre avec celle des vêtements, si bien que seuls émergent le visage et les mains. Celles-ci, souvent énormes, « informes, nouées [et] comme indépendantes du personnage », traduisent la fascination de Soutine pour la chair, « aussi peu teintée d'érotisme que sa joie devant la chair des animaux morts ». L'uniforme ou le vêtement uni permettent de regrouper les couleurs par zones (rouge, bleu, blanc, noir) pour travailler les nuances à l'intérieur comme dans les natures mortes. Ils autorisent en outre une analogie entre celles-ci et les portraits, en ce qu'ils semblent être la « peau sociale » de l'individu, voire une extension de sa chair. La fin des années 1920 se marque par une tendance à l'homogénéisation chromatique, avec des visages moins torturés : les portraits (de personnes) tendent dans la décennie suivante à devenir peintures de « personnages » par ailleurs plus passifs.

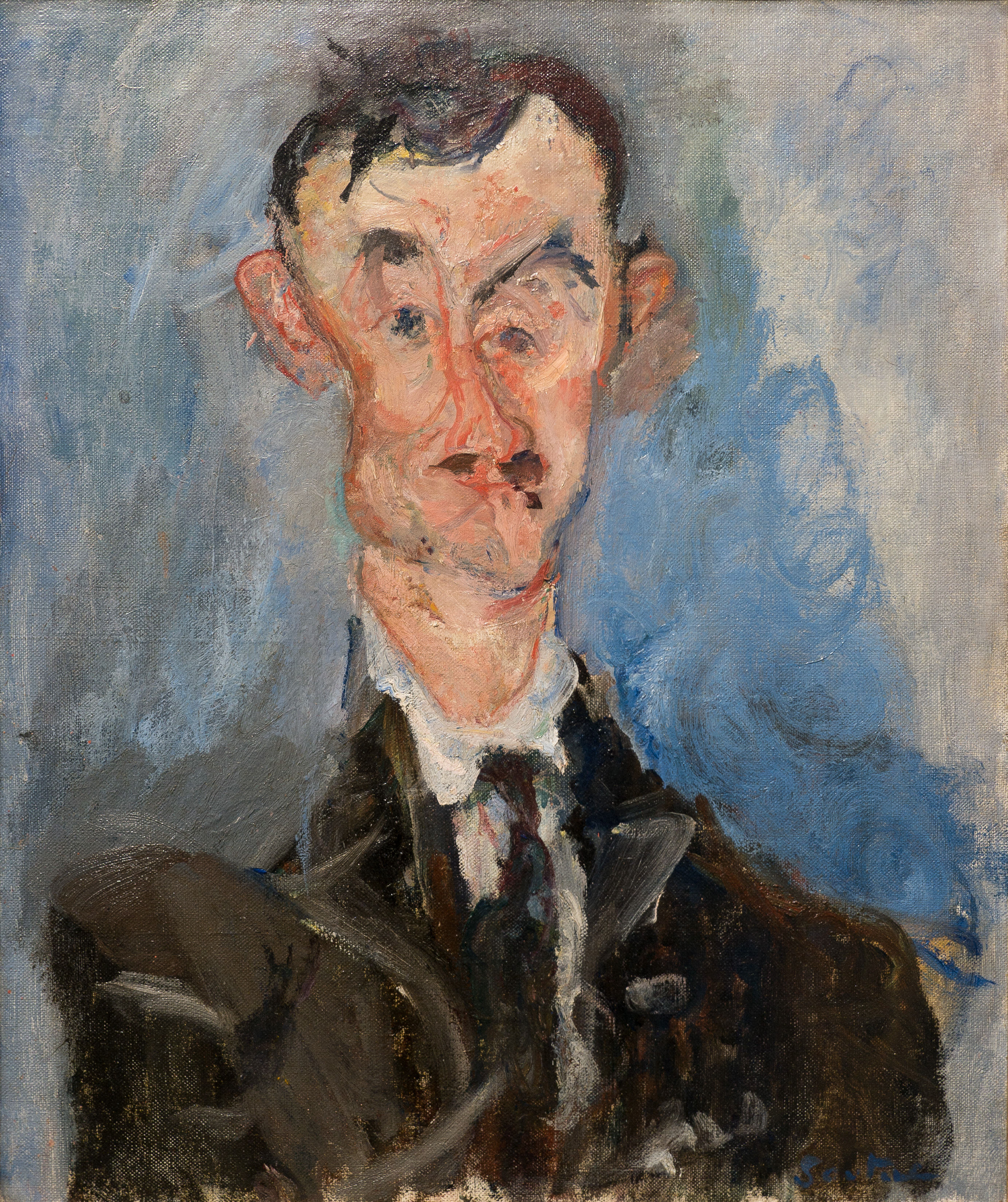
Portrait d'homme (Émile Lejeune), 1922-1923, huile sur toile (100 × 81 cm), musée de l'Orangerie, Paris.
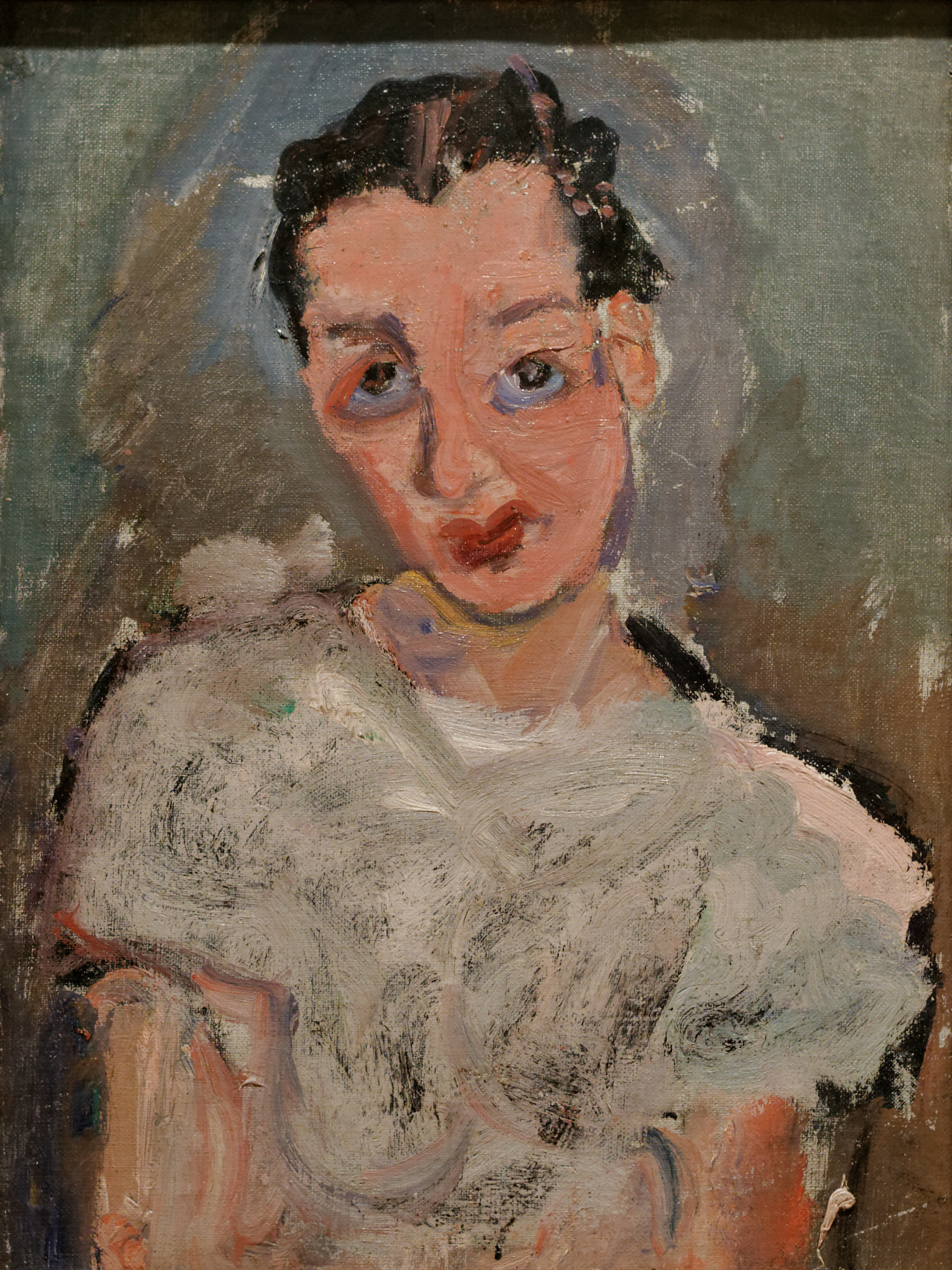
Jeune femme au chemisier blanc, vers 1923, huile sur toile, Institut Courtauld, Londres.
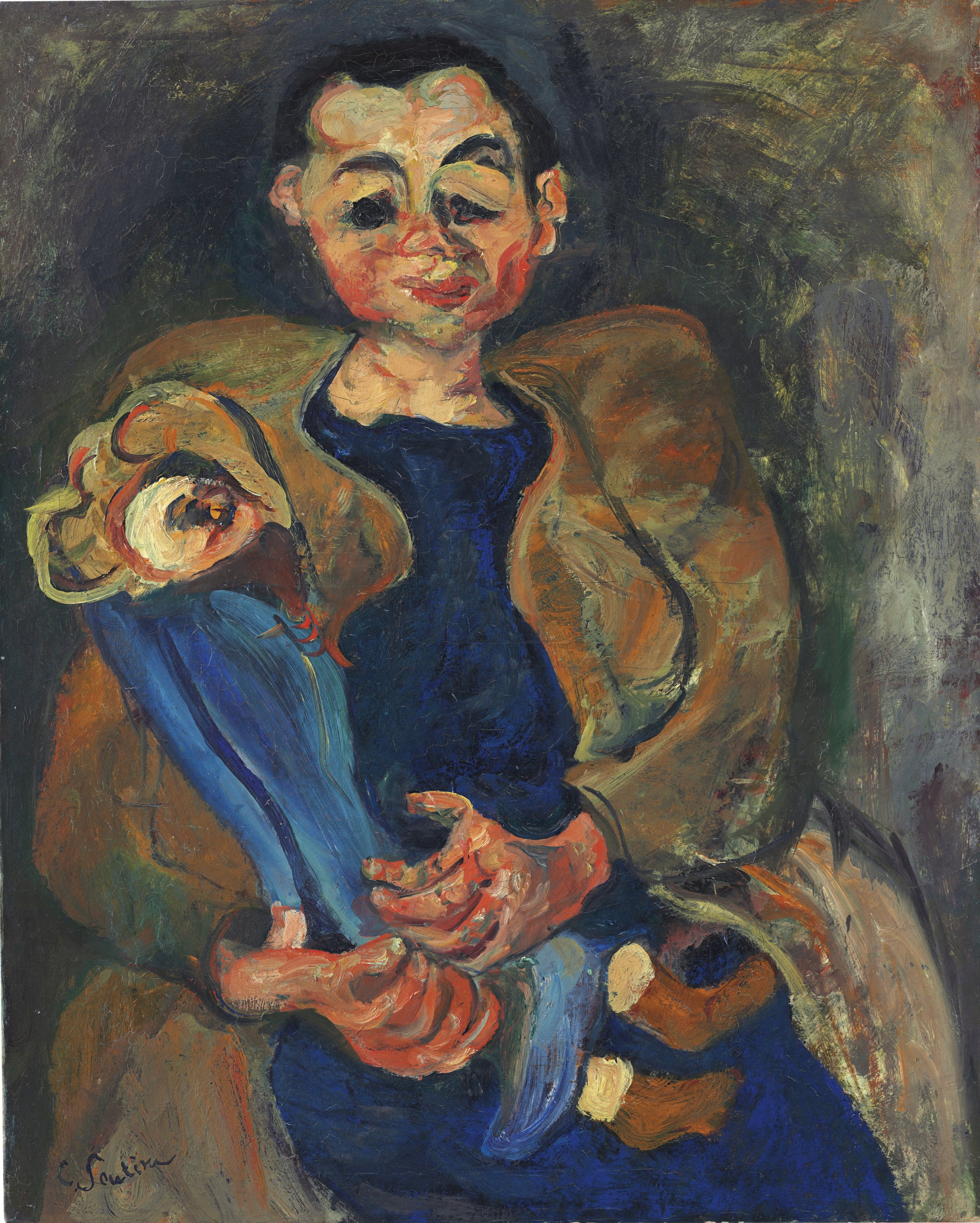
Femme à la poupée, 1923-1924, huile sur toile (79 × 63,5 cm), collection privée.
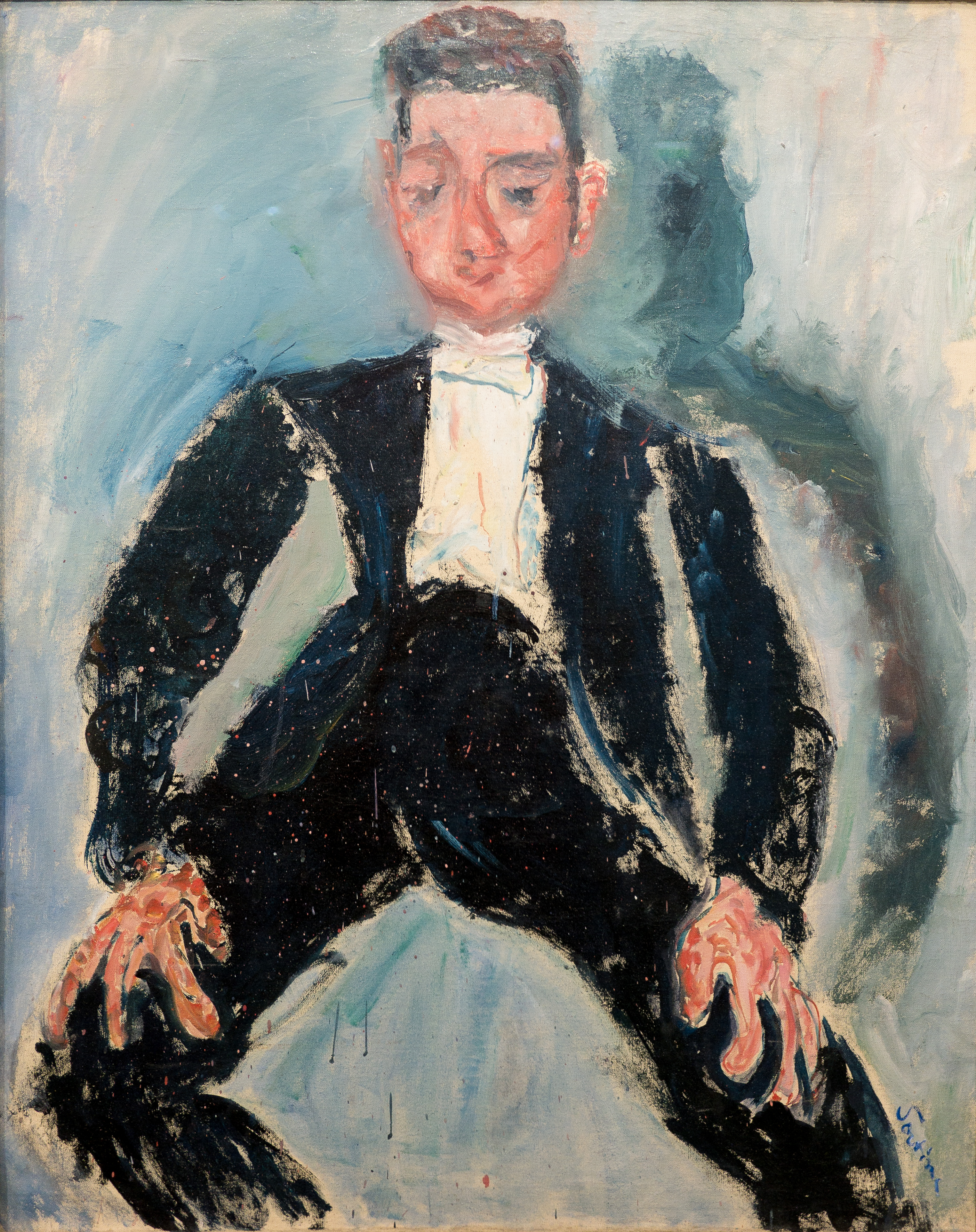
Garçon d'honneur, 1924-1925, huile sur toile (100 × 81 cm), musée de l'Orangerie.
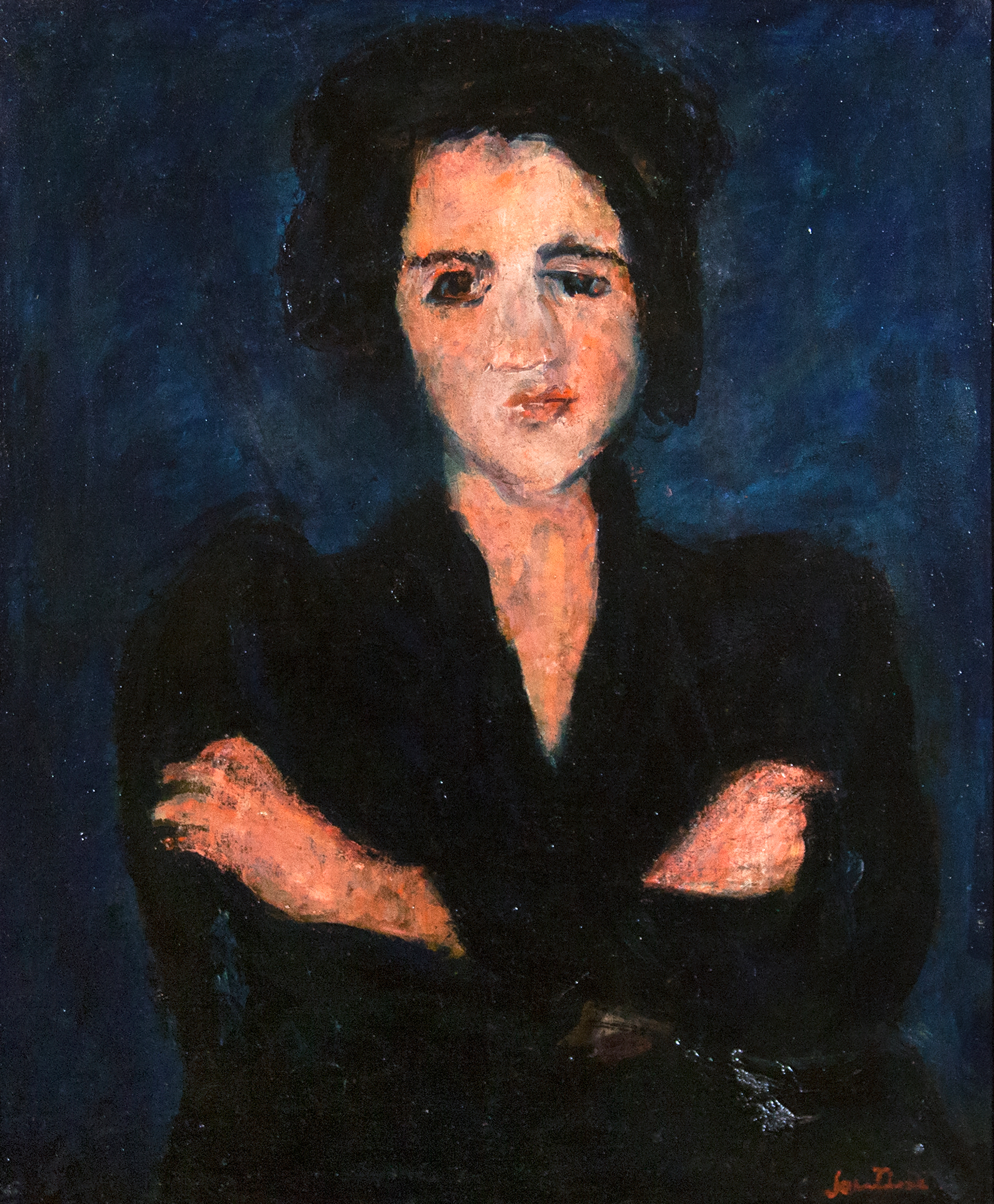
Éva, 1928, huile sur toile (65 × 54 cm), collection privée.

Maurice Tuchman voit dans la frontalité « naïve » des portraits une influence possible de Modigliani, et note que l'absence d'interaction avec l'arrière-plan — même quand il y a harmonie de couleur — fait que « le personnage est fermé sur lui-même ». Daniel Klébaner trouve aux modèles une posture contrainte, raidie plus que droite, qui leur donne l'air de marionnettes. Ce n'est qu'à partir du milieu des années 1930 que le personnage, fût-il pensif ou résigné, se réinsère dans un décor qui n'est plus nu, de même que dans les paysages il réintègre le sein de la nature (femmes lisant au bord de l'eau, enfants revenant de l'école en pleine campagne).
Quant aux torsions des corps, à l'étirement des visages et au bossellement des traits, particulièrement accentués dans les débuts, ils ne procèdent pas d'un « enlaidissement » gratuit mais d'un souci d'expressivité. Peut-être Soutine extériorise-t-il « la morbidité, la laideur d'une humanité décadente »; sans doute plutôt a-t-il la volonté de casser le masque extérieur du modèle pour saisir ou anticiper sa vérité profonde. Modigliani aurait dit de son ami qu'il ne déformait pas ses sujets, mais que ceux-ci devenaient ce qu'il avait peint : de fait, sur une photo prise en 1950, la fille de ferme est telle que Soutine l'avait peinte vers 1919 ; de même, Marc Restellini sonnant chez Paulette Jourdain âgée dit avoir eu le sentiment étrange de se trouver face au portrait qu'en avait fait Soutine cinquante ans auparavant. De Kooning y insistait aussi : Soutine ne tord pas les gens, mais seulement la peinture. Au-delà des distorsions qui les rapprochent, les modèles gardent leurs particularités.

### Vers un sens de l'œuvre

#### Expression de soi

##### Obsessions originelles

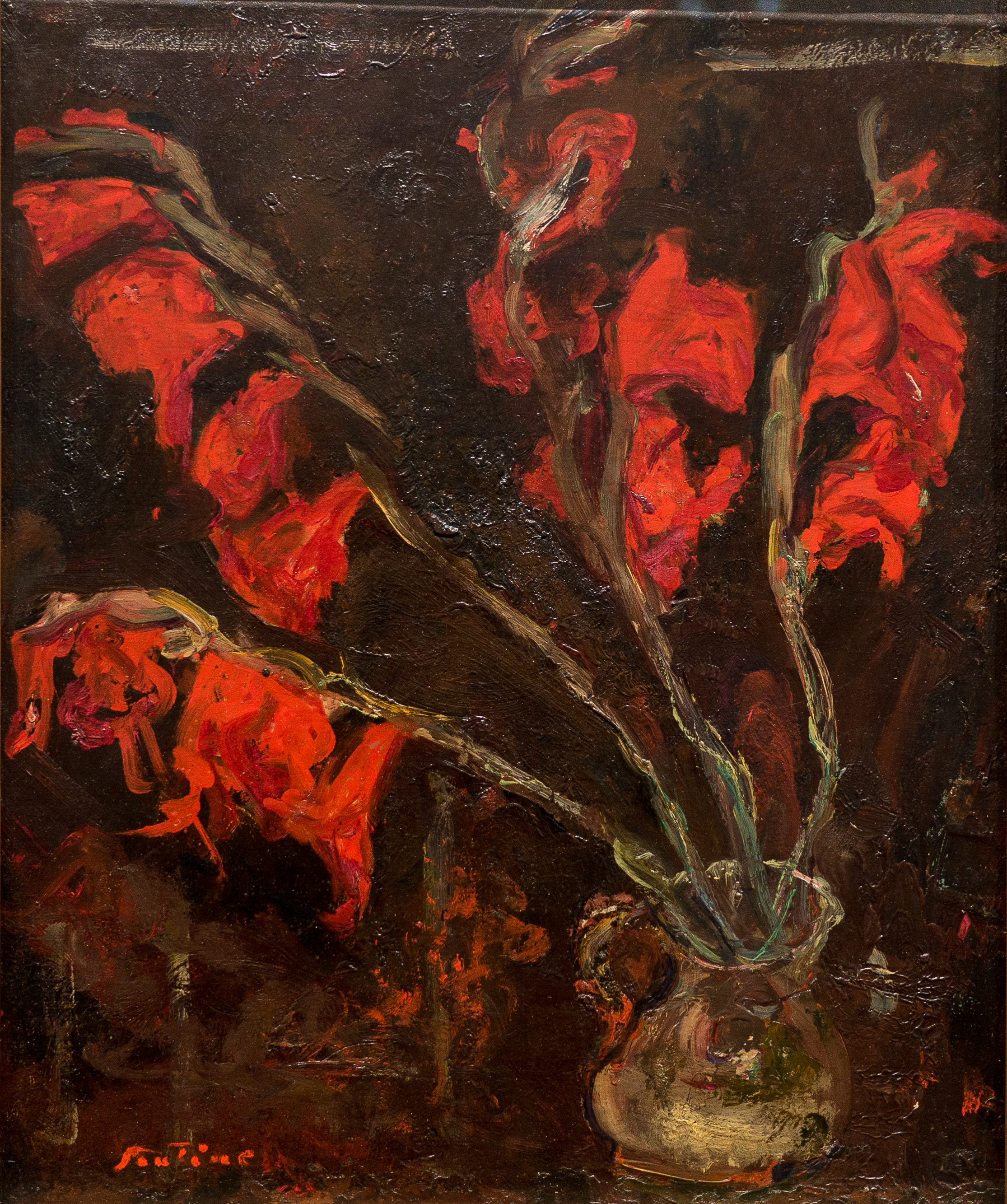
Les Glaïeuls, vers 1919, huile sur toile, Orangerie (Paris), sont prétexte à faire vibrer le rouge sang.

Les motifs représentés par Soutine ne semblent rien refléter de sa personnalité, mais son choix exclusif de certains thèmes est peut-être révélateur de son rapport transgressif à l'acte de peindre.
Issus de la plus pure tradition académique, ses sujets ne renvoient à aucun événement de sa vie personnelle ni de l'actualité, et c'est leur dramatisation, par la couleur, les formes, la mise en scène, qui a pu être interprétée comme un effet de sa nature tourmentée. Pourtant, plus profondément, Maïté Vallès-Bled fait remarquer que les trois genres auxquels Soutine se cantonne rencontrent en quelque sorte des souvenirs ou obsessions remontant à l'enfance, aux origines. Selon elle, s'adonner à l'art du portrait, c'est redépasser à chaque fois l'interdit qui pèse dans la religion hébraïque sur la figuration humaine ; peindre des paysages en y ménageant une place considérable aux arbres, c'est renouer avec des rites ancestraux ; représenter des écorchés, c'est tenter d'exorciser ce traumatisme, avoué à l'âge adulte, du sang qui giclait sous le couteau du boucher ou du sacrificateur passant dans le village lors des fêtes religieuses, et qui donnait au petit Chaïm l'envie de hurler.
C'est ainsi que le sang revient en leitmotiv dans l'ensemble de l'œuvre de Soutine. Au-delà des chairs animales mises à nu, il affleure sous la peau des hommes, femmes et enfants, tandis que la couleur rouge éclate, parfois incongrue, sur nombre de tableaux, des glaïeuls aux escaliers de Cagnes. La récurrence de motifs proscrits par la loi juive ne saurait être une coïncidence : représentation de personnes ou d'animaux, désacralisation du rapport à la nourriture dans les natures mortes et fascination particulière pour le sang (qui selon la cacherout rend la bête inconsommable et doit être rapidement éliminé), sans compter les sujets « catholiques » (cathédrale, enfants de chœur, communiants), devant lesquels le Juif du shtetl aurait vite passé son chemin. L'art de Soutine, selon Maurice Tuchman, « repose sur ce besoin qu'il éprouve de voir les choses interdites et de les peindre ».

##### Autoportrait(s)
« Le silence de Soutine », celui d'un homme qui ne peut parler parce que ce qu'il a à dire est indicible, le pousse à s'exprimer indirectement dans et par sa peinture. Loin des réminiscences folkloriques ou nostalgiques inspirant d'autres artistes juifs comme Chagall ou Mané-Katz, chaque toile est une métaphore de sa fièvre intérieure, et plus encore le lieu où se rejoue son affranchissement des déterminations originelles, tout en en gardant des traces. C'est en ce sens qu'on peut lire chaque tableau de Soutine comme « une confidence sur lui-même », ou son œuvre comme « un perpétuel autoportrait ». Il y manifeste « son violent désir de vivre malgré le poids et les entraves du lieu, de la naissance, de la famille », non sans éprouver, selon Clarisse Nicoïdski, une culpabilité de la transgression qui l'oblige à lacérer, en détruisant ses tableaux, ces images de lui-même.
« Il était déjà dans chacune de ses toiles », estime Maïté Vallès-Bled : ainsi s'explique peut-être que Soutine se soit peint si peu souvent — ou alors avec autodérision : vers 1922-1923, il se représente bossu, avec un gros nez difforme, des oreilles et des lèvres énormes, dans un autoportrait intitulé Grotesque.

#### Peindre la mort et la vie

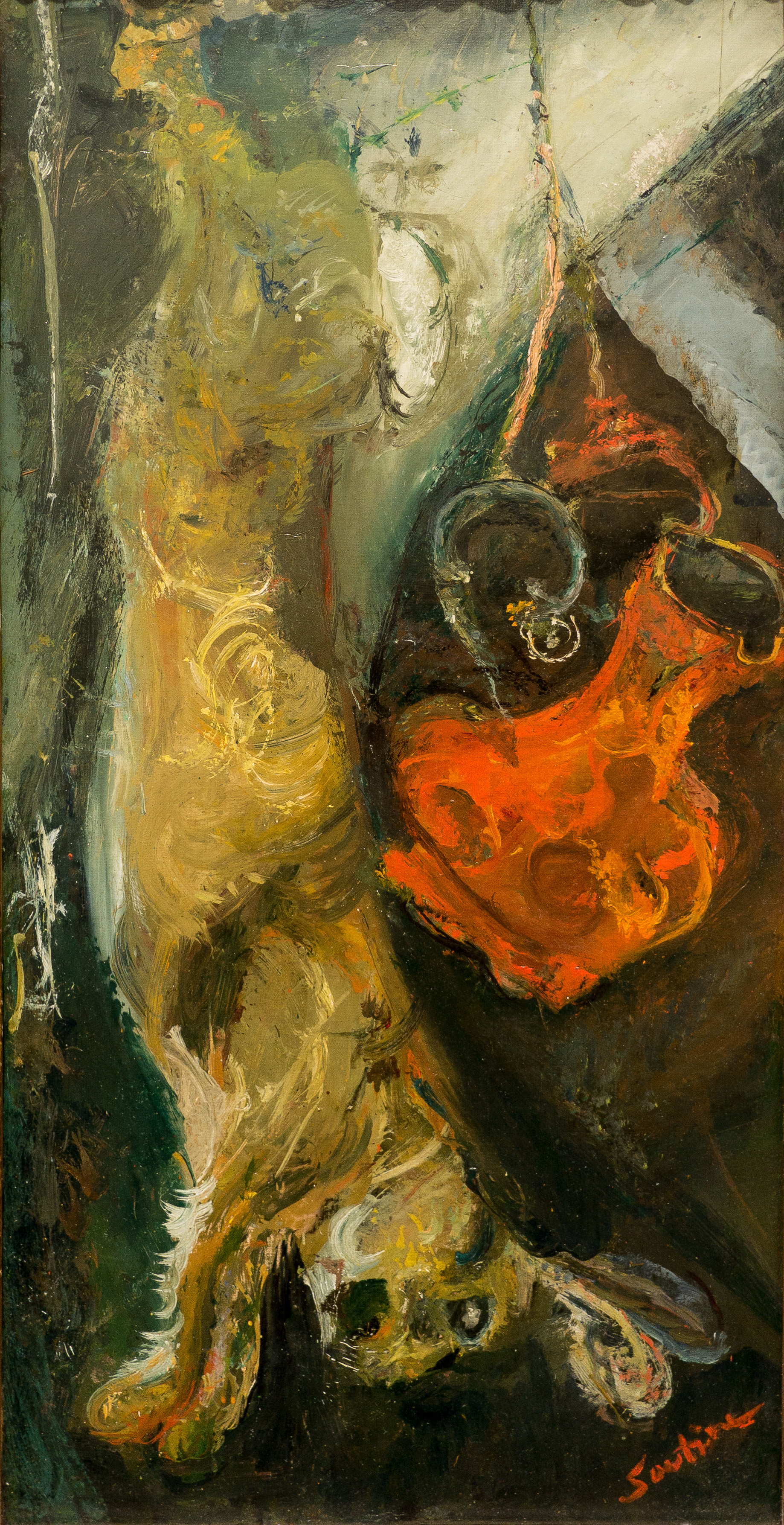
Le Lapin, v. 1923, huile sur toile, musée de l'Orangerie, Paris. Ce lapin encore plein de vie commence en fait à pourrir.

##### De la vie à la mort
La peinture de Soutine a souvent été qualifiée de morbide : mais plus qu'une complaisance pour la mort, elle reflèterait plutôt une méditation sur « la vanité de toute vie ».
Dans les natures mortes, les poissons, disposés sur des plats et piqués de fourchettes, attendent d'être dévorés ; les lapins pendus par les pattes ou les volailles par le cou sont promis au même sort ; les carcasses de bœufs sont comme écartelées sur un chevalet de torture : tous paraissent tressaillir encore sous le coup d'une agonie brutale, rappel cru du destin commun. Cependant, déjà tués mais pas entièrement dépecés ou plumés, accompagnés à l'occasion des légumes qui vont servir à les accommoder, ils semblent dans un état intermédiaire entre la vie et la mort. Grâce au rendu des fourrures ou à la richesse chromatique des chairs et des plumages, on est là « aux antipodes de la morbidité », et plutôt dans une « célébration joyeuse et cruelle » de la finitude des êtres vivants. « Même morts ses oiseaux, ses poissons, ses lapins et ses bœufs sont faits de substance vivante, organique, active. »
C'est donc par le curieux détour de la nature morte — et non par le nu — que cette peinture charnelle accède à la représentation de la chair. On assisterait, à travers ces chairs bientôt putréfiées mais « transcendées par la matière picturale qui leur donne un sens par-delà la mort », à une sorte de dépassement des lois naturelles. « Peut-être Soutine découvre-t-il, écrivait déjà Waldemar-George, le principe mystique du retour à la terre, de réincarnation, de transsubstantiation. » Pour Clarisse Nicoïdski, ce qui dérange dans les tableaux de Soutine, « c'est qu'ils traitent non, comme toute œuvre d'art, de la vie et de la mort, mais qu'ils sont négation de la frontière qui sépare l'une et l'autre ».

##### L'universelle condition

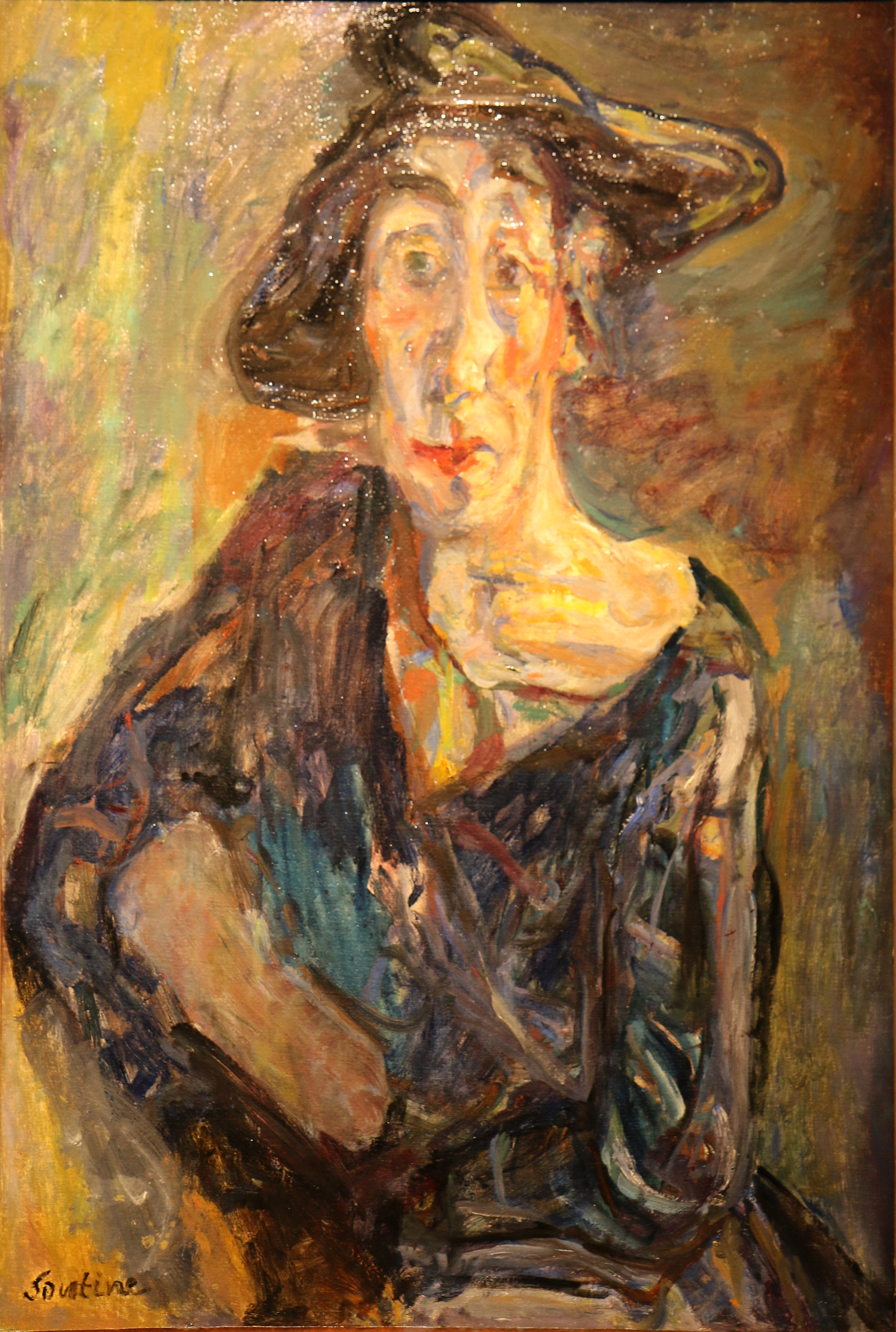
Déchéance, 1920-1921, huile sur toile, musée Calvet, Avignon. Anonymat et titre du tableau : le personnage devient allégorie.

Comme chez les expressionnistes, les déformations visent à restituer les particularités du sujet ; mais l'outrance, « à la limite de la caricature tragique », finit par dépersonnaliser les individus pour les fondre dans « une même pâte humaine », que le peintre malaxe indéfiniment dans un dialogue entre le particulier et l'universel. Là où les peintres s'efforcent le plus souvent de fixer l'instant en captant un geste, un regard, une expression, Soutine confère à ses portraits une certaine atemporalité. À l'exception de ceux qui représentent une personne précise, la plupart sont anonymes, distingués par la couleur de leur tenue (par exemple femmes en bleu, en rouge, en vert, en rose), ou par des titres un peu moins vagues mais qui ne renvoient qu'à des types sociaux (mitron, cuisinière, femme de chambre, garçon d'étage, enfant de chœur) ou humains (la vieille actrice, la fiancée, la folle). Le portrait devenu caractère-type signe peut-être l'impossibilité pour le peintre de « fixer l'âme du modèle ».
Une sympathie porte Soutine vers les travailleurs humbles qui incarnent à ses yeux, d'après Manuel Jover, « le fond essentiel de la condition humaine : l'oppression, l'humiliation, la dureté des contraintes sociales ». Dans la majorité des portraits, l'absence de champ, la frontalité pour ainsi dire maladroite du modèle, sa posture comme entravée ou crispée, disent quelque chose d'une parole empêchée et de la difficulté pour tout sujet de trouver une assise, un équilibre, en dehors de soi : Daniel Klébaner parle de figures orphelines dans un monde irréconcilié. Sur une maternité peinte vers 1942, la mère, telle une Pietà, « offre son fils, endormi mais inerte comme un mort, à la pitié du spectateur [et] au supplice de l'existence » : les personnages de Soutine semblent souffrir du simple fait d'être nés. Le peintre donnerait à voir à travers ses portraits « l'infinie pitié de celui qui connaît en personne le sort du réprouvé [...]; de celui qui sait que l'homme, comme disait Pascal, n'est qu'un roseau au vent ».
Toutefois — bien au-delà de l'ancrage apporté dans certains tableaux par les arbres symboles du renouvellement de la nature —, la flamboyance des couleurs, le mouvement paroxystique et la densité de la matière font en définitive de la peinture de Soutine un hymne à la vie, y compris dans une dimension burlesque, carnavalesque.

#### Un peintre «religieux»?
Au-delà des étiquettes divergentes, les regards portés sur l'œuvre de Soutine se rejoignent dans le constat de son engagement absolu dans son art.
Peintre de la « violence dramatique » (Waldemar-George) ou du « déchirant » (Courthion) ; peintre du « lyrisme désespéré » (J.-J. Breton) ou du « tourment flamboyant » (D. Klébaner) ; peintre charnel offrant grâce au « lyrisme de la matière » la plus belle expression du visible (É. Faure) ; « visionnaire au réalisme profond » qui assigne à la peinture la finalité quasi mystique d'exprimer « l'absolu de la vie » ; peintre du paradoxe, expressionniste et baroque, qui peint malgré l'interdit, prend modèle sur les grands maîtres mais en toute liberté, cherche un point fixe au sein du mouvement et atteint l'esprit à travers la chair : même les lectures tragiques de l'œuvre, vue comme expression exacerbée d'une angoisse existentielle, suggèrent les singularités par lesquelles elle s'inscrit dans l'histoire de la peinture, et un aspect « religieux » indépendant des sujets.
Soutine ne représente jamais le shtetl et peint envers et contre la tradition judaïque ; de même, s'il semble avoir fugitivement songé à se convertir au catholicisme, quand il choisit pour motif par exemple des enfants de chœur, c'est en référence à l'Enterrement à Ornans de Courbet, et pour rendre toute la finesse du surplis blanc sur la soutanelle rouge, non une quelconque spiritualité. Dès les années 1920, la série des Hommes en prière suggérait une analogie, consciente ou non, entre ce que pouvait signifier cet acte pour un Juif encore marqué par sa culture religieuse d'origine, et son engagement de peintre : prier et peindre requièrent tous deux la même passion, « une discipline sévère et une attention intense ». Lorsqu'Élie Faure dit de Soutine qu'il est « l'un des rares peintres “religieux” que le monde ait connus », il ne relie pas cela à une religion, mais au caractère charnel de cette peinture, qu'il voit « battant de pulsions internes [comme un] organisme ensanglanté résumant, dans sa substance, l'organisme universel ». Après Waldemar-George, il définit Soutine comme « un saint de la peinture », qui s'y consume et y cherche sa rédemption — voire, à son propre insu, celle du genre humain. Daniel Klébaner parle de peinture « messianique » : plus qu'un cri chargé de pathos, elle serait une « stridence sourde » rappelant à l'homme que la représentation, la jouissance présente de la matière et de la couleur, révèlent précisément l'impossible transparence d'un monde réconcilié qui rendrait inutile la représentation.
« Peintre du sacré » peut-être, plutôt que « peintre religieux », vouant en tout cas sa vie à la peinture : tel est celui que l'historien d'art Clement Greenberg surnomme en 1951 « l'un des plus peintres des peintres ». Les formes exagérées ou fantasques ne résultent pas d'abord de son inventivité, mais de l'énergie qu'il insuffle à sa peinture à travers ses distorsions et ses plissements, « implicitement convaincu que de sa gestuelle même naîtra la fantaisie de la fable ». Soutine imprime à la matière picturale un tel mouvement, une telle force, concluent E. Dunow et M. Tuchman, que chaque toile reflète la pulsion créatrice de l'artiste. Il semble redécouvrir l'acte de peindre chaque fois qu'il entame une œuvre, ou réinventer la peinture sous nos yeux pendant qu'on regarde le tableau.

### Filiations et postérité

#### Influences et confluences

##### Un rapport libre aux grands maîtres

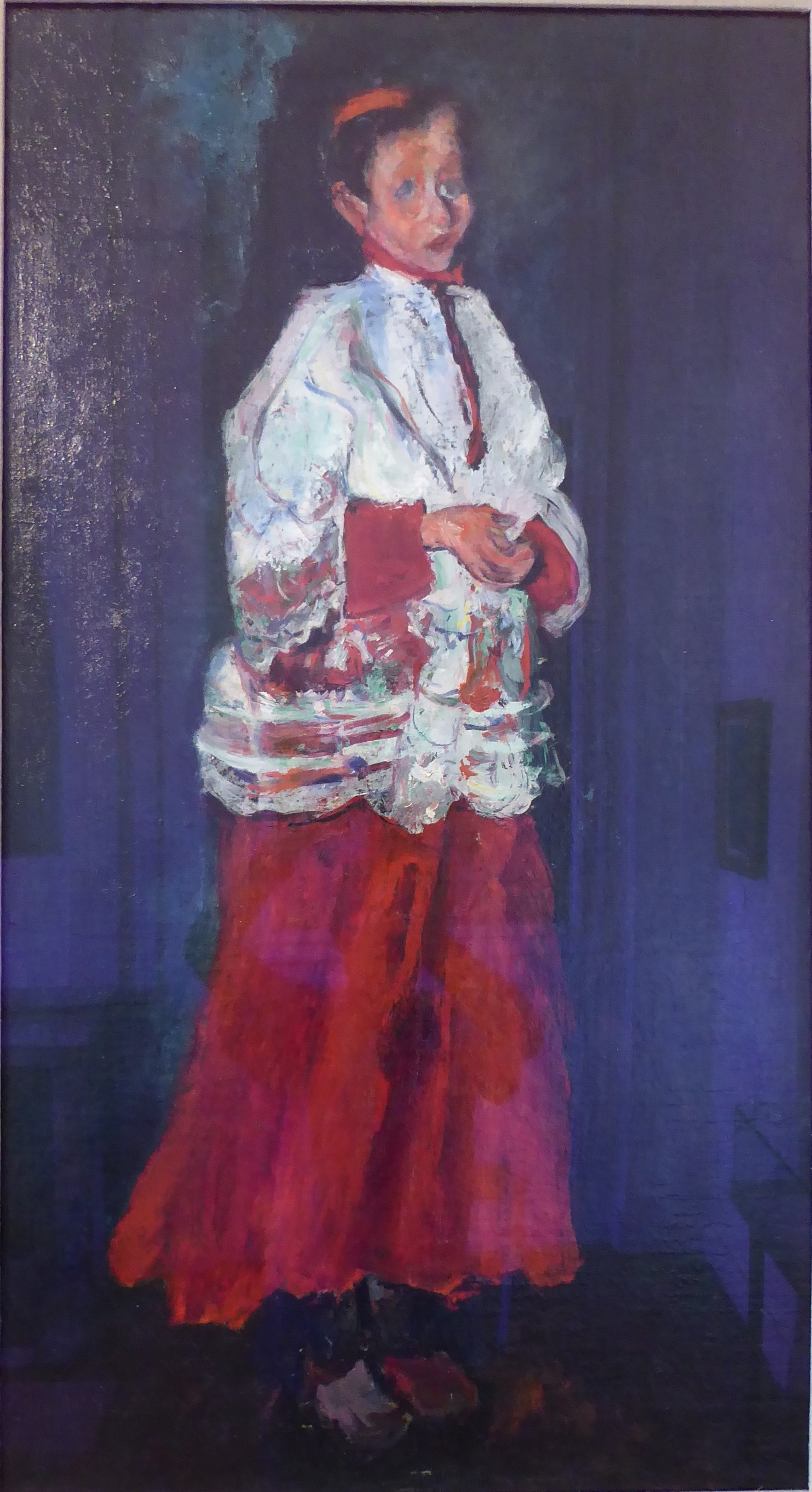
L'Enfant de chœur (1925, huile sur toile,, musée des Beaux-Arts de Chartres) offre tout un travail de rehauts de couleur sur le blanc.

Même s'il n'accrochait presque aucune reproduction aux murs de son atelier, Soutine vénérait Jean Fouquet, Raphaël, Le Gréco, Rembrandt, Chardin, Goya, Ingres, Corot, Courbet. Toutefois, sa « relation aux maîtres anciens ne se traduit pas en terme d'influences mais d'émulation ».
Il a été rapproché du Titien pour ce qui est de mettre littéralement la main à la pâte, du Gréco — mais sans sa quête de spiritualité — pour les distorsions des corps et l'étirement des visages, de Rembrandt pour certains sujets (bœufs écorchés, femmes au bain) comme pour son « toucher incomparable » (Clement Greenberg), de Chardin pour les mêmes raisons, dans ses compositions détournées (lapins, raies), de Courbet qui lui inspire des natures mortes (La Truite) ou des scènes champêtres (La Sieste). Quantité d'œuvres « citent » des tableaux précis tout en ayant une tout autre facture : ainsi Oscar Mietschaninoff prend-il la pose de Charles VII peint par Fouquet, tandis que la position du Garçon d'honneur évoquerait celle de Portrait de Monsieur Bertin dans le tableau d'Ingres… s'il avait comme lui une chaise, symbole d'assise sociale. Le Grand Enfant de chœur en pied offre un bon exemple de la façon dont Soutine exploite ses divers modèles : rappelant celui de Courbet debout au premier plan de l'Enterrement à Ornans, ce personnage isolé « dont l'allongement de la silhouette fait forcément penser au Gréco, se détache sur un espace sombre dans lequel [il] semble en suspens et où éclate la palette blanche et écarlate de l'artiste », le traitement des transparences du surplis évoquant « à la fois la sensibilité de Courbet et la délicatesse de Chardin ».
« Soutine s'inscrit dans une famille d'artistes qui se sont signalés par leur attention à l'élément humain et par leur traitement exceptionnel de la couleur et de la matière », notamment dans la tradition française. Ces peintres qui l'ont précédé, Soutine « ne les copie pas mais les réinterprète. Il n'y a pas soumission à des structures ni besoin de découvrir quelque secret de technique » : dans une entière disponibilité et indépendance d'esprit, il emprunte, combine, dépasse.

##### Van Gogh, Cézanne et le cubisme

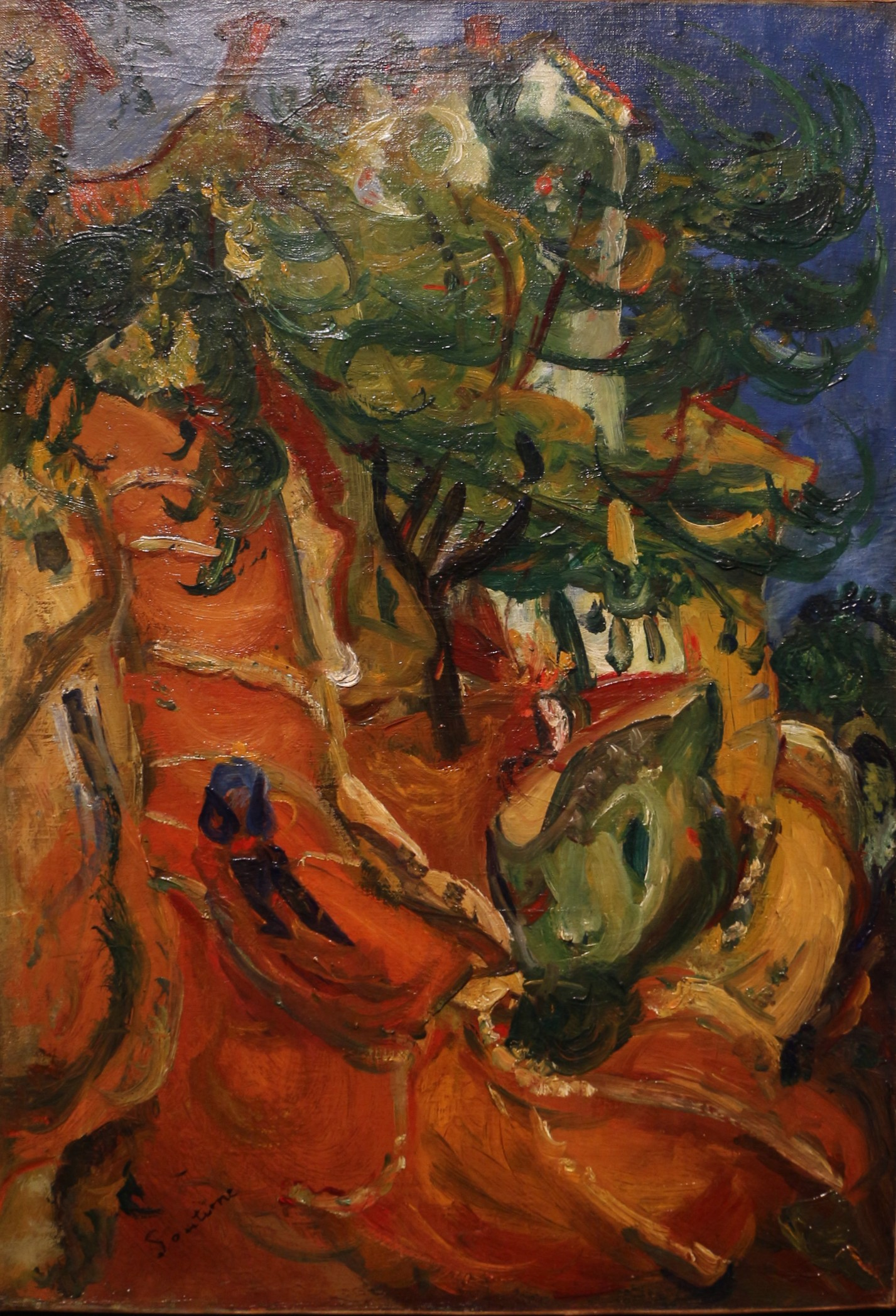
Paysage à Cagnes, v. 1923, huile sur toile. Musée des Beaux-Arts de La Chaux-de-Fonds, coll. Junod.

L'héritage de Van Gogh se ressent d'après Maurice Tuchman dans l'attention que porte Soutine non seulement aux particularités visibles du modèle, mais aussi à des aspects plus profonds et souvent négligés en peinture (bassesse, désespoir, folie) — sans compter la touche appuyée et sinueuse reprise des impressionnistes par le peintre d'Auvers et que Soutine considérait chez lui comme « du tricotage, voilà tout ». Plus actif, voire forcené face à la toile et à la matière picturale, Soutine « serait le maillon manquant entre Van Gogh et les peintres contemporains », en particulier de l'expressionnisme abstrait et de l'action painting.
Quant à Cézanne, son influence semble aller croissant avec les années mais Soutine pousse plus loin ses expériences. L'Autoportrait au rideau de 1917 lui emprunte, outre le fait de laisser entrevoir par endroits le blanc de la toile, la construction du visage par facettes colorées. Dès ce moment-là, Soutine adopte la technique de Cézanne qui consiste à contraindre l'espace, à aplanir les volumes et à briser les formes en plans articulés. Dans les premières natures mortes, il fait comme lui basculer les objets vers le haut ou les tord pour qu'ils deviennent parallèles à la surface de l'image, ce qu'il poursuivra à Céret : les distorsions caractéristiques des paysages y aboutissent à une véritable refonte spatiale qui « implique l'affirmation du plan de la toile. Soutine dresse l'espace à la verticale, radicalisant ce que Cézanne avait amorcé ». Aussi certains personnages y paraissent-ils non pas debout mais plaqués au sol.
L'empreinte de Cézanne se conjugue avec celle du cubisme dont il a été justement le précurseur et qui culmine dans les années où Soutine arrive à Paris. « Je n'ai jamais touché moi-même au cubisme, vous savez, bien qu'il m'ait attiré un moment, confiait celui-ci à Marevna. Quand je peignais à Céret et à Cagnes, je succombais à son influence malgré moi et les résultats n'étaient pas complètement banals. » Soutine aurait à sa manière intégré la leçon du cubisme, non en décomposant l'objet pour en présenter toutes les faces, mais en travaillant « sur la perception même et la restructuration de l'espace ».

#### Pris dans les débats de son temps

##### Soutine et l'École de Paris

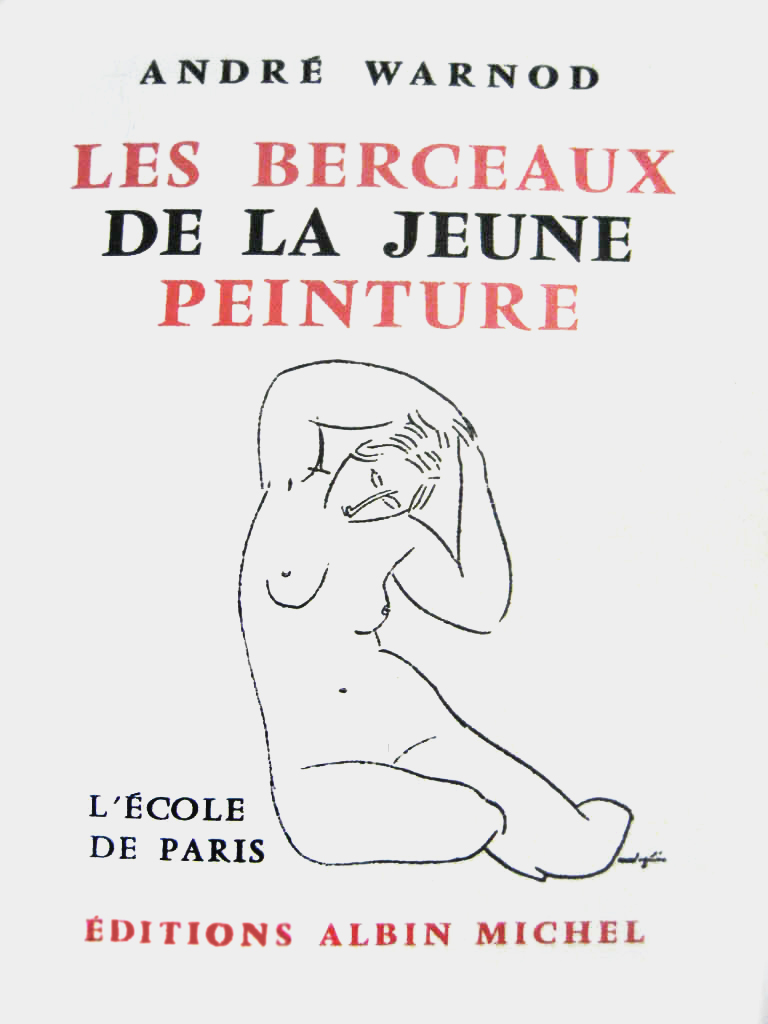
Essai d'André Warnod sur l'École de Paris avec dessin de Modigliani en couverture (1925).

Soutine a été rangé sans l'avoir recherché sous la bannière de ce qu'il est convenu d'appeler l'École de Paris, regroupement lui-même très informel.
L'École de Paris n'est pas un véritable mouvement qui se serait constitué autour de conceptions esthétiques précises ou d'un quelconque manifeste. Avant d'être lancée dans un sens positif par André Warnod, l'appellation est née en 1923 sous la plume du critique Roger Allard, durant la longue querelle suscitée par la décision du président du Salon des indépendants, le peintre Paul Signac, de regrouper les exposants non plus par ordre alphabétique mais par nationalités — officiellement pour faire face à l'afflux d'artistes de tous horizons. Allard désigne alors par cette étiquette d'« école de Paris » les artistes étrangers depuis longtemps installés à Montparnasse (Chagall, Kisling, Lipchitz, Modigliani, Pascin, Zadkine…), à la fois pour dénoncer leur prétendue ambition de représenter l'art français et pour leur rappeler ce qu'ils lui doivent. « Formés pour la plupart à nos leçons, ils tentent d'accréditer hors de France la notion d'une certaine école de Paris où maîtres et initiateurs, d'une part, disciples et copistes, de l'autre, seraient confondus au profit des derniers », écrit-il. Il cède ailleurs plus encore aux accents nationalistes et xénophobes de l'après-guerre : « Certes, on ne saurait savoir trop gré aux artistes étrangers qui nous apportent une sensibilité particulière, un tour d'imagination singulier, mais on doit repousser toute prétention de la barbarie, vraie ou simulée, à diriger l'évolution de l'art contemporain. »
Or Soutine n'a pas exposé au Salon des Indépendants, ni n'est jamais cité au cours de la polémique. Mais la particularité de sa peinture semble cristalliser les incompréhensions et les rancœurs, y compris de la part de certains de ses anciens camarades de misère, d'autant que, jusque-là inconnu du public et méconnu des critiques, il vient subitement de faire fortune grâce à Albert Barnes. Il devient malgré lui, sinon un bouc émissaire, du moins une figure emblématique de l'artiste étranger, juif de surcroît, censé « contaminer » l'art français, et dont le succès, forcément surfait, ne serait dû qu'à l'appétit spéculatif de marchands-collectionneurs parfois étrangers aussi. La carrière de Soutine restera entachée de ce soupçon initial.
En définitive, Soutine appartient bien à cette première École de Paris si l'on retient l'acception la plus large admise aujourd'hui, de constellation, durant la première moitié du XXe siècle, d'artistes étrangers ou non ayant contribué à faire de la capitale française un foyer intense de recherche et de création en matière d'art moderne.

##### Soutine, peintre juif?
Soutine, pour qui sa propre identité juive semble n'avoir été ni plus ni moins qu'un fait, va être rattrapé malgré lui par les controverses autour de l'existence d'un art juif. Montparnasse compte alors un bon nombre d'artistes juifs d'Europe centrale et orientale qui ont quitté leur ville ou village d'origine pour des motifs divers, aussi bien économiques ou politiques qu'artistiques — tous n'ont pas eu en effet à affirmer leur vocation contre un milieu étouffant ou hostile. Ils grossissent les rangs de l'École de Paris. Certains, fondateurs autour d'Epstein, Krémègne et Indenbaum de l'éphémère revue Machmadim, voudraient œuvrer au renouveau de la culture yiddish et à la défense d'un art spécifiquement juif. D'autres, tels le critique Adolphe Basler, qui explique l'intérêt tardif des Juifs pour les arts plastiques par les aléas de l'Histoire et non par un interdit religieux fondamental, considèrent qu'ethniciser leur style relève d'une démarche antisémite.
Soutine a beau demeurer à l'écart de ces débats, Maurice Raynal, par ailleurs zélateur du cubisme entre autres formes d'art moderne, écrit en 1928 : « L'art de Soutine est l'expression d'une sorte de mysticisme juif à travers des détonations de couleurs horriblement violentes. Son œuvre est un cataclysme pictural […] véritable antithèse à la tradition française. Il défie toute mesure et contrôle dans le dessin et la composition. Le sujet est jeté sur la toile n'importe comment […] Tous ces paysages tordus, dévastés, désaxés, tous ces personnages horribles, inhumains, traités dans un ragoût de couleurs incroyables, doivent être considérés comme l'étrange ébullition de la mentalité juive élémentaire qui, fatiguée du joug rigoureux du Talmud, a donné un coup de pied dans les tables de la Loi. »
La même année, mais dans une intention laudative, Waldemar-George consacre à Soutine une étude dans la série « Artistes juifs » des éditions du Triangle. Or il lui refuse catégoriquement le statut de peintre français ou ne serait-ce qu'exerçant en France, pour faire de lui, dans son admiration sincère, un des chefs de file d'une supposée « école juive ». Celle-ci, née de la décadence de l'art occidental qu'elle aurait précipitée, allierait antiformalisme et spiritualisme ; et Soutine, « ange déchu [qui] apporte une vision pessimiste et apocalyptique » du monde en le peignant « comme un chaos informe, un champ de carnage et une vallée de larmes », en serait, aux yeux du critique juif polonais qui tente de retourner positivement des clichés antisémites, un des plus talentueux représentants aux côtés de Chagall et Lipchitz. Soutine est à ses yeux « un peintre religieux, synthèse du judaïsme et du christianisme, fusionnant les figures du Christ et de Job ». De même, en 1929, Élie Faure définit Soutine comme un génie isolé, mais proprement juif.
Le contexte polémique des années 1920 et des années 1930 fait donc que Soutine, qui n'a pourtant jamais établi le moindre rapport entre sa judéité et sa peinture, a pu être désigné à son corps défendant comme un artiste juif. Le mythe romanesque du Juif errant venait renforcer sa réputation d'être tourmenté et sans racines, impulsif et incapable de se plier à certains cadres formels. Clarisse Nicoïdski fait remarquer à ce sujet la « fascination que Soutine a exercée chez les intellectuels antisémites (fussent-ils d'origine juive comme Sachs), tels ce dernier ou Drieu La Rochelle », durant l'entre-deux-guerres.

##### Soutine et l'expressionnisme

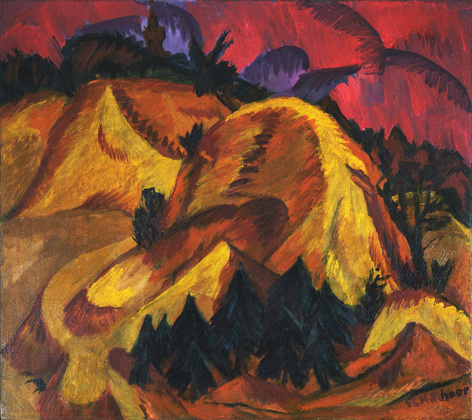
E. L. Kirchner, Montagnes de sable à Engadine (1917-1918, huile sur toile,, Museum of Modern Art, New York). Soutine a été rapproché de Kirchner pour ses couleurs.

La marginalisation de Soutine en tant que peintre juif se conjugue avec son rattachement « forcé » à l'expressionnisme, dont il ne s'est jamais réclamé, et qui, intimement associé à l'identité allemande, n'avait pas bonne presse en France dès avant la Grande Guerre. Waldemar-George, lorsqu'il interprète chaque tableau de Soutine comme « l'expression subjective d'un individu [qui veut] extérioriser son état d'âme latent », paraît bien donner une définition de l'expressionnisme ; toutefois, au-delà des similitudes de surface, il distingue le peintre des expressionnistes d'outre-Rhin.
Soutine a néanmoins été rapproché d'eux dès les années 1920 et durablement, en particulier de Kokoschka, bien que celui-ci ne déforme pas ses modèles ni ne bouleverse ses paysages de la même manière, et que ses natures mortes symboliques ressemblent plus à des vanités que celles de Soutine. Les critiques de l'époque se sont perdus en conjectures pour savoir s'ils se connaissaient et si l'un aurait pu influencer l'autre. Ils ne se sont pas davantage accordés sur les rapports possibles entre Soutine et certains de ses contemporains français plus ou moins reliés à l'expressionnisme : Georges Rouault — qu'il disait être son préféré —, ou encore le Fautrier de la période « noire ». L'analyse de Sophie Krebs est que Soutine n'était pas expressionniste en arrivant à Paris, qu'il l'est quelque peu devenu ensuite, mais que surtout on a abusivement mis en avant la période de Céret : il fallait rattacher à quelque chose de connu (et en l'occurrence de mal vu) une œuvre dont la singularité heurtait, si éloignée d'une certaine vision de l'art français qu'elle semblait ne pouvoir émaner que d'un esprit « étranger », voire « gothique » (Waldemar-George) — quand elle n'était pas qualifiée de « barbouillage », de « peinturlure » ou de « torchon sale ».
Aujourd'hui Marc Restellini considère l'œuvre de Soutine comme la seule expressionniste en France, tout en soulignant qu'elle diffère radicalement de celles des expressionnistes allemands ou autrichiens, en ce qu'elle n'est pas liée au contexte politique ou au malaise de son époque, ni ne délivre aucun message, de révolte par exemple. Pour d'autres, Soutine aurait plutôt cherché en solitaire un équilibre entre le classicisme français et un réalisme fort, même si le traitement abstrait du détail auquel il arrive parfois pendant la période de Céret peut surprendre chez un peintre aussi soucieux à la fois de la tradition et de la réalité du modèle. Il reste que ses distorsions, d'après J.-J. Breton, ont définitivement transformé la peinture de paysage, et que son œuvre, si elle ne connaît peut-être pas de réel continuateur, a marqué, après-guerre, toute une génération d'artistes américains.

#### Les expressionnistes abstraits

##### Une seconde réception
Ce sont les artistes américains des années 1950 qui vont offrir à Soutine ce que Claire Bernardi appelle sa « deuxième postérité », en faisant de lui un « abstrait sans le savoir ». La première réception, du vivant de Soutine, s'était étalée sur une vingtaine d'années, entre critiques virulents et thuriféraires exaltés. Au gré des expositions et encouragés entre autres par Paul Guillaume, les galeristes américains y ont participé, acquérant dès les années 1930 nombre de ses toiles, peintes notamment à Céret : ce sont celles-ci que découvrent les artistes new-yorkais de l'après-guerre.
En 1950, alors que l'expressionnisme abstrait est en plein essor mais cherche à se légitimer, le Museum of Modern Art de New York (MoMa) consacre à Soutine une importante rétrospective, en tant que précurseur de cette nouvelle peinture au même titre que d'autres maîtres du modernisme figuratif, Bonnard ou Matisse. Le fait qu'il n'ait rien théorisé, ni en tout cas écrit, facilite ce qui s'avère être moins une relecture de son œuvre qu'une « récupération » en fonctions d'enjeux contemporains.
Critiques et artistes évacuent en effet la question du motif — pourtant centrale chez lui, et affirmée dans chaque titre de tableau — pour ne s'intéresser qu'à la touche de Soutine et à l'abstraction à laquelle arrivent les détails. Ils voient surtout dans l'œuvre de Soutine la tension entre vision lointaine et vision rapprochée, entre figuration et effondrement des formes au profit de la matière. En outre, à partir des nombreuses anecdotes — apocryphes ou non — colportées sur la technique de Soutine, ils mettent en avant sa façon de peindre : absence d'esquisse préalable, seau plein de sang dans l'atelier pour « rafraîchir » les carcasses de viande mais propreté maniaque du matériel, application très « physique » de la peinture sur la toile. L'œuvre de Soutine devient dès lors pour les expressionnistes abstraits un jalon essentiel d'une histoire de l'art conçue comme une libération progressive de la « dictature » figurative et cheminant vers l'abstraction et l'arbitraire du geste pictural.

##### De Kooning, Pollock, Bacon

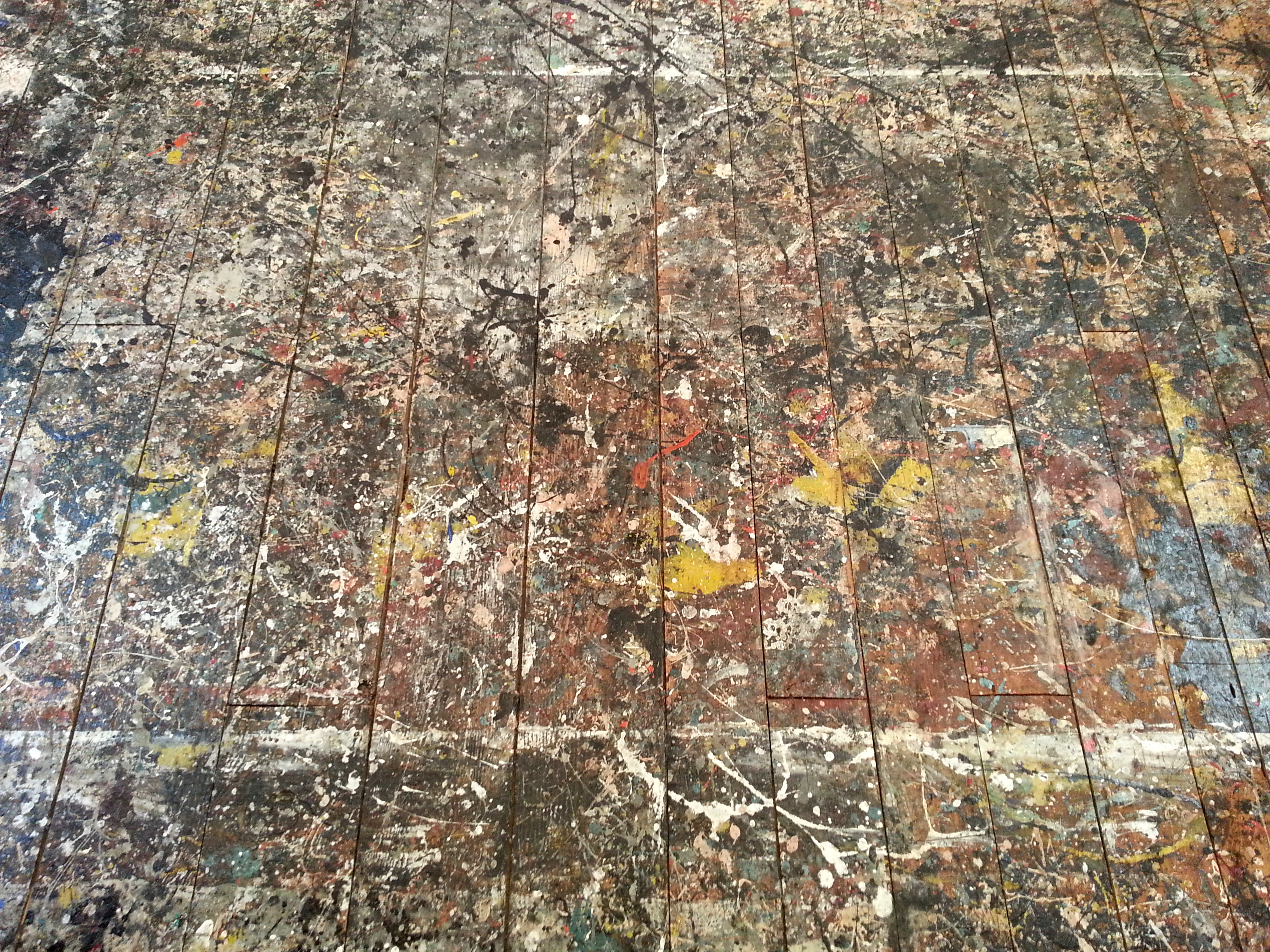
Le sol maculé de l'atelier de Jackson Pollock, à New York. Soutine n'a pas inventé le dripping, mais il lançait la couleur sur la toile et jetait ses pinceaux à terre.

Willem de Kooning, qui a vu et médité sur les tableaux de Soutine à la Fondation Barnes puis au MoMa en 1950, déclare avoir « toujours été fou de Soutine » : il admire en lui un peintre de la chair, que l'empâtement à la surface du tableau lui paraît « transfigurer », et un créateur dont le geste pictural transforme la peinture en matière organique, vivante ; il dit se reconnaître dans ce « rapport particulier à l'acte même de peindre ». Par son « utilisation effrénée de la matière et de la couleur », maints détails chez Soutine annoncent également le travail d'un Jackson Pollock.
Mais il peut surtout être rapproché de Francis Bacon, qui comme lui s'inspire des maîtres anciens mais « peint de façon instinctive, en pleine pâte, sans dessin préparatoire », comme lui déstructure les formes, impose aux corps des distorsions, et aux visages des déformations dont la violence frappe tout particulièrement dans les autoportraits. « Comme chez Francis Bacon, à qui Soutine fait si souvent penser, la plupart des personnages ont l'air de grands accidentés de la vie » parce qu'ils ont le malheur d'exister : « Nul dolorisme pourtant n'affecte la peinture. » J.-J. Breton considère que par là « Bacon se fait le continuateur de Soutine » .
Soutine préfigure l'expressionnisme abstrait et l'action painting — notamment dans les toiles de Céret — par l'effacement du motif derrière une expressivité tout entière dévolue à la matière et au geste qui l'amène sur la toile : il est ainsi devenu une référence majeure pour les artistes appartenant à ces mouvements. Mais son apport décisif à la peinture de la seconde moitié du XXe siècle résiderait peut-être plutôt, puisqu'il « n'a jamais songé à abandonner les limites du figuratif pour les apparentes libertés de l'abstraction », dans un dépassement de l'opposition entre ces deux tendances.

### Un peintre maudit?
Il est certain que « malgré les nombreux ouvrages qui lui ont été consacrés, malgré les expositions qui se sont multipliées, l'œuvre de Soutine a longtemps peiné à trouver sa place dans l'histoire de la peinture, tant c'est d'abord sa singularité qui a frappé » : cela ne fait pas pour autant de lui un peintre maudit.

Telle est pourtant l'image que donnait Maurice Sachs, trois après sa mort, de l'homme et de sa destinée de peintre : 

« Il s'installe, déménage, ne se plaît nulle part, quitte Paris, y revient, craint le poison, se nourrit de pâtes, se ruine chez les psychiatres, s'en lasse, économise, court les marchands pour racheter ses mauvaises toiles de jeunesse. Si l'on refuse de les lui vendre pour un prix qui lui paraît justifié, la rage le prend ; il les lacère, les arrache de la cimaise, en envoie une nouvelle en dédommagement. Il rentre harassé, se met à lire ; quelquefois, on l'aperçoit le soir à Montparnasse, assis à ces mêmes terrasses qu'il fréquentait avec Modigliani et riant. Mais poète triste et descendant de cette race légendaire des peintres maudits dont Rembrandt fut le plus grand, — légion tantôt obscure, tantôt brillante, où Van Gogh met du pittoresque, Utrillo de la candeur et Modigliani de la grâce —, Soutine entre mystérieusement et secrètement dans la gloire. »

— Maurice Sachs, Le Sabbat. Souvenirs d'une jeunesse orageuse.
Étant « de ceux qui ne se sont jamais donnés qu'à leur art », Soutine a sans doute souffert d'être méconnu ou rejeté, et que prévale à propos de son engagement esthétique une lecture biographique et tragique. Mais déjà de son vivant, grâce à différents connaisseurs ou collectionneurs, son œuvre commence à être saluée pour elle-même, « Soutine n'est plus tout à fait un incompris », et il le sait.
De nos jours il apparaît, après la redécouverte et la réinterprétation de son travail par les artistes américains de l'après-guerre, comme « un prophète muet », un peintre qui a su imposer sans concession sa vision en marge des courants de son temps, et a laissé une œuvre « incontestablement originale » qui compte au premier plan dans le paysage pictural du XXe siècle. Quant à la « difficulté à regarder sans trouble et sans interrogation ces paysages chaotiques, ces visages déformés jusqu'à la caricature, ces pièces de viande, tout en reconnaissant le savoir-faire, la puissance du coloriste, la subtilité du travail sur la lumière », Marie-Paule Vial se demande si elle ne serait pas de même nature que la réticence envers « les œuvres de peintres comme Francis Bacon ou encore Lucian Freud, dont la reconnaissance et la place dans l'art du XXe siècle ne sont plus à démontrer ».

## Aperçu des œuvres
Les auteurs du Catalogue raisonné recensaient en 2001, dans les collections publiques et surtout privées du monde entier, 497 œuvres de Soutine dont l'authenticité ne fait pas de doute : 190 paysages, 120 natures mortes et 187 portraits.

### Collections publiques
En Autriche
- Vienne, Albertina (musée) : Le faisan, vers 1924, huile sur toile (38,5 × 58,5 cm).

Au Danemark
- Copenhague, Statens Museum for Kunst : Le Tzigane, 1922-1923, huile sur toile (46 × 38 cm).

Aux États-Unis
- Baltimore, musée d'Art de Baltimore : Vue sur Céret, 1922, huile sur toile (74 × 75 cm).
- Chicago, Art Institute of Chicago :
  - Paysage de Cagnes, 1923, huile sur toile (60,5 × 73 cm) ;
  - Arbre de Vence, 1930, huile sur toile (71,5 × 46,5 cm).
- Cleveland, Cleveland Museum of Art :
  - Nature morte à la raie (La Raie à la bouilloire), 1923, huile sur toile (80,5 × 64,5 cm) ;
  - La Vieille Femme, 1923-1924, huile sur toile (65 × 54 cm).
- Columbus (Ohio), Colombus Museum of Art : Paysage de Cagnes (La Gaude), vers 1923 (65,5 × 81,5 cm).
- Détroit, Detroit Institute of Arts : Les Glaïeuls rouges, vers 1919, huile sur toile (54,5 × 45,5 cm).
- Los Angeles, musée d'Art du comté de Los Angeles :
  - La Russe, portrait de femme, 1916, huile sur toile (65 × 50 cm) ;
  - La Colline de Céret, vers 1921, huile sur toile (74,5 × 55 cm).
- Minneapolis, Minneapolis Institute of Arts, : Le Bœuf écorché, vers 1924, huile sur toile (116 × 80,5 cm).
- New Haven, Yale University Art Gallery : Paysage et Maison (44,5 × 51 cm).
- New York, Metropolitan Museum of Art :
  - Nature morte aux poissons, 1918, huile sur toile (44 × 64 cm) ;
  - Homme et Cheval, 1922, huile sur toile (61 × 47 cm) ;
  - Portrait de Madeleine Castaing, vers 1929, huile sur toile (100 × 73,5 cm).
- New York, Museum of Modern Art :
  - Le Vieux Moulin, 1922, huile sur toile (66,5 × 82 cm) ;
  - Volaille morte, 1924, huile sur toile (136 × 81,5 cm) ;
  - Portrait de Maria Lani, 1929, huile sur toile (73,5 × 59,5) ;
  - La Cathédrale de Chartres, 1934, huile sur panneau (92 × 50 cm).
- New York, The Brooklyn Museum : Les Glaïeuls, vers 1919, huile sur toile (55 × 46 cm).
- Philadelphie, Philadelphia Museum of Art :
  - Paysage de Céret, vers 1922, huile sur toile (66,5 × 91 cm) ;
  - Portrait de Moïse Kisling, 1930, huile sur toile (99 × 69 cm).
- Princeton (New Jersey), Musée d'Art de l'université de Princeton (dépôts de la Fondation Henry et Rose Pearlman) :
  - Autoportrait, vers 1918, huile sur toile (54,5 × 45,5 cm) ;
  - Place du village, Céret, 1921-1922, huile sur toile (74 × 85,5 cm).
- San Antonio, Musée d'Art McNay : Le Violoncelliste, vers 1916, huile sur toile (81 × 45 cm).
- Washington, National Gallery of Art :
  - Le Chef pâtissier, 1928, huile sur toile (64,5 × 48,5 cm) ;
  - Le Valet, 1928, huile sur toile (92 × 65 cm).
- West Palm Beach, Norton Museum of Art : Paysage de Céret, 1920-1921, huile sur toile (68,5 × 53,5 cm).

En France
- Avignon, musée Calvet :
  - L'Idiot du village, vers 1919, huile sur toile (92 × 65 cm) ;
  - La Raie, 1920, huile sur toile (81 × 48 cm) ;
  - Le Vieillard (L'homme en prière), 1920, huile sur toile (135 × 67 cm) ;
  - Déchéance, 1920-1921, huile sur toile (81 × 54,5 cm) ;
  - Paysage de Vence, 1921, huile sur toile (65 × 54 cm).
- Bordeaux, musée des beaux-arts : La Montée de Cagnes (L'Homme bleu sur la route), 1923-1924, huile sur toile (60 × 73 cm).
- Chartres, musée des Beaux-Arts :
  - La raie, 1923, huile sur toile, dépôt permanent du musée d'Orléans au musée des Beaux-Arts de Chartres (inv. MO.65.1438) ;
  - Le Grand Enfant de chœur, 1925, huile sur toile (100 × 55,9 cm, dépôt du musée national d'art moderne (inv. D.25.2.1) ;
  - Les Escaliers de Chartres, 1933, huile sur toile (inv. 95.4.1) ;
  - La Femme au lit ou La Liseuse.
- Colmar, musée Unterlinden : Le Vase de fleurs, 1918, huile sur toile (85 × 67 cm).
- Grenoble, musée de Grenoble :
  - Le Bœuf écorché, 1925, huile sur toile (202 × 114 cm) ;
  - L'Allée d'arbres (La route des Grands-Prés à Chartres), 1936, huile sur toile (71 × 66 cm) ;
- Paris, musée d'Art moderne de Paris :
  - Grotesque, 1922-1924, huile sur toile (81 × 45 cm) ;
  - La Femme en rouge, 1923-1923, huile sur toile (92 × 65 cm) ;
  - La Femme à la robe bleue, vers 1924, huile sur toile (81 × 60 cm) ;
  - Torse de femme au fond bleu, 1928, huile sur toile (42 × 50 cm) ;
  - Le Chasseur de chez Maxim's (le groom), 1933, huile sur toile (38,5 × 31,5 cm) ;
  - Les Porcs, 1942, huile sur toile (45 × 56 cm).
- Paris, musée national d'Art moderne du Centre Georges Pompidou :
  - Portrait du sculpteur Oscar Miestchaninoff, 1923-1924, huile sur toile (83 × 65 cm) ;
  - Le Grand Enfant de chœur, vers 1925, huile sur toile (100 × 55 cm) ;
  - La Volaille pendue, vers 1925, huile sur toile (125 × 80 cm) ;
  - Le groom (Le Chasseur), vers 1925, huile sur toile (98 × 80,5 cm) ;
- Paris, musée de l'Orangerie :
  - La Maison blanche, vers 1918 (ou 1933 ?), huile sur toile (65 × 50 cm) ;
  - Paysage avec personnage, 1918-1919 (ou 1933 ?), huile sur toile (60 × 80 cm) ;
  - Glaïeuls, vers 1919, huile sur toile (56 × 46 cm) ;
  - La Table, vers 1919, huile sur toile (91 × 100 cm) ;
  - Les Maisons, 1920-1921, huile sur toile (58 × 92 cm) ;
  - Le Gros Arbre bleu, 1920-1921, huile sur toile (83 × 80 cm) ;
  - Portrait d'homme (le peintre Émile Lejeune), vers 1922, huile sur toile (55,5 × 46,5 cm) ;
  - Paysage, 1922-1923, huile sur toile (92 × 65 cm) ;
  - Le Petit Pâtissier, 1922-1923, huile sur toile (73 × 54 cm) ;
  - Le Village, vers 1923, huile sur toile (73,5 × 92 cm) ;
  - La Fiancée, vers 1923, huile sur toile (81 × 46) ;
  - Arbre couché, 1923-1924, huile sur toile (60 × 81 cm) ;
  - Le Lapin, 1923-1924, huile sur toile (73 × 36 cm) ;
  - Dindon et tomates, 1923-1924, huile sur toile (81 × 49 cm) ;
  - Nature morte au faisan, vers 1924, huile sur toile (64,5 × 92 cm) ;
  - Garçon d'honneur, 1924-1925, huile sur toile (100 × 81 cm) ;
  - Bœuf et tête de veau, vers 1925 (?), huile sur toile (92 × 73 cm) ;
  - Le Poulet plumé, vers 1925, huile sur toile (67 × 40 cm) ;
  - Le Dindon, vers 1925, huile sur toile (80 × 65 cm) ;
  - Le Garçon d'étage, vers 1927, huile sur toile (87 × 66 cm) ;
  - Enfant de chœur, 1927-1928, huile sur toile (63,5 × 50 cm) ;
  - La Jeune Anglaise, vers 1934, huile sur toile (46 × 55 cm).
- Troyes, musée d'art moderne (donation Pierre Lévy) :
  - Nature morte à la pipe, 1914 (54 × 94 cm) ;
  - Paysage à Cagnes, 1921, huile sur toile (47 × 46 cm) ;
  - Paysage à Cagnes (Paysage à la Chapelle-La Gaude), 1921, huile sur toile (54 × 64,5 cm) ;
  - Le Lièvre au volet vert, 1924-1925, huile sur toile (81,5 × 54,5 cm (dépôt du Musée national d'Art moderne) ;
  - Le Lièvre pendu, 1925-1926, huile sur toile (73 × 24 cm) ;
  - La Cathédrale de Chartres, 1933, huile sur toile (92 × 50 cm).

En Israël
- Haïfa, musée Hecht : Rue de Cagnes-sur-mer, 1923-1934, huile sur toile, 47 × 56 cm.
- Jérusalem, musée d'Israël :
  - La Place du village à Céret, 1920, huile sur toile (76 × 94 cm) ;
  - La Colline de Céret, 1920-1921, huile sur toile (61 × 84 cm) ;
  - Colline à Céret, 1921-1922, huile sur toile (72,5 × 91 cm) ;
  - Portrait d'un jeune homme, 1923-1924, huile sur toile (73,5 × 50 cm) ;
  - Le Garçon en bleu, vers 1924, huile sur toile (93,5 × 65,5 cm) ;
  - Jeune fille en rouge, 1928, huile sur toile (81,5 × 34,5 cm) ;.
- Tel Aviv-Jaffa, musée d'art : Montmartre, v. 1919, huile sur toile.

Au Japon
- Tokyo, musée national de l'Art occidental : La Folle, vers 1919, huile sur toile (96 × 60 cm).

Au Royaume-Uni
- Édimbourg, Musée d'Édimbourg : Le Mas Passe-Temps, 1920-1921, huile sur toile, 63 × 86 cm.
- Londres, Tate Modern :
  - Paysage de Céret (l'orage), vers 1922 (72,5 × 60 cm) ;
  - La Route de la colline, vers 1922 (72,5 × 60 cm) ;
  - Paysage de Cagnes avec arbre, 1923-1924 (60 × 72,5 cm).
- Worcester, Worcester Art Museum, Portrait d'un garçon, vers 1920, huile sur toile.

En Russie
- Saint-Pétersbourg, Musée de l'Ermitage :
  - Autoportrait, vers 1916, huile sur toile ;

En Suisse
- Bâle, Kunstmuseum (prêts permanents de la collection Im Obersteg) :
  - L'Enfant au jouet, vers 1919, huile sur toile (81 × 64,5 cm) ;
  - Nature morte au violon, pain et poisson, 1922, huile sur toile (65 × 54 cm) ;
  - L'Enfant de chœur, 1927, huile sur toile (77,5 × 39 cm) ;
  - La Cuisinière en tablier bleu, vers 1930, huile sur toile (128 × 50,5 cm) ;
  - La Jeune Anglaise en bleu, vers 1937, huile sur toile (24,5 × 21 cm).
- Berne, musée des beaux-arts :
  - Paysage de Cagnes, vers 1923, huile sur toile (60 × 73 cm) ;
  - Le Coq accroché à un mur de briques, vers 1924, huile sur toile (65 × 46,5 cm) ;
  - Le Bœuf écorché, 1925, huile sur toile (72,5 × 50 cm).
- La Chaux-de-Fonds, musée des beaux-arts : Vue de Cagnes, 1922-1923, huile sur toile (60,5 × 72,5 cm).
- Lucerne, musée des beaux-arts :
  - Paysage aux maisons, 1918, huile sur toile (54 × 65 cm) ;
  - Portrait de Lina, 1928, huile sur toile (38 × 46 cm) ;
  - La Femme de chambre, vers 1930, huile sur toile (110,5 × 34 cm).
- Genève, musée d'art et d'histoire :
  - La Vieille fille, vers 1920, huile sur toile (71,5 × 54 cm) ;
  - Deux enfants sur la route de Chartres, vers 1937, huile sur toile (46 × 65 cm) ;

### Collections privées
Aux États-Unis
- Chicago, collection Mr et Mrs Nathan Cumming :
  - Paysage tourmenté, 1919, huile sur toile (54 × 73 cm) ;
  - La Fillette à la barrière, 1942, huile sur toile (85 × 65 cm).
- Clinton (New Jersey), collection Mrs Bruce Westcott : Arbre de Vence, 1929, huile sur toile (81 × 61,5 cm).
- Houston, collection Mrs et Mr John A. Beck :
  - Femme endormie, 1928, huile sur toile (41 × 33 cm) ;
  - Jeune fille à la poupée, 1932, huile sur toile (60,5 × 48 cm).
- New York, collection John Cheim : Les Faisans, vers 1926, huile sur toile (65,5 × 50,5 cm).
- New York, collection Mr et Mrs Ralph Colin :
  - Nature morte à la Soupière, 1916, huile sur toile (61 × 74 cm) ;
  - Les glaïeuls, vers 1919, huile sur toile (82,5 × 60,5 cm) ;
  - Fleurs en pot sur la table, 1921-1922, huile sur toile (82 × 60,5 cm) ;
  - Paysage de Cagnes, 1922, huile sur toile (73 × 92 cm) ;
  - Pièce de bœuf, 1922-1923, huile sur toile (70 × 52 cm) ;
  - Portrait d'un garçon en bleu, 1929, huile sur toile (76 × 56 cm) ;
  - Le Poisson, 1933, huile sur toile (35 × 77,5 cm) ;
  - Nu (Ève), 1933, huile sur toile (46 × 27 cm).
- New York, collection Perls : Nature morte à la raie, vers 1924, huile sur toile (79 × 99,5 cm).
- New York, collection Mr et Mrs Jack I. Poses :
  - Poissons et tomates, 1926-1927, huile sur toile (58 × 79 cm) ;
  - Les Escaliers de Chartres, 1933, huile sur toile (41 × 27 cm).
- New York, collection John C. Whitehead : La Communiante, vers 1925, huile sur toile (81 × 48 cm).
- Merion, Philadelphie, Fondation Barnes :

- - Bouquet de fleurs, vers 1918, huile sur toile (66 × 54,5 cm) ;
  - Paysage avec figure, 1918-1919, huile sur toile (65,5 × 81,5 cm) ;
  - La Femme aux yeux ronds, vers 1919, huile sur toile (81,5 × 65,5 cm) ;
  - Paysage avec maisons, vers 1919, huile sur toile (50 × 61 cm) ;
  - Poissons, poivrons et oignons, vers 1919, huile sur toile (60 × 73,5 cm) ;
  - Nature morte aux fleurs, vers 1919, huile sur toile (50 × 65,5 cm) ;
  - Femme accoudée au fauteuil, vers 1919, huile sur toile (92,5 × 65,5 cm) ;
  - Le Petit Pâtissier, vers 1919, huile sur toile (56 × 61 cm) ;
  - La Femme en bleu, vers 1919, huile sur toile (100,5 × 60,5 cm) ;
  - La Petite Fille en rouge, vers 1919, huile sur toile (65,5 × 54,5 cm) ;
  - L'Église rouge, vers 1919, huile sur toile (60,5 × 73,5 cm) ;
  - La Route montante, vers Gréolières, 1920-1921, huile sur toile (80,5 × 50 cm) ;
  - Paysage du Midi, 1920-1920, huile sur toile (50 × 65,5 cm) ;
  - Paysage de Gourdon, 1920-1921, huile sur toile (88,5 × 55,5 cm) ;
  - Paysage avec maison blanche, 1920-1921, huile sur toile (86,5 × 49 cm) ;
  - Paysage avec maison et arbre, 1920-1921, huile sur toile (55 × 73 cm) ;
  - Le Lapin écorché, vers 1921, huile sur toile (73 × 60 cm) ;
  - L'Homme en prière, vers 1921, huile sur toile (135,5 × 58,5 cm) ;
  - L'Homme en bleu, vers 1921, huile sur toile (131 × 65,5 cm) ;
  - Groupe d'arbres, vers 1922, huile sur toile (73,5 × 60,5 cm) ;
  - Le Chapeau blanc, vers 1923, huile sur toile (41 × 27 cm).
- Washington, collection Phillips Gallery :
  - Femme de profil, 1937, huile sur toile (47 × 28 cm) ;
  - Retour de l'école après l'orage, vers 1939, huile sur toile (46 × 49,5 cm) ;
  - Jour de vent à Auxerre, vers 1939, huile sur toile (49 × 72,5 cm).

En France
- Paris, collection Larock-Granoff :
  - Nature morte aux harengs, vers 1916, huile sur toile (64,5 × 48,5 cm) ;
  - Escaliers rouges à Cagnes,1923-1924, huile sur toile (73 × 54 cm) ;
  - La Volaille pendue aux briques rouges, vers 1924, huile sur toile (90 × 51 cm) ;
  - L'Arbre de Vence, vers 1929, huile sur toile (60 × 45 cm) ;
  - Place du village à Vence, vers 1929, huile sur toile (71 × 45,5 cm) ;
  - La Sieste, vers 1934, huile sur toile (73 × 92 cm).
- Paris, collection Claude Lelouch, Paysage du Midi, 1920-1921, huile sur toile (99 × 69 cm).
- Paris, collection Madeleine et Marcellin Castaing[N 43] :
  - Harengs et bouteille, 1915-1916, huile sur toile (68 × 40 cm) ;
  - Paysage de Cagnes, 1919, huile sur toile (53 × 64 cm) ;
  - L'Arbre de Vence, 1929, huile sur toile (81 × 61 cm) ;
  - Femme entrant dans l'eau, 1931, huile sur toile (113 × 72,5 cm) ;
  - La Femme au bain, 1931, huile sur toile (54,5 × 62 cm) ;
  - Portrait de Paulette Jourdain, 1933, huile sur toile (34 × 36 cm) ;
  - L'Âne, 1934, huile sur toile (34,5 × 49 cm) ;
  - La Sieste (Femme étendue sous un arbre), 1934, huile sur toile (72 × 91 cm) ;
  - La Route des Grands Prés à Chartres, 1936, huile sur toile (66,5 × 41,5 cm) ;
  - L'Enfant bleu assis, 1936, huile sur toile (32 × 24 cm) ;
  - Femme endormie avec un livre, 1940, huile sur toile (57 × 42 cm) ;
  - La femme qui lit, 1941, huile sur toile (65 × 80,5 cm) ;
  - La Femme couchée, 1940, huile sur toile (20,5 × 35 cm) ;
  - L'Enfant en rouge, 1942, huile sur toile (47,5 × 36,5 cm) ;
  - Arbre dans le vent, 1942, huile sur toile (69 × 86,5 cm) ;
  - Maternité, 1942, huile sur toile (65 × 51 cm).
- Collections non identifiées[267] :
  - La Cathédrale de Chartres, huile sur toile (54 × 38 cm) ;
  - La maison du Mousseau à Lèves, huile sur carton (53 × 77 cm) ;
  - La Maison à Oisème, huile sur toile (43 × 51 cm).

Au Japon
- Tokyo, collection Chozo Yoshii :
  - Nature morte à la lampe, 1914-1915, huile sur toile (54 × 65 cm) ;
  - Portrait de jeune homme, 1925-1926, huile sur toile (36 × 28 cm) ;
  - La Table, 1927, huile sur toile (46 × 69 cm) ;
  - L'Arbre de Vence, 1929, huile sur toile (81 × 61,5 cm).
- Tokyo, Musée Artizon, Ishibashi Foundation :
  - Le grand arbre dans un village du midi, 1924, huile sur toile.
- Shikoku Folk House Museum Foundation : La Femme au bain, vers 1930, huile sur toile (54,5 × 62 cm).

À Monaco
- Monte-Carlo, Monte Carlo Art Collection S.A. :
  - L'Arbre de Vence, vers 1929, huile sur toile (81 × 61,5 cm) ;
  - La Jeune Polonaise, 1929, huile sur toile (64,5 × 50 cm).

Aux Pays-Bas
- Rotterdam, fondation Triton : Portrait de Charlot, vers 1937, huile sur toile (30 × 25 cm).

En Russie
- Moscou, MAGMA Musée d'Art d'avant-garde :
  - La Robe verte, 1920-1921, huile sur toile (84,5 × 66 cm) ;
  - L'Escalier rouge à Cagnes, 1923-1924, huile sur toile (73 × 74 cm) ;
  - Le Bœuf écorché, 1924, huile sur toile (130 × 75 cm).

### Principales expositions
- 1927 : Paris, galerie Henri Bing.
- 1927 : Céret, Paul Guillaume.
- 1930 : Paris, théâtre Pigalle.
- 1935 : Chicago, The Arts Club (décembre) (26 œuvres).
- 1936 : New York, Valentine Gallery (février).
- 1936 : New York, Cornelius J. Sullivan Gallery (février-mars).
- 1937 : New York, Cornelius J. Sullivan Gallery (mars-avril).
- 1937 : New York, Valentine Gallery (mai).
- 1937 : Londres, Leicester Galleries (avril).
- 1937 : Paris, Petit Palais (juin-octobre), « Les Maîtres de l'Art Indépendant, 1895-1937 ».
- 1938 : Londres, Storran Gallery (novembre).
- 1939 : New York, Valentine Gallery (mars-avril).
- 1940 : New York, Carrol Carstayrs Gallery (avril-mai).
- 1943 : Washington D.C. Phillips Memorial Gallery (janvier-février).
- 1943 : New York, Bignou Gallery (mars-avril) (18 œuvres).
- 1944 : New York, Niveau Gallery (octobre-novembre).
- 1944 : Paris, Salon d'automne (7 œuvres).
- 1945 : Paris, Galerie de France (janvier-février), « Rétrospective Soutine 1895-1943 » (40 œuvres).
- 1945 : Boston, musée des Beaux-Arts (janvier-février), « Chagall et Soutine ».
- 1947 : Londres, Gimpel Fils (avril-mai).
- 1949 : New York, Van Diem-Lilienfeld Galleries (janvier), « Soutine et Utrillo ».
- 1950-1951 : New York, Museum of Modern Art et Cleveland Museum of Art (octobre-janvier) (75 œuvres).
- 1951 : San Francisco, California Palace of the Legion of Honor, « Miró et Soutine ».
- 1952 : Venise, XXXVIe Biennale de Venise (35 œuvres).
- 1953 : New York, Perls Galleries (novembre-décembre).
- 1953 : Paris, galerie André Weill.
- 1956 : Paris, Maison de la Pensée française (mars-avril) (42 œuvres introduites par une partie du texte d'Élie Faure de 1929).
- 1959 : Paris, galerie Charpentier, « Cent tableaux de Soutine » (119 œuvres).
- 1960 : New York, Knoedler Gallery, « The Collin's Collection ».
- 1963 : Londres, Tate Gallery London (septembre-novembre) (57 œuvres).
- 1965 : Paris, galerie Knoedler, « Quarante tableaux d'une collection privée ».
- 1966 : Paris, Orangerie des Tuileries, « Collection Jean Walter et Paul Guillaume » (22 œuvres).
- 1968 : Los Angeles, Musée d'Art du comté de Los Angeles, « Chaïm Soutine 1893-1943 ».
- 1968 : Jérusalem, musée d'Israël.
- 1969 : New York, Perls Galleries (novembre-décembre).
- 1972 : Tokyo, galerie Chozo Yoshii.
- 1973 : Paris, Orangerie des Tuileries, « Soutine » (105 œuvres).
- 1974 : Tokyo, galerie Chozo Yoshii, « Soutine ».
- 1976 : New York, Marlborough Gallery (76 œuvres).
- 1982 : Londres, Hayward Gallery.
- 1982 : Münster, Tübingen, Londres, Lucerne, « Chaïm Soutine, 1893-1943 ».
- 1982 : New York, Gallery Bellman.
- 1985 : New York, musée juif, « The Circle of Montparnasse: Jewish Artists in Paris 1905-1945 ».
- 1987 : Milan, galerie Bergamini, « Chaïm Soutine, 1893-1943 ».
- 1989 : Chartres, musée des Beaux-Arts, « Soutine » (29 juin-30 octobre) (74 œuvres).
- 2000 : Céret, musée d'Art moderne de Céret (24 juin-15 octobre 2000).
- 2007 : Paris, Pinacothèque de Paris (10 octobre 2007-27 janvier 2008).
- 2012 : Paris, musée de l'Orangerie (3 octobre 2012-21 janvier 2013).

## Dans la culture

### Portraits
Huiles, dessins et photographies sont reproduits dans les catalogues des expositions de Chartres (1989) et Paris (2007, 2012), ainsi que dans le catalogue raisonné (2001).

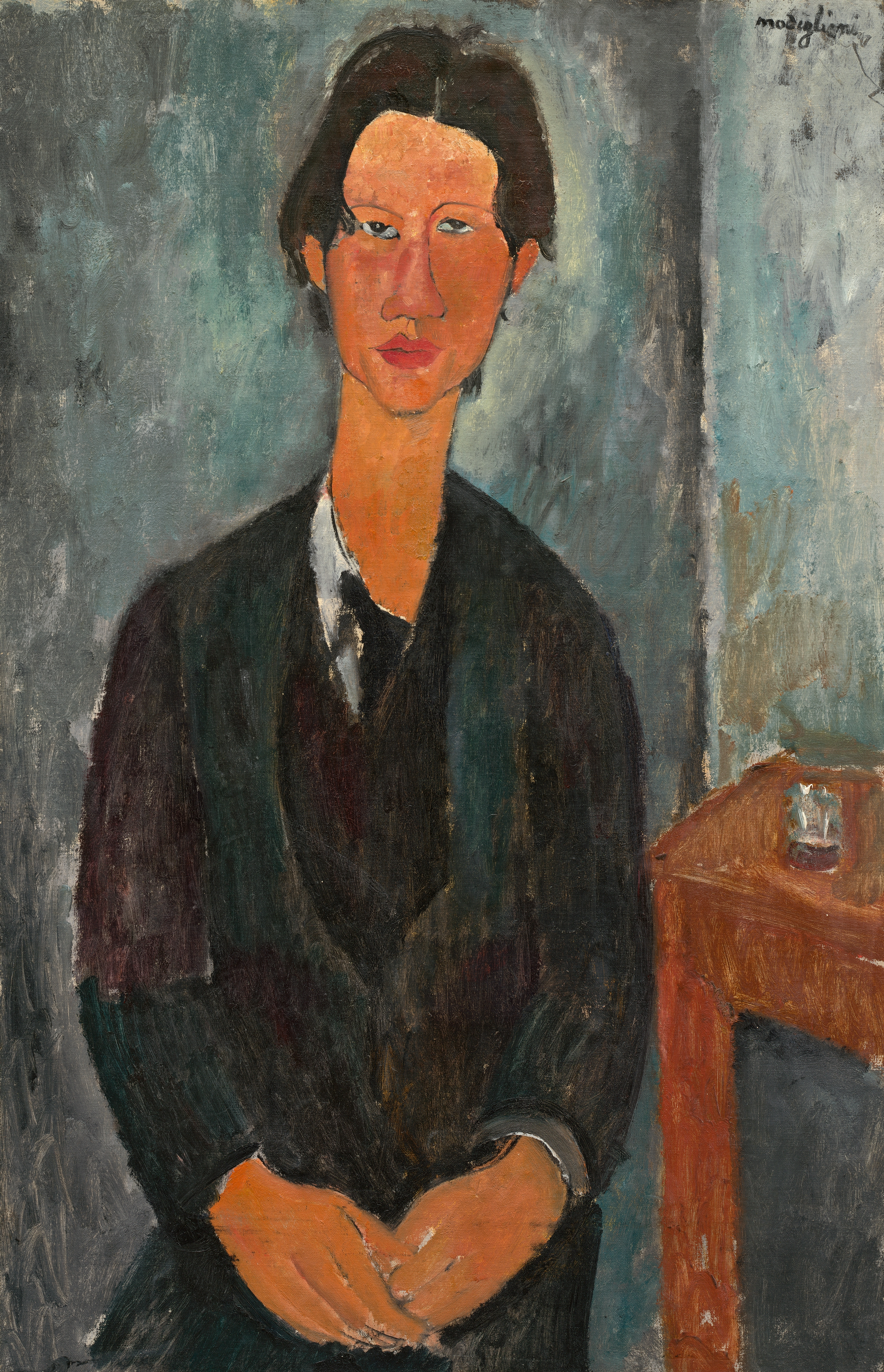
Soutine à une table, peint en 1917 par son ami Modigliani.

- Michel Kikoïne :

Portrait de Soutine, vers 1912, plume et encre sur papier (28,5 × 25 cm), Paris, collection Jacques Yankel ;
Portrait de Soutine, 1928, crayon sur papier, collection privée.
- Amedeo Modigliani :

Soutine assis, entre 1915 et 1917, crayon sur papier, collection particulière ;
Portrait de Chaïm Soutine, entre 1915 et 1917, huile sur toile (38 × 28 cm), Staatsgalerie, Stuttgart ;
Portrait de Chaïm Soutine, 1916, huile sur toile (100 × 65 cm), musée d'Art moderne de Céret ;
Soutine assis à une table, 1917, huile sur toile (92 × 60 cm), National Gallery of Art, Washington ;
Portrait de Soutine, 1917, huile sur panneau (79 × 54 cm), Paris, collection particulière.
- Marie « Marevna » Volobieff, Portrait de Chaïm Soutine, 1916-1917, huile sur toile (66,5 × 51 cm), musée du Petit Palais de Genève.
- Constantin Terechkovitch, Portrait de Soutine, 1920-1922, huile sur toile (65 × 54 cm), musée des beaux-arts de Menton.
- Yvette Alde :

Portrait de Soutine, huile sur toile, musée d'Art moderne de Paris.
- Photographie de Chaïm Soutine en 1925.
- Photographies conservées par Marcellin et Madeleine Castaing, Paulette Jourdain et Jacques Yankel.
- Arbit Blatas :

Chaïm Soutine, 1938, statue en bronze (81 × 29 × 24 cm), Boulogne-Billancourt, musée des Années Trente ;
Portrait de Soutine, 1939, huile sur toile, collection privée ;
Chaïm Soutine, 1963, statue en bronze, Paris, square Gaston-Baty, 14e arr. (depuis 1987).

### Hommages littéraires
- Roald Dahl, Peau, nouvelle du recueil Bizarre ! Bizarre ! parue en 1952, traduit en français par H. Barbéris et É. Gaspar, Gallimard, 1962 / Folio 1973, 384 p.  (ISBN 9782070363957).
- Joann Sfar, Pascin, Paris, Édition L'Association, 2005, 186 p.  (ISBN 284414179X) (bande dessinée centrée sur le peintre Pascin mais dont Soutine est un protagoniste important).
- Renaud de Montlibert, Le Chien des peintres, La Bartavelle, 2013 (ISBN 9782877448970) (recueil de nouvelles).
- Ralph Dutli (trad. Laure Bernardi), Le Dernier Voyage de Soutine, Le Bruit du Temps, 2016, 270 p. (ISBN 2358731048) (roman traduit de l'allemand).
- Gerda Groth, Mes années avec Soutine, Souvenirs présentés par Jacques Suffel, EST-Samuel Tastet Éditeur, 2022, 128 p.  (ISBN 9782868180810).
- Clarisse Nicoïdski, Soutine ou la profanation, EST-Samuel Tastet Éditeur, 2023, 304 p.  (ISBN 9782868180827).

### Bibliographie

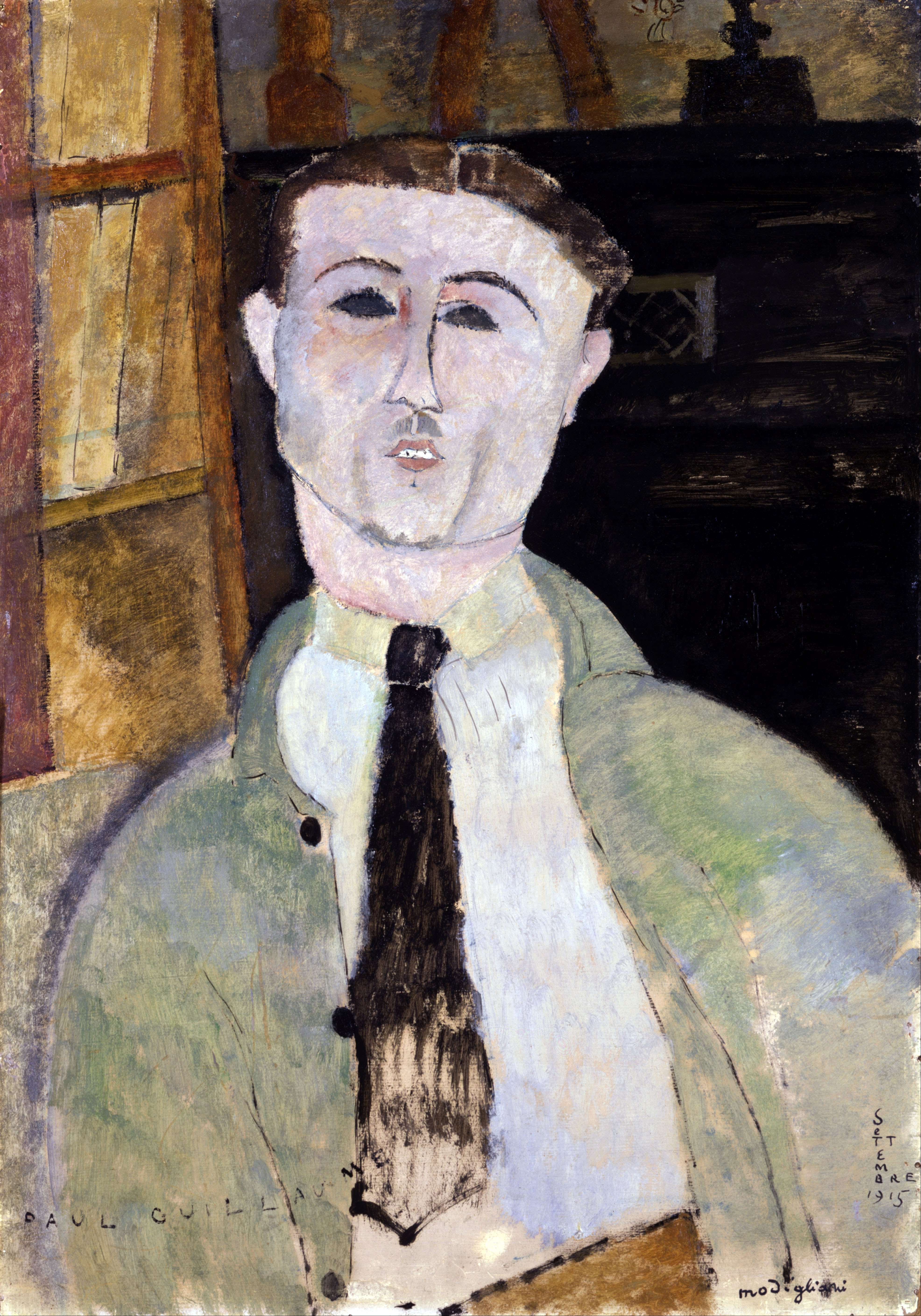
Paul Guillaume, peint ici par Modigliani en 1915, tout premier à écrire sur Soutine.